# سلطنة عمان
عُمان (رسمياً: سَلْطَنَةُ عُمَان)، هي دولة خليجية تقع في غرب آسيا في الربع الجنوبي الشرقي من شبه الجزيرة العربية. تقع بين خطي عرض 16° 40' و 20' 26° شمالاً وبين خطي طول 50' 51°و 40' °59 شرقا. يحدها من الشمال الخليج العربي ومضيق هرمز ومن الشمال الغربي الإمارات العربية المتحدة ومن الغرب المملكة العربية السعودية ومن الجنوب اليمن ومن الجنوب الشرقي بحر العرب. تغطي مساحة إجمالية تبلغ 309.500 كم² وهي بذلك تحتل المرتبة الثالثة من حيث المساحة في شبه الجزيرة العربية.
تمتد سواحلها على مسافة 3165 كلم من مضيق هرمز في الشمال وحتى الحدود مع اليمن، وتطل بذلك على بحار ثلاثة هي: بحر العرب، بحر عُمان، والخليج العربي. يبلغ طول حدودها المشتركة مع دولة الإمارات العربية المتحدة (410 كم) ومع المملكة العربية السعودية (676 كم)، ومع الجمهورية اليمنية (288 كم).
نظام الحكم في عُمان سلطاني وراثي والسلطان الحالي هو هيثم بن طارق آل سعيد الذي تولّى الحكم في 11 يناير 2020 عقب وفاة السلطان قابوس بن سعيد بن تيمور آل سعيد صاحب أطول فترة حكم في الشرق الأوسط حتى وفاته. لا يسمح الدستور العُماني بالأحزاب السياسية بينما يكفل حق الانتخاب لكل مواطن عُماني بلغ الواحدة والعشرين من عمره لاختيار أعضاء مجلس الشورى.
من أواخر القرن 15 كانت سلطنة عُمان إمبراطورية قوية تتنافس مع المملكة المتحدة والبرتغال على النفوذ في منطقة الخليج العربي والمحيط الهندي وذروتها  في القرن 19، النفوذ العُماني وسيطرته التي تمتد عبر مضيق باب السلام إلى العصر الحديث الإمارات وباكستان وإيران وجنوباً حتى زنجبار كما انخفضت قوتها في القرن 20 جاءت السلطنة تحت تأثير المملكة المتحدة وتاريخيّاً كانت مسقط الميناء التجاري الرئيسي في منطقة الخليج العربي، مسقط كانت أيضاً من بين أهم الموانئ التجارية في المحيط الهندي.
يعتقد أن مجان الواردة في الكتابات السومرية تشير إلى عُمان الغالب أن عُمان كانت محطة وصل مهمة للقوافل التجارية وعرفت هذه المنطقة التاريخية باسم جبل النحاس ولها ارتباط بثقافة أم النار وصلات تجارية مع بلاد الرافدين ولا يعرف الكثير عن طبيعة النظم في تلك المستوطنات الصغيرة واختفت مجان من النصوص السومرية مبكراً في العام 1800 عام قبل الميلاد. تمتلك عُمان أربعة مواقع ضمن مواقع التراث العالمي وصنفت رقصة البرعة ضمن التراث الثقافي اللامادي للإنسانية واختيرت عدة مرات كوجهة سياحية لتاريخ البلاد وثقافتها وتنوع تضاريسها الجغرافية.
تتمتع سلطنة عُمان بوضع سياسي واقتصادي مستقر في العموم، اقتصادها نفطي إذ تحتل المرتبة 23 في احتياطي النفط على مستوى العالم والمرتبة 27 في احتياطي للغاز، والمرتبة 64 من بين أكبر اقتصادات العالم في عام 2010م. صنف برنامج الأمم المتحدة الإنمائي عُمان باعتبارها البلد الأكثر تحسناً على مستوى العالم في مجال التنمية خلال 47 عاماً السابقة. تصنف عُمان كاقتصاد ذات الدخل المرتفع وتصنف باعتبارها الـ59 البلد الأكثر سلمية في العالم وفقاً لمؤشر السلام العالمي.
سلطنة عُمان عضو مؤسس في مجلس التعاون لدول الخليج العربية وحركة عدم الانحياز والبنك الإسلامي للتنمية وجامعة الدول العربية والأمم المتحدة ومنظمة المؤتمر الإسلامي ومنظمة التجارة العالمية والمنظمة الدولية للمعايير والوكالة الدولية للطاقة المتجددة والمنظمة الإسلامية للتربية والعلوم والثقافة.

## أصل التسمية
عُرفت عمان في المراحل التاريخية المختلفة بأكثر من اسم من أبرز أسمائها (أرض مجان ومزون وسلطنة عمان) حيث يرتبط كل منها ببعد حضاري أو تاريخي محدد، فاسم مجان ارتبط بما اشتهرت به من صناعة السفن وصهر النحاس حسب لغة السومريين حيث كانت تربطهم بعمان صلات تجارية وبحرية عديدة، وكان السومريون يطلقون عليها في لوحاتهم أرض مجان، أما اسم مزون فقد ارتبط بوفرة الموارد المائية في عمان في فترات تاريخية سابقة، وذلك بالقياس إلى البلدان العربية المجاورة لها، وكلمة مزون مشتقة من كلمة (المزن) وهي السحاب ذو الماء الغزير المتدفق ولعل هذا يفسر قيام وازدهار الزراعة في عمان منذ القدم وما صاحبها من حضارة أيضًا، أما بالنسبة لاسم عمان فقد ورد في هجرة القبائل العربية من مكان يطلق عليه عُمان في اليمن، كما قيل إنها سميت بعُمان نسبة إلى عُمان بن إبراهيم الخليل عليه السلام وقيل أنها سميت بهذا الاسم نسبة إلى عُمان بن سبأ بن يغثان بن إبراهيم. كانت عمان في القديم موطنًا للقبائل العربية التي قدمت إليها وسكن بعضها السهول واشتغلت بالزراعة والصيد واستقر البعض الآخر في المناطق الداخلية والصحراوية واشتغلت بالرعي وتربية الماشية.
في العصور الوسطى كان اسم عمان يطلق على كل ذلك الجزء من الجزيرة العربية الذي يقع شرقي قطر ثم جنوبًا إلى المحيط الهندي، ولكن بدءًا من القرن الثامن عشر كان هذا الاسم يطلق على الزاوية الجنوبية الشرقية من شبه الجزيرة العربية والتي تشكل اليوم سلطنة عمان والساحل المهادن.

## التاريخ

### ما قبل التاريخ
اختلفت الآراء في أصل تسمية عمان فالبعض يرجعه إلى قبيلة عُمان القحطانية والبعض يأخذه من معنى الاستقرار والإقامة، يقول ابن الإعرابي: المعن أي المقيمون في مكان، يقال رجل عمان وعمون ومنه اشتقت كلمة عُمان، ويستطرد فيقول: أعمن الرجل أي دام على المقام بعمان أما الزجاجي فيقول: أن عمان سميت باسم عُمان بن إبراهيم الخليل عليه السلام بينما يذكر ابن الكلبي: أنها سميت باسم عُمان بن سبأ بن يغثان بن إبراهيم خليل الرحمن لأنه هو الذي بنى مدينة عُمان، أما شيخ الربوة فيقول: أنها سميت بهذا الاسم نسبة إلى عُمان بن لوط النبي عليه السلام.
وقيل أن الأزدي سمت عمان (عُمانا) لأن منازلهم كانت على واد لهم بمأرب يقال له عمان فشبهوها به ومن أقدم المؤرخين الرومان الذين ذكروا عُمان بهذا الاسم لينوس الذي عاش في القرن الأول للميلاد 23 م – 79 م فقد ورد في كتاباته اسم مدينة تسمى عمان (OMANA) وكذلك ورد هذا الاسم عند بطليموس الذي عاش في القرن الثاني للميلاد ويظن جروهمان أن عمان المذكورة عند هذين المؤرخين هي صحار التي كانت تعد المركز الاقتصادي الأكثر أهمية في المنطقة في العصر الكلاسيكي وقد عرفت عمان بأسماء أخرى فقد أطلق عليها السومريون ودول بلاد ما بين النهرين اسم مجان ربما نسبة إلى صناعة السفن التي تشتهر بها عمان، حيث ورد في النقوش المسمارية بأن مجان تعني هيكل السفينة كما سماها الفرس باسم مزون وورد اسم عمان في المصادر العربية على أنها إقليم مستقل.
في جنوب سلطنة عُمان تقع مدينة تعرف بظفار ويعود تسميتها إلى عصور قديمة فقد ورد ذكر ظفار في أحاديث روتها أم المؤمنين السيدة عائشة بنت أبي بكر رضى الله عنهما وتم اكتشاف موقع أثري في عام 2011م يحتوي على أكثر من 100 قطعة من الأدوات الحجرية وكذلك تم اكتشاف مواقع أثرية كالبليد وسمهرم وهو موقع أثري مشهور حيث كانت السفن تنقل اللبان لظفاري منه إلى جميع أنحاء العالم وقد ورد ذكر ظفار في المنحوتات الفرعونية زمن الملكة حتشبسوت فقد كان ينقل إليها اللبان لظفاري ليتم حرقة في المعابد الفرعونية.
في مدينة عبري، هو أقدم المستوطنات البشرية المعروفة في المنطقة، التي يعود تاريخها ما يصل إلى 8000 عام إلى أواخر العصر الحجري تم اكتشاف. البقايا الأثرية هنا من العصر الحجري والعصر البرونزي. وشملت النتائج الأدوات الحجرية، عظام الحيوانات وقذائف ومداخن النار، مع تاريخها في وقت لاحق إلى 7615 عام قبل الميلاد والتي تشير إلى أقدم علامات الاستيطان البشري في المنطقة وتشمل اكتشافات أخرى مثل الفخار مصبوب اليد والتي تحمل علامات ما قبل العصر البرونزي المميزة وينفذ الصوان الثقيلة وآثار أدوات ومكاشط.
على جبل صخرة وجه في نفس المنطقة، تم اكتشاف لوحات الكهف كما عُثِر على رسومات مماثلة في مناطق وادي السحتين في ولاية الرستاق ووادي بني خروص في ولاية العوابي. فهي تتألف من شخصيات البشر تحمل أسلحة ويجري التي تواجهها الحيوانات البرية وسيوان في هيما هو موقع محلي آخر يعود للعصر الحجري حيث وجد علماء الآثار النصال والسكاكين والأزاميل والأحجار الدائرية والتي قد تكون استخدمت لاصطياد الحيوانات البرية.

### مملكة مجان
حطت في عُمان رحال الكثير من البحارة والجغرافيين والمؤرخين والمستكشفين وكتبوا عنها وعن سماتها الديموغرافية والجغرافية، على أن تلك النصوص التاريخية تحيل الباحث تلقائيًا إلى رسم المعالم الحدودية لعُمان في شكلها السياسي على وجه الخصوص كما هو الحال عند أي نص تاريخي مماثل لبلد آخر، ذلك أن الجغرافيا السياسية للبلدان لم تكن على مر التاريخ جامدة بل ظلت متحركة وخاضعة للعديد من المتغيرات والعوامل، كالعامل الزمني والعامل السياسي والعامل الاقتصادي والعامل الطبيعي والعامل الديموغرافي وهذا الأخير إنما تتشكل ملامحه هو الآخر بحسب المحددات والمؤثرات ذات البعد الإنساني وأهمها الإرتحال طلبًا للرزق والعيش والاستقرار، لذلك فإن عُمان كانت واحة آمنة لموجات الهجرة العربية الأولى وبالأخص بعد انهيار سد مأرب وخروج معظم القبائل العربية إلى أطراف الأرض حيث كان انهيار السد العظيم علامة فارقة في تاريخ الأمة العربية وانعطافه حادة للمسار التاريخي العربي، فكان لعُمان نصيب من ذلك.
كما كانت عُمان أرضًا خصبة لحراثة الكثير من الرحالة جهابذة التاريخ الذين لمعت أسماؤهم على صفحات التاريخ الإنساني من العرب والعجم وقد تركوا للإنسانية الكثير من الإنتاج التاريخي الذي يمكن أن يعد بلغة العصر قاعدة بيانات ذات قيمة علمية عالية.
يعود تاريخ عمان إلى 8000 قبل الميلاد بينما تشير بعض الحفريات والقطع الأثرية إلى وجود نشاط لمستوطنات بشرية عاشت في عمان في عصور مبكرة ترجع إلى 10000 قبل الميلاد وقد عزز ذلك اكتشاف العديد من القطع الحجرية والآثار القديمة التي تشير إلى وجود أنشطة تعدينية وملاحية تتماثل في تقنياتها بين شرق عُمان وغربها، فضلًا عن تماثل التصاميم الخاصة بالمقابر في أقاليم جغرافية مختلفة تشير إلى أنها نتاج حضارة واحدة وقد عُرفت عمان عبر تلك السلاسل الزمنية الطويلة بعدة تسميات فقد أطلق عليها السومريون ودول بلاد ما بين النهرين اسم مملكة مجان (عمان) لشهرتها في إنتاج النحاس باعتبارها أرض النحاس وذلك في تطابق دلالي مع اللفظ السومري MAGAN الذي يعني أرض النحاس أو أرض الصخور والحجارة في إشارة مطابقة إلى الطبيعة الجغرافية الصخرية لعمان بخلاف الأراضي الصخبة والسهلة التي لا تستقيم دلالة اللفظ عليها إلى جانب حرفة صناعة السفن التي ظلت شهرة العُمانيون بها تاريخيًا واسعة النطاق وظهر هذا الاسم مجان في نقوشهم المسمارية باعتبارها معاصرة لمملكة دلمون (البحرين) في شكلها السياسي القديم وحضارة ملوحا الواسعة التي تشير العديد من المصادر التاريخية إلى أنها تبدأ من السواحل الغربية للقارة الهندية كما يشير بعضها إلى منطقة رأس الحد بالسواحل الشرقية العُمانية.
كذلك يشير بعضها الآخر إلى كونها منطقة أثيوبية بالقارة الأفريقية ومجان (أي عُمان) مملكة ذات حضارة واسعة وذات شهرة عالمية كبيرة لصلاتها وأنشطتها التجارية والزراعية والبحرية لذلك فهي تتجاوز النطاق الجغرافي العُماني في شكله السياسي الحالي لوجود شواهد أثرية وتاريخية عديدة تؤكد وجود إمتيداد حضاري لمملكة مجان يبدأ من أراضي جزيرة مصيرة ورأس الجنز في الشرق العُماني ليشمل أجزاء من الساحل العُماني أو عُمان المهادنة أو ساحل عُمان (دولة الإمارات العربية المتحدة حديثًا) قديمًا قبل انفصال الساحل المذكور عن الشمال العُماني من ناهيك عن ورود اسم مجان في النقوش السومرية ليشمل الخليج العربي حاليًا من تلك الشواهد تماثل تصاميم المدافن والأسوار والتحصينات العسكرية وأشكال العمارة والتي أدرج بعضها ضمن قائمة التراث العالمي منها على سبيل المثال موقع بات بولاية عبري وحصن بهلاء بالمنطقة الداخلية ثم مثل ذلك موقع سمد الشان بولاية المضيبي إلى جانب تماثل بعض الفخاريات والأواني وأدوات الزراعة والحراثة لتمتع المنطقة العُمانية بموارد مائية عديدة وأنظمة ري دفعت بالعُمانيين إلى الاشتغال بالزراعة وهذا بخلاف المناطق الساحلية والصبخة المعادية للحياة عمومًا إلى جانب وجود قطع أثرية أخرى عديدة تعكس سلطة الطبيعة الجغرافية والمناخية للمنطقة التي دفعت بسكانها العُمانيين إلى إحتراف تلك الصناعات وبالتالي الحاجة إلى أدواتها وآلياتها فضلًا عن أن مظاهر تلك الممارسات الحياتية إنما هي في الحقيقة سمات مجتمع موحد نمطيًا تربط أطرافه روابط اجتماعية واقتصادية وسياسية واحدة متصلة بالمركز السياسي لمجان.

### العصور الحجرية القديمة
تعود بداية حضارة الإنسان في عُمان إلى الألفية الثامنة قبل الميلاد وفيها صنع الإنسان العُماني أدواته من الحجر العادي وهناك آثار ونقوش في عُمان ترجع إلى هذا العصر. وتتعدد تلك النقوش في عُمان ما بين الحفر على الصخر في شمال عُمان إلى استخدام الألوان في جنوبها في ظفار وتبدو في تلك النقوش صور بشرية وحيوانات برية، كما عثرت البعثات الأثرية في عُمان على أدوات عديدة تنتمي إلى هذا العصر مثل الفؤوس وأدوات الصيد وهياكل عظمية لحيوانات برية وأدوات حجرية ونقوش في ظفار وسيوان (هيما).

### العصر الحجري
تمكن الإنسان العُماني في هذا العصر الوسيط من استثمار الموارد الطبيعية المتاحة، فشكل أدوات مفيدة من حجر الصوان اشتملت على الفؤوس والمكاشط والمدقات، كما بدأت الخطوات الأولى نحو صناعة الفخار وتميزت مواقع عُمان المكتشفة والتي تنتمي إلى هذا العصر بوجود نظم جديدة في بناء المقابر وعمليات الدفن وأدوات تدل على جوانب عقائدية تصور الحياة في العالم الآخر.

### العصر الحجري الحديث
بدأ الإنسان العُماني بصناعة أدواته من حجر الصوان الشديد الصلابة، الأمر الذي يحتاج إلى أدوات وتقنية متقدمة، كما ظهرت الأواني الفخارية والرحى لطحن الحبوب، وتعد الرحى أهم إنجازات الإنسان في هذا العصر.

### أهم المكتشفات الأثرية من العصور القديمة
وفي عُمان تم اكتشاف العديد من مواقع التجمعات البشرية والمستوطنات الكبيرة على السواحل وفي الأودية وعلى سفوح الجبال وعُثر على عظام الحيوانات مثل الأبقار والظباء والجمال وتعد آثار رأس الحمراء بمسقط أهمها على الإطلاق، كما تشير محتويات موقع حفيت الأثري وآثار بات على الوضع الحضاري لتلك العصور في عُمان، ومن أبرز المواقع التي عُثر فيها على شواهد أثرية (مستوطنة الوطية) بمحافظة مسقط يرجع تاريخها إلى الألف العاشرة قبل الميلاد، عثر بها على مخلفات أثرية اشتملت على أدوات حجرية وقطع من الفخار، كما عُثر على مواقد للنار وبعض الأدوات الصوانية الحادة والمسننة على شكل مكاشط وأنصال وسهام، وبعض النقوش الصخرية التي تعبر عن أساليب الصيد وطرق مقاومة الحيوانات المفترسة.

### التاريخ القديم

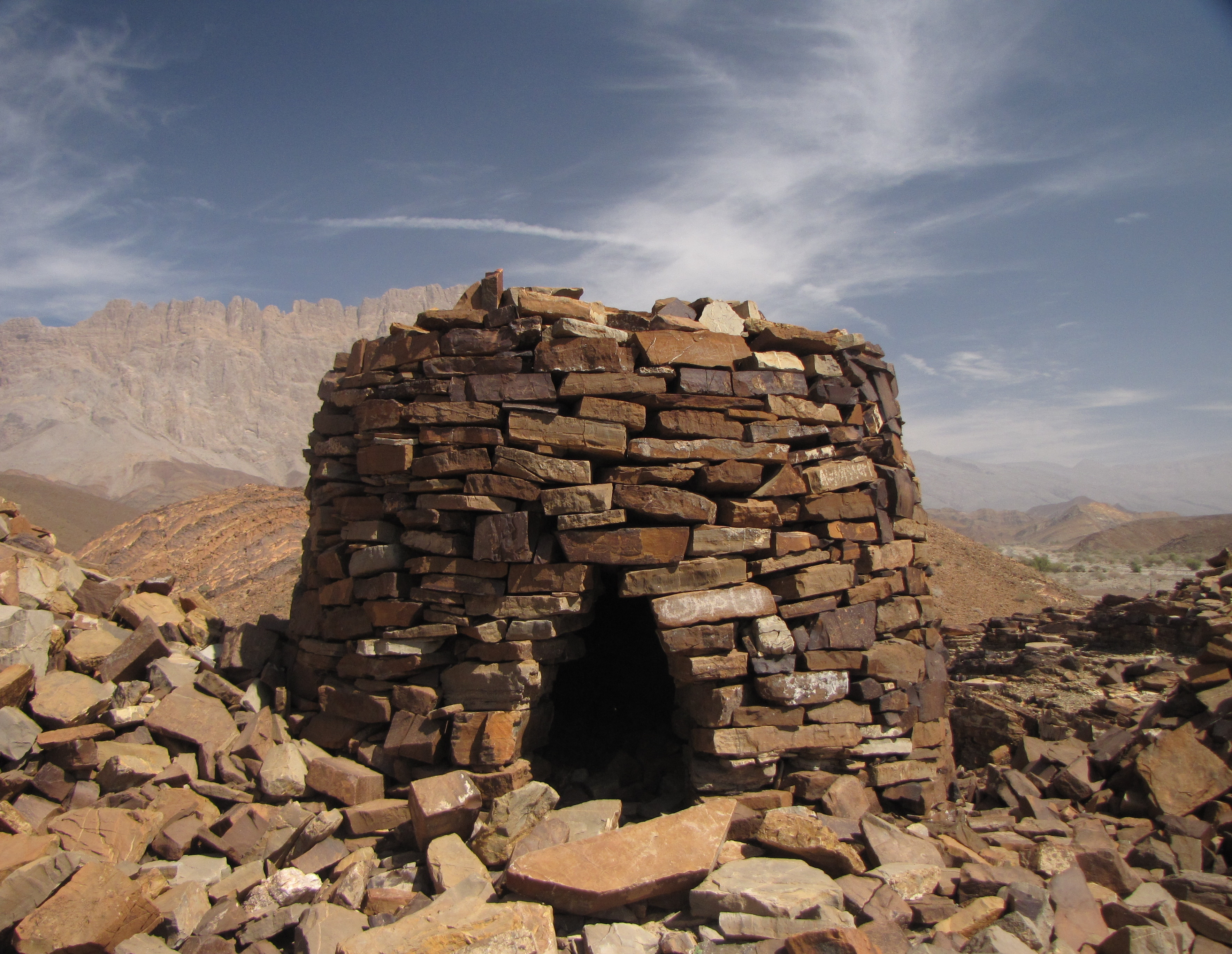
مقبرة في منطقة بات (ولاية عبري)، عُمان، وهو موقع التراث العالمي.

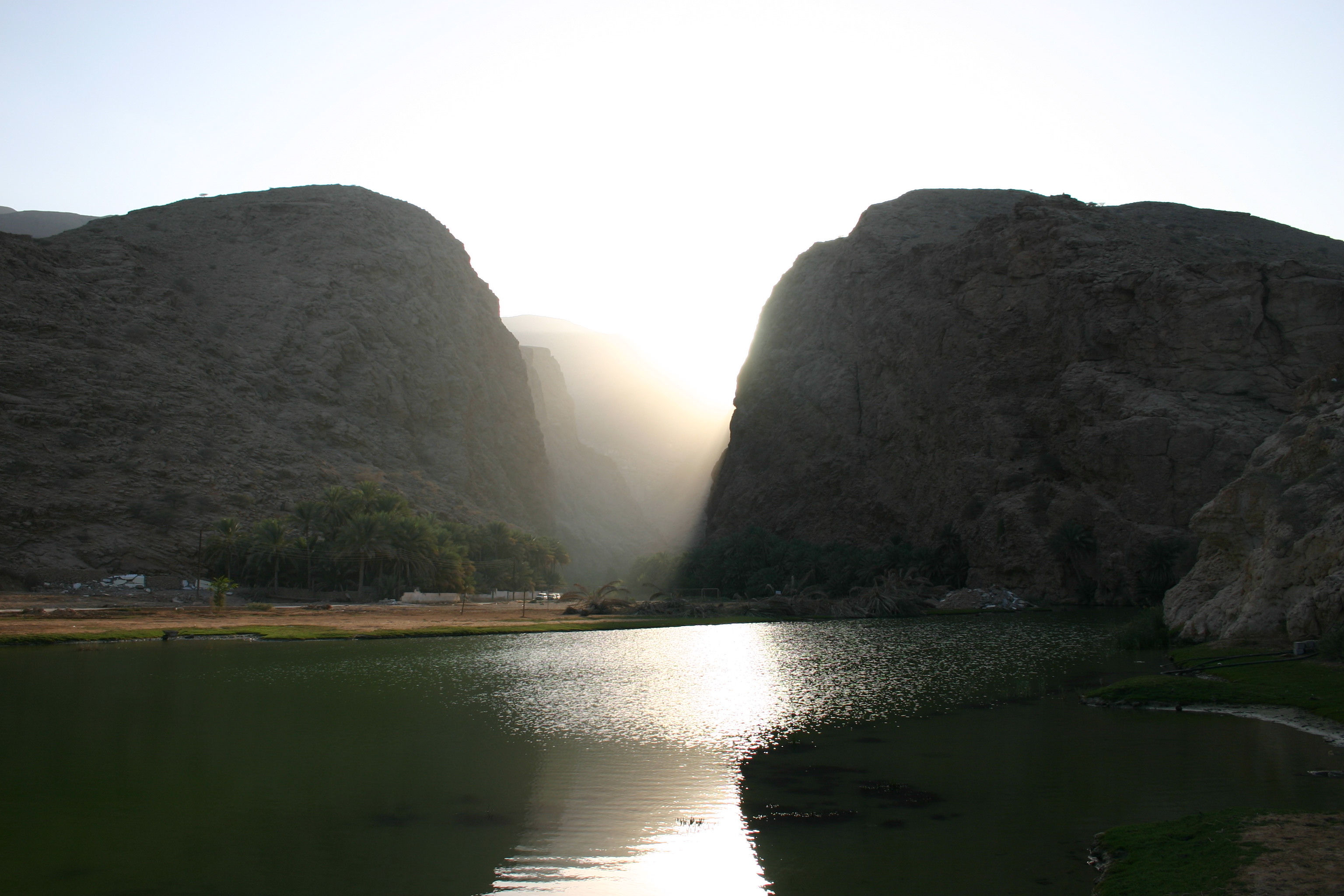
وادي شاب (ولاية صور)، عُمان 2004م.

عُمان تملك تاريخاً قديماً لدول مستمرة ولكن أجزاء من سلطنة عُمان اليوم شكلت محطات تجارية في التاريخ القديم ظهرت مجان في النصوص السومرية من بلاد الرافدين ويُعتقد أنها المنطقة من شمال سلطنة عُمان وتشمل دولة الإمارات العربية المتحدة اليوم كانت المنطقة مرتبطة بالنحاس والتي كانت عنصراً مهما لحضارات بلاد الرافدين القديمة.
اختفت مجان عقب سقوط سلالة أور الثالثة في العراق في العام 2000 قبل الميلاد سيطرت الإمبراطورية الأخمينية الفارسية على المنطقة بقيادة كورش الكبير في القرن السادس قبل الميلاد فيما كانت ظفار، مرتبطة بالممالك العربية الجنوبية القديمة
لعُمان ثلاث مسميات قديمة وهي مجان ومزون وعُمان، حيث يعني الأول (مجان) أرض النحاس في الكتب السومرية ويعود ذلك لاشتهار عُمان قديماً بتصنيع النحاس وصهره وتجارته مع الحضارات الأخرى أما مزون فيأتي من (مزن) وتعني الغيمة الماطرة ويدل ذلك على وفرة المياه قديمًا في عُمان في حين أن اسم عُمان قيل أنه نسبة إلى عُمان بن إبراهيم الخليل عليه السلام ويقال أيضاً أنه نسبة لمنطقة في اليمن تسمى عُمان وأخذ هذا الاسم إلى عُمان (البلاد) المهاجرون بعد انهيار سد مأرب باليمن.

### عُمان قبل الإسلام
منذ عصر النهضة العُمانية المعاصرة بدأت البعثات العلمية للتنقيب عن الآثار تمارس عملها وتوصلت إلى نتائج علمية على درجة كبيرة من الأهمية لعل من أهمها اكتشاف مجتمعات عمرانية وجدت على الساحل العُماني الشرقي والغربي ترجع إلى الألفية السادسة قبل الميلاد وكشف النقاب عن مجتمعات أخرى في موقع القرم بمسقط تعود إلى الألفية الخامسة قبل الميلاد حيث عثر على مقابر وبقايا أطعمة وأمتعة شخصية تشير إلى أن سكان هذا الموقع كانوا يمارسون حرفة الصيد بينما احترف بعضهم مهنة قنص الغزلان من الوديان في المناطق الداخلية من عُمان وعثر على حُلي للرجال والنساء بما يؤكد بلوغ درجة ما من التقدم التقني والحضاري.
وقد كشفت التقارير العلمية التي نشرت عام 1987م عن محطة التنقيبات الأثرية التي أجريت في المنطقة الوسطى من الباطنة لتؤكد وجود مجتمعات قديمة لها نشاطها الاقتصادي والسياسي المنظم ولها علاقاتها الخارجية مع العديد من الدول الأخرى، ففي دراسة نشرها كل من الباحث الإيطالي باولو كوستا، البروفسور البريطاني جون سي ويلكنسون حلو منطقة صحار قدم المؤلفان معلومات وافية عن المجتمعات التعدينية والزراعية والتجارية للمنطقة التي ترجع أصولها التاريخية إلى مراحل بعيدة من العصور القديمة امتدت إلى العصور الإسلامية.
كما قدم الباحثان (كوستا وويلكنسون) تقريرًا علميًا دقيقًا يؤكد وجود مناطق تعدينية لاستخراج النحاس خلف المنطقة الزراعية بنحو 25 كيلو مترًا على سفح جبال الحجر الغربي ودل العثور على آثار حجرية في المنطقة بما يؤكد قيام مجتمعات صغيرة في مطلع الألفية الثالثة قبل الميلاد وقد أكدت الدراسة استمرار إستغلال هذه المناجم إلى العصور الإسلامية.
كذلك أكدت الدراسات البحثية التي أُجريت في العراق عن استخدام النحاس منذ القرن الرابع قبل الميلاد وأضافت هذه الدراسات إنه كان ينقل من عُمان عن طريق الرحلات البحرية في الخليج.
ومنذ منتصف الألفية الثانية أخذ استخدام الحديد ينتشر بصورة متزايدة وبخاصة في صناعة الأسلحة مما قلل من أهمية الطلب على النحاس وشيوع مواد تجارية جديدة مثل اللبان والأفاوية والجمال والخيول، لذا فقد أخذت التجارة العُمانية تتجه في معظمها صوب الغرب والشمال لتحدد مع تجارة قوافل جنوب الجزيرة العربية الواسعة فيما عرف بطريق البخور.
لقد تضاعفت أهمية تجارة عُمان منذ الألفية الأولى قبل الميلاد بسبب مقدرة العُمانيون على توفير سلع أجنبية للأسواق العربية مثل القرفة التي كان يستوردها العُمانيون من الهند ويقومون بنقلها إلى بقية الأسواق العربية ومما يستلفت النظر إن اسم (مجان) قد أصبح له مدلول جغرافي أوسع خلال الألفية الأولى قبل الميلاد، حيث شمل جميع الأقسام الجنوبية من الجزيرة العربية ابتداء من مضيق باب المندب وحتى مضيق هرمز وعمومًا فإنه مع ضعف الطلب على النحاس وجد العُمانيون بديلًا في اللبان والبخور والخيول والمنتجات الهندية والصينية ومن ثم فقد نشطت تجارة التوابل إضافة إلى الحرف التقليدية التي إمتهنها العُمانيون منذ العصور التاريخية القديمة وهي الزراعة وبرعوا في توفير المياة من خلال الأفلاج والعيون وتقدم الدراسات الأثرية الحديثة ما يؤكد مقدرة الإنسان العُماني وتفوقه في مهنة الزراعة ومهارته الشديدة في التفنن في استغلال المياه من خلال شق الأفلاج ويشير القزويني (آثار البلاد وأخبار العباد) إلى أن إرم ذات العماد تقع في منطقة الأحقاف من الجزء الجنوبي الغربي من عُمان ثم يقول (لقد أجرى الملك إليها نهرًا مسافة أربعين فرسخًا تحت الأرض فظهر في المدينة فأجرى من ذلك النهر السواقي في السكك والشوارع وأمر بحافتي النهر والسواقي فطليت بالذهب.

### عُمان والإسلام
كان العُمانيون من بين أوائل الناس الذين دخلوا الإسلام وعادة ما يرجع التحويل من العُمانيين إلى عمرو بن العاص الذي بعثه النبي محمد صَلّى اللهُ عَلَيْهِ وسَلَّم حوالي 630م لدعوة جيفر وعبد إبني الجلندي حكام عُمان في ذلك الوقت لقبول الإيمان في تقديم الإسلام أصبحت عُمان يحكمها حاكم منتخب وهو الإمام.
خلال السنوات الأولى من البعثة الإسلامية، لعبت عُمان دورًا رئيسيًا في حروب الردة التي حدثت بعد وفاة النبي محمد صَلّى اللهُ عَلَيْهِ وسَلَّم وأيضًا شاركوا في الفتوحات الإسلامية العظيمة برًا وبحرًا في العراق وبلاد فارس (إيران) وخارجها وكان الدور الأبرز في سلطنة عُمان في هذا الصدد من خلال أنشطتها التجارية والملاحة البحرية الواسعة في منطقة البحيرات العظمى الأفريقية والشرق الأقصى وخاصة خلال القرن التاسع عشر عندما ساعد إدخال الإسلام إلى السواحل السواحلية ومناطق معينة من وسط أفريقيا والهند وجنوب شرق آسيا والصين، بعد تقديمه للإسلام كان يحكم عُمان قبل الأمويين بين (661 م - 750 م، 750 م - 931 م) والعباسيين بين (931 م - 932 م، 933 م - 934 م - 967 م) والقرامطة (933 م - 934 م) والبويهيين بين (967 م - 1053 م) والسلاجقة من كرمان بين (1053 م - 1154 م).
ارتبط العُمانيون بأصول عربية عريقة والثابت أنه حدثت هجرة عربية كبيرة في العصور التاريخية الأولى من شمال شبه الجزيرة العربية إلى عُمان وسواحلها وذلك بسبب الجفاف في شبه الجزيرة العربية ولا يُعرف بالضبط تاريخ هذه الهجرة وهل كانت هجرة كبيرة واحدة أو على دفعات وهؤلاء المهاجرون ينتسبون إلى قبائل نزار وهم العدنانيون عرب الشمال.
يستدل من المصادر العربية أن عُمان تعرضت لهجرة يمنية كثيفة العدد، منذ فجر التاريخ وأكثرها شهرة هي الهجرة التي أتت بعد انكسار سد مأرب وتهدّمه في القرن الأول الميلادي فرحلت لخم والأزد عن اليمن إلى أطراف شبه جزيرة العرب فنزل بعض الأزد في الطرف الشرقي من عُمان بينما استقر الأوس والخزرج في يثرب، أما بنو عمرو بن عامر الذي يعود نسبه إلى مازن بن الأزد فقد نزلوا بمشارف الشام. ويذكر البلاذري أن الأزد بعد خروجهم من بلادهم انتقلوا إلى مكة المكرمة ومن هناك تفرقوا فأتت طائفة منهم عُمان وطائفة السراة وطائفة الأنبار والحيرة وطائفة الشام.
وفي الحقيقة لا يوجد تاريخ دقيق لهجرة الأزد إلى عُمان ولا تحديد ثابت لخط سير هذه الهجرة سواء عن طريق حضرموت انطلاقًا من مأرب أو عن طريق اليمامة والبحرين انطلاقًا من السراة (عسير) وإن كانت بعض المصادر تشير إلى أن قبيلة الأزد التي كانت تسكن مأرب في نهاية القرن الأول الميلادي هاجرت من مأرب عبر وادي حضرموت، ونزلت سيحوت في (الشحر) بقيادة مالك بن فهم الذي انتقل بالبحر إلى (قلهات) (15 ميلًا شمال غرب صور) وقام بتحرير عُمان من الفرس خلال معارك شرسة وأصبح السيد الأول المستقل على كل عُمان.
والحق أن المواجهة بين عرب عُمان والفرس على الخليج العربي جعلت العُمانيين يحرصون على استقلالهم وعلى الاعتزاز بعروبتهم وأصالتهم اعتزازًا كبيرًا ويستكمل العُمانيين النصر على الفرس بنزولهم في أرض بلاد فارس نفسها، إذ نجح سليمة بن مالك بن فهم في اقتطاع أرض كرمان من العجم، ولم تخرج كرمان عن حكم العُمانيين إلا بعد وفاة سليمة بن مالك بن فهم واختلاف رأي أولاده من بعده. فتغلبت الفرس عليهم واستولوا على ملك أبيهم في كرمان واضمحل أمرهم فتفرقوا بأرض كرمان ورجعت فرقة منهم إلى أرض عُمان.

### إمامة عُمان
وجد العُُمانيون أن عامل الخليفة العباسي قد ترك لهم الخيار وأن الخلافة لم تعد تسير على النهج الإسلامي الصحيح، فهي حكم متوارث أكثر من كونها خلافة إنتخابية وهم لذلك لا يرون في هؤلاء الخلفاء ما يلزمهم طاعتهم، فقرروا إنتخاب إماما لهم يتولى شؤونهم، فعقدوا الإمامة على الجلندى بن مسعود بن جيفر بن الجلندى حفيد حاكم عمان عند ظهور النبي عليه السلام ومن مشاهير علماء الدين في عهده عبد الله بن القاسم وهلال بن عطية وخلف بن زياد البحراني وشبيب بن عطية العماني وموسى بن أبي جابر الأزكاني وبشير بن المنذر النزواني، وما دمنا بصدد الإمامة التي يقرأ القارئ كل حين عنها في الصحف ويتردد سمعها في الإذاعات والبرامج التلفزيونية، فلابد من أن يتعرف على أساسها ليكون على بينة من ذلك. ومعنى الإمامة لدينا معروف فهو مرادف لكلمة الخلافة وهو في معناه العصري حكم جمهوري ينتخب فيه الشعب حاكمه، وبالنسبة للإمامة فهو أقرب إلى الناحية الدينية فالمنتخبون هم أعيان البلاد، وهم أيضا رجال الدين في البلاد، ولكنه على كل حال حكم منتخب يمثله حاكم يسمى إماما له حقوق وعليه أيضا حقوق، فمن حقوقه تمثل السلطات التنفيذية، فالإمام رأس الحكومة يساعده من يختاره من الأكفاء وهو المرجع الأعلى في حسم الأمور وتوجيه سياسة البلاد وتخطيط مستقبلها وعليه أيضا أن يجعل الأمر شورى بين المواطنين وأن يتقبل النقد ويتسم بالنزاهة في كل جانب، فإذا حاد عن الخط المستقيم وجب خلعه وجوبه بالحقيقة دون خجل أو وجل.
وفي عهد الإمام الجلندى لجأ شيبان بن عبد العزيز اليشكري كبير الصفرية هاربًا من السفاح إلى عُمان، فأمر الإمام بمقاتلته وفوض بذلك إلى قاضيه هلال بن عطية والقائد يحيى بن نجيح، فاشتبك الجيشان في معركة كبيرة قُتل فيها شيبان ومعركة الإمام الجلندي مع شيبان فيها مدلولها على سعي أتباع المذهب الإباضي في نشر الحق والذود عنه، فرغم أن الصفرية إحدى مذاهب الخوارج ورغم أن الصفرية والإباضية مذهبان بدءا بالخروج على التحكيم في صفين، لم يجد الإمام في ذلك مانعًا من أن يحاربهم ويقضي عليهم نهائيًا، إذ وجد أنهم يسيرون في تعصب وضلال ونفذ الإمام حكم القتل في ثلاثة من أقاربه لمحاولتهم الخروج عن الإمامة، هم جعفر الجلنداني وإبناه النظر وزائدة وقد شهد بنفسه تنفيذ الحكم، فظهر على وجهه الاستياء، فهب صحبه يعترضون عليه قائلين: «إعفيه يا جلندي»..... فقال: «لا ولكن الرحمة» ورجل وهذا شأنه وقوم وهذا عزمهم في الإبقاء على حقوقهم بالإمامة لا يستغرب إذا حافظوا عليها في القرن العشرين وهو قرن الديمقراطيات والحكم الشعبي ولعل في اتصال ثورتهم الحالية وصمودهم ضد كل عسف ترويهما هذه المآثر التي ورثوها أبًا عن أب والتي تدعوهم إلى المحافظة على انتخاب الحاكم وصلاحه سواء كان إسمه إمامًا أو غير ذلك.

### عُمان وبني نبهان
يتفق المؤرخون على أن حكم بني نبهان، استمر خمسة قرون تقريبًا 1154 - 1624م عرفت الأربعة القرون الأولى بفترة النباهنة الأوائل والتي انتهت بحكم سليمان بن سليمنا بن مظفر النبهاني.
عمان والدولة الأموية والعباسية وحكام النباهنة
وعرفت الفترة الثانية بفترة النباهنة المتأخرين والتي امتدت من عام 1500 إلى 1624م حيث انتهت مع قيام دولة اليعاربة وظهور الإمام ناصر بن مرشد اليعربي عام 1624م.
والنباهنة من أصول عربية حيث سنتسبون إلى قبيلة العتيك الأزدية العُمانية العريقة وقد وصفهم ابن زريق بأنهم ملوك عظام وكان من أشهر ملوكهم جودًا وكرمًا الفلاح بن المحسن، لقد أشاد ابن بطوطة أثناء زيارته لعُمان بتواضع الحكام النباهنة حيث أتيح له أن يلتقي بالملك النبهاني أبي محمد الذي قال عنه: (ومن عاداته أن يجلس خارج باب داره ولا حاجب له ولا وزير ولا يمنع أحدًا من الدخول إليه من غريب أو غيره ويكرم الضيف على عادة العرب ويعين له الضيافة ويعطيه على قدره وله أخلاق حسنة). يعتبر عصر النباهنة بأنه من أكثر فترات التاريخ العُماني غموضًا بسبب قلة المصادر التي تناولت هذه الفترة لكن ما وصل إلينا من معلومات يعطي إنطباعًا بأن عصرهم كان عصر تنافس وصراعات داخلية ويصعب تتبع أحداث هذه الصراعات لكن من الثابت أن تدهور الأوضاع الداخلية قد أغرى الفرس لمحاولة إحتلال عُمان وأن هجومًا قام به الفرس في عهد الملك النبهاني معمر بن عمر بن نبهان لكن العُمانيين تصدوا لهذا الهجوم وقضوا عليه إلا أن هجومًا آخر قد وقع سنة 660 هـ / 1261 م في عهد الملك أبي المعالي كهلان بن نبهان بقيادة ملك هرمز محمود بن أحمد الكوستي الذي تمكن من الإستيلاء على قلهات مستغلًا الصراعات القبلية ثم مضى نحو ظفار حيث قامت قواته بنهب الأسواق ومنازل الأهالي وسبي رقيقهم وبلغ عدد السبي إثنى عشر ألفًا وحملت الأمتعة والأموال المسلوبة والرقيق إلى قلهات ثم إتجه معظم الجيش متوغلًا في داخل عُمان عن طريق البر يقوده ملك هرمز بنفسه ولما وصل جيشه إلى منطقة القرى حيث جبال ظفار الشاهقة تم الاستعانة بعشرة رجال من أهل ظفار كأدلاء للطريق فلما وصلوا بهم إلى داخل عُمان هربوا عنهم ليلًا وعلى حد تعبير أبن رزيق : (أصبحوا حائرين يترددون في رمال عالية وفيافي خالية) فتاهو في تلك الصحاري الواسعة ونفذ ما معهم من ماء وطعام ونفقت دوابهم من الجوع والعطش وهام ملك هرمز على وجهه في الصحراء فهلك ومعظم جيشه ومن بقي منهم قتل على يد عرب البادية إلا نفر قليل واصلوا سيرهم حتى وصلوا إلى جلفار ومنها أبحروا إلى هرمز. أما بقية الجيش في قلهات فقد أغار عليهم رجال قبيلة بني جابر وقضوا عليهم ودفنوهم في مقابر جماعية تعرف إلى اليوم بقبور الترك.
وفي عام 647 هـ/1276 م وخلال حكم عمر بن نبهان أغار الفرس على عُمان بقيادة فخر الدين بن الداية وأخيه شهاب الدين نجلي حاكم شيراز وعندما نزل الجيش الفارسي مدينة صحار التقى بهم عمر بن نبهان في حي عاصم بمنطقة الباطنة وظل يقاتل حتى إستشهد وثلاثمائة من جيشه وزحف الغزاة إلى نزوى التي إستولى عليها الغزاة ونهبوا منازلها وسوقها وأحرقوا المكتبات وأخرجوا أهل عقر نزوى من منازلهم وحلوا محلهم ثم توجهوا إلى بهلا العاصمة الثانية للنباهنة وحاصروها إلا إنها إستعصت عليهم وخلال فترة الحصار قتل فخر الدين أحمد بن الداية وكان لقتله أكبر الأثر على معنويات جنده الذين قرروا الانسحاب من عُمان نهائيًا بعد أم مكثوا فيها أربعة أشهر عاشوا خلالها فسادًا وقتلًا.
وفي عام 866 هـ/1462 م أغار الفرس على عُمان واتخذوا من بهلا مقراً لهم بعد أن طروا الملك النبهاني سليمان بن مظفر الذي فر إلى الأحساء التي اتخذها مكانا لإعادة ترتيب جنده ثم عاود هجومه على الفرس وتمكن من تحرير عمان وإعادة ملكه لكن يبدوا أن انقسامًا قد وقع بين النباهنة أنفسهم لذا فقد رحل سليمان بن مظفر إلى شرق أفريقيا حيث أسس مملكة بته (بات) بعد أن ترك ولداه سليمان وسحام في عمان وإشتد بينهما الصراع على السلطة وإنتهى الأمر بانتصار سليمان على أخيه لكن الصراع بينه وبين زعماء القبائل لم يتوقف إلى أن إختارت القبائل محمد بن إسماعيل إمامًا.
ثم تجددت الصراعات مرة أخرى حينما تمكن سلطان بن محسن بن سليمان النبهاني من استعادة ملك أجداده وانتزاع مدينة نزوى عام 924 هـ/1556 م إلا أنه لم يتمكن من السيطرة على داخلية عمان.
وقد بقيت البلاد تتنازعها الإنقسامات والحروب الأهلية إلى أن تمكن سليمان بن مظفر بن سلطان من السيطرة على داخلية عمان واتخذ من مدينة بهلًا مقرًا لحكمه ونجح العمانيون في صد هجوم قارس على مدينة صحار لكن ما لبثت الفتن أن أطلت برأسها من جديد ولما كانت مدينة بهلا مقرًا لحكم النباهنة فقد حرص كل زعيم منهم على أن ينفرد بحكمها لذا فقد انقسمت البلاد بين أشخاص نصبوا من أنفسهم ملوكًا على مدن وقطاعات اتّسمت أوضاعها بالضعف وامتد الصراع إلى منطقة الظاهرة التي كان مسيطرًا عليها أبناء الملك النبهاني فلاح بن محسن، عُمان والدولة الاموية والعباسية وحكام النباهنة.
لقد تناولت المصادر العمانية الفترة الأخيرة من حكم النباهنة حيث سادت الفوضى وانقسمت عمان إلى ممالك صغيرة وتدهور الحياة الاقتصادية والسياسية إلى أن قيّض الله لعُمان رجلًا من بين رجالاتها تميز بكفاءة عالية ألا وهو ناصر بن مشرد اليعربي الذي اختاره أهل الحل والعقد في عُمان وعقدوا له الإمامة سنة 1034 هـ/1624 م وبذلك بدأت عمان مرحلة جديدة من التلاحم حيث استوعب الإمام الجديد كل تجارب وطنه وعزم النية على أن يبدأ بتوحيد البلاد على اعتبار أن ذلك هو صمام الأمان لمواجهة الخطر الخارجي المتمثل في الإحتلال البرتغالي واستهلت عُمان عصرًا جديدًا تميز بالشموخ والقوة.

### الإمبراطورية العُمانية

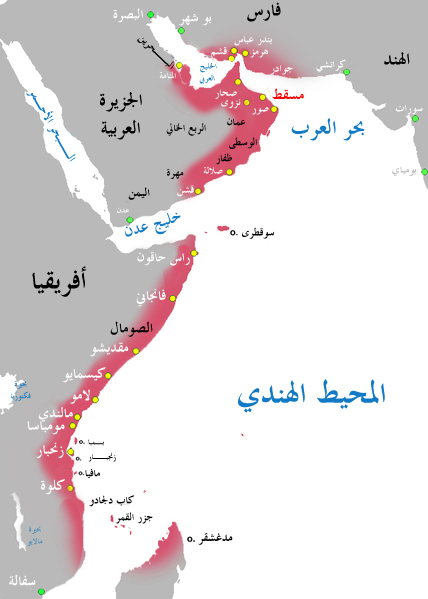
الإمبراطورية العُمانية في أقصى إتساعها عام 1856م.

دولة اليعاربة: (1624 م - 1741 م / 1033 هـ - 1153 هـ) هي عُمان الكبرى وهو ما يعرف حديثًا بسلطنة عُمان ودولة الإمارات العربية المتحدة وامتدت لتشمل شرق أفريقيا وجزء من فارس وعاصمتها الرستاق بعد القضاء على دولة بني نبهان دامت قرابة 117 عامًا. تميزت الفترة الأولى لدولة اليعاربة باعتماد المنهج الإسلامي، حيث أُلغيت الضرائب مثلًا واعتمدت الزكاة مكانها.
مؤسسها ناصر بن مرشد بويع بالإمامة الإباضية سنة 1624م، حيث بنى أسطولًا بحريًا ضخمًا مكنه من الانتصار على القوات البرتغالية، وأخرج الفرس من رأس الخيمة.
قام خميس بن سعيد الشقصي بجمع علماء الإباضية وأعطى البيعة بالإمامة لناصر بن مرشد، عارضت الكثير من القبائل والمدن العُمانية هذا الأمر بل أن قسم من أسرة ناصر بن مرشد نفسه عارض ذلك، قام ناصر بعدها بمحاولة توحيد البلاد إذ كانت البلاد مقسمة بين خمس قوى، مبتدئًا بأسرته التي كانت تحكم نخل والرستاق، حيث طرد ابن عمه مالك بن أبي العرب من قلعة الرستاق وتفرغ بعدها لناصر بن قطن، حيث كان يسيطر على الظاهرة. نجح في السيطرة على المدن الداخلية، بينما كانت المدن الساحلية في يد البرتغاليين.
حرّر جلفار العُمانية (الاسم القديم لرأس الخيمة) عام 1633م من البرتغاليين ولم يلبث أن سيطر على معظم الساحل العُماني. إلا أن مسقط لم تسقط بيد دولة اليعاربة إلا في عهد الإمام سيف بن سلطان اليعربي سنة 1650م. في عام 1645م اتفق مع الإنجليز، منافسوا البرتغال على استعمال موانئ صحار والسيب بصورة حصرية قاطعًا طريق التجارة على البرتغاليين، حيث وقع معه فيليب وايلد ممثل شركة الهند الشرقية الإنجليزية عقدًا بذلك. سنة 1648م، قام بمهاجمة مسقط مرة ثانية مما اضطر دوم جولياو نورونا القائد العام في مسقط أن يدفع الجزية لليعاربة، وأن يعفي السفن العُمانية من التفتيش عند الإبحار للخارج بشرط حصولها على تراخيص برتغالية لرحلة العودة، وشملت الإتفاقية العُمانييون الذين كانوا داخل مسقط نفسها حيث تم إعفائهم من جميع الرسوم والضرائب للبرتغال. تميزت الفترة الأولى لدولة اليعاربة باعتماد المنهج الإسلامي، حيث ألغيت الضرائب مثلا واعتمدت الزكاة.

### ساحل عُمان
فقد كان لتحرير عُمان من الاستعمار البرتغالي سببًا في حدوث الاستقرار وبسط يد الأمان في ربوعها ومناطق الخليج العربي المختلفة، إلا أن الصراعات التي نشبت في أواخر عهد اليعاربة أدت إلى بروز عدة تحالفات وفي ساحل عُمان برزت قوتان سياسيتان جديدتان، القوة الأولى بحرية تتألف من حلف من القبائل يتزعمه القواسم ومقرهم رأس الخيمة الذين أقلقوا الأسطول البريطاني وخاضوا ضدهم معارك عنيفة في منطاق نفوذهم على الساحل العُماني ولم يكتف القواسم بذلك بل أقلقوا الأسطول البريطاني وهاجموه في البحر الأحمر وسواحل الهند وأفريقيا. أما القوة الثانية فهي تحالف قبلي بري وهو تحالف بنو ياس وحلفائهم وكان يتزعمهم قبيلة آل بو فلاح ويمتد نفوذهم حتى خور العديد.
تكون هذه المنطقة (منطقة ساحل عُمان) القسم الشمالي من عُمان وبها سبع إمارات أقدمها في التكون إمارة رأس الخيمة التي كان لنشوب الحرب بين اليعاربة بداخل عُمان في القرن الثامن عشر الميلادي أثره الكبير في إنفرادها بالحكم، كما كان للحروب القبلية والنزاعات الداخلية والتدخل الأجنبي سواء الإنجليزي أو المد الوهابي الأثر الكبير في إنفصال هذه الإمارات وقيام مشيخات عرفت بإمارات ساحل عُمان أو إمارات ساحل عُمان المتصالحة أو عُمان المتصالحة أو الإمارات المتصالحة وساحل الهدنة أو كما سماها الإنجليز ساحل القراصنة.
تاريخ ساحل عُمان هو جزءًا مكملًا لتاريخ الوطن العُماني والإمارات اليوم سبع وهي: أبو ظبي ودبي والشارقة وعجمان وأم القيوين والفجيرة ورأس الخيمة، ولو نظرنا إلى الخارطة لوجدنا أن هذه الإمارات تقع على ضلعي مثلث تلاقي قمته مضيق هرمز وبها توجد مدينة خصب وتابعة لسلطنة مسقط (سلطنة عُمان بعد عام 1970 م) وتقع رأس الخيمة والشارقة ودبي وأبو ظبي وعجمان وأم القيوين على الضلع الغربي للمثلث، أما الضلع الشرقي فهناك تقع المنطقة الشرقية من إمارة الشارقة وتجتمع في خور فكان وكلباء وإلى الشمال من الضلع الشرقي تقع مدينة دبا وتعتبر من أعرق المدن العُمانية في القدم وتقسم إلى ثلاثة أقسام قسم للشارقة وقسم للفجيرة وقسم لسلطنة مسقط وجنوبي كلبا تقع منطقة الباطنة التي تتعدد فيها القرى وتمتد الخضرة وهي الجزء الساحلي لسلطنة مسقط. هذه هي الإمارات العُمانية التي سنتعرف عليها وقد علمنا أن خمسًا منها تقع على الجانب الغربي وواحدة مع توابع الآخر تقع على الجانب الشرقي وأدركنا أيضًا أنها لا تقع على ساحل واحد بل على ساحلين وإن إنفصالها عن الوطن الأم كان بسبب التدخل الأجنبي والنزاعات القبلية وحب السيطرة وعدم التفكير في مستقبل الوطن... فكان الوطن ضحية هذه النزاعات والفتن والتدخل الأجنبي، إلا أن إرادة الله فاقت كل هذه الأحوال وها نحن نشهد الكثير من مشاريع التنمية والازدهار ونتلمّس في النفوس الرغبة بالسير قدمًا نحو الإصلاح والتنمية ولمّ الشمل وما إعلان قيام دولة الإمارات العربية المتحدة في 14 شوال 1391 هـ الموافق 2 ديسمبر 1971م وما تبعته من أحداث وتنمية إلا برهانا على صدق النفوس والإخلاص لحب الوطن.
كانت المنطقة خلال ال150 عامًا التي سبقت قيام دولة الإمارات العربية المتحدة تحت الانتداب البريطاني وربطت المملكة المتحدة حكام إمارات الساحل العُماني باتفاقيات تقضي بتولّي المملكة المتحدة مسؤولية الشؤون الخارجية والدفاعية مقابل أن يدير حكام الإمارات شؤونهم الداخلية. وحتى منتصف الخمسينات من القرن ال20 لم تشهد إمارات الساحل أي تطور نوعي في مجالات التنمية والاقتصاد وكان الحكام بأنفسهم يشقون الطريق نحو إرساء أسس التنمية بتشجيع وتمويل من بعض الدول العربية كدولة الكويت ودولة قطر التي ظهر فيها النفط في بداية الخمسينات وكذلك الجمهورية العربية المتحدة (الوحدة بين مصر وسوريا). الاتفاقيات التي أبرمتها الحكومة البريطانية مع شيوخ هذه الإمارات:

### عُمان والإمبراطورية البرتغالية

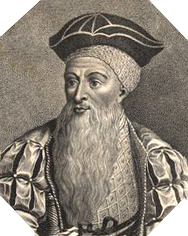
القائد البحري والسياسي ألفونسو دي ألبوكيرك.

كانت الإمبراطورية البرتغالية تسيطر على الهند في القرن السادس عشر الميلادي، فقد عيّن دوم فرنسيسكو ألميدا عام 1505م أول حاكم برتغالي هناك وكان يهم دوم عمانويل أن يؤمن حركة التجارة بحيث ينافس تجارة مصر والبندقية ويسيطر على طريق الهند، فأوعز إلى الفونس البوكرك أن يبحر متجها إلى الشرق لمساعدة ألميدا وكان البوكرك قد دخل البحر العربي عام 1503م، فجاء إلى ملكه باقتراح توسيع الإمبراطورية البرتغالية وإقامة قلاع عسكرية في كل مدينة للبرتغال فيها مصالح وذلك للإشراف على حكم تلك المدن وضمان ولائها للإمبراطورية، فحبّذ الملك الاقتراح وشجع البوكرك بأن أعطاه أمرًا يعينه فيه نائبًا له في الهند ولكنه طلب منه ألا يظهره إلا بعد ثلاث سنوات.
خرج البوكرك في أربع عشرة سفينة فإتجه أسطوله أولا إلى سقطرى واحتلها وأسس فيها مركزا للبرتغال وفي 10 أغسطس غادر الأسطول سقطرة متجها إلى جزر خوريا موريا (جزر الحلانيات) ثم رسى في رأس الحد حيث اصطدموا مع أربعين سفينة صيد تعود لهرمز فأحرقوها جميعها ومن رأس الحد اتجهوا إلى قلهات، وقد عرفنا إنها ميناء عُماني يسيطر عليه حاكم هرمز الفارسي والظاهر أن حرقهم للزوارق في رأس الحد قد أخاف سلطات هرمز في قلهات فلم يعارض البوكرك أحد ودخل المدينة وبعد ذلك اتجه إلى ميناء قريات شرقي مسقط فدارت معركة بينه وبين الأهالي قتل منهم ثمانون ومن البرتغال ثلاثة وعلى أثر ذلك أحرق الأسطول المدينة وأشعل النار أيضا في سفنها الراسية بالبحر وكان عددها أربعين سفينة.
واصل البوكرك جولته الوحشية فاتجه إلى مسقط وكانت ميناءً تجاريًا كبيرًا وعندما علم أهلها بما أجرمه في قريات أرسلوا إليه شخصين من أعيانهم نيابة عنهم وعن حاكم المدينة وكانت مسقط تدفع أتاوة سنوية لحاكم هرمز مقابل تركها في تجارتها وحكمها لأهلها، فعرض المندوبان على البوكرك أن يتفقا معه بنفس شروط هرمز ولكن البوكرك جاء لينفذ اقتراحاته في إقامة القلاع والاحتلال التام وفي سلب الأهالي، فكيف يعود بغنيمة للملك ويترك أحلامه وتجارته وبحارته في ثروة الشرق، فاختلق عذرًا يبرر به قرصنته، فاتهم الأهالي رغم المفاوضات الدائرة إنهم يستعدون لحربه، فأمر سفينتين من أسطوله بالوقوف على ساحل المدينة وأن تقصفها بعنف. قاوم الأهالي وعندما تعدت طاقتهم طلبوا إليه أن لا يحرق المدينة وعرضوا عليه دفع عشرة آلاف أشرفي ذهبًا خلال أربع وعشرين ساعة ولكن الدراهم لم تتوفر فأشعل النار في جوانبها وذهبت بيوتها ومساجدها وسفنها طعمة للنيران وغرق من السفن التجارية البكرة أربعة وثلاثون ولم تستطع النيران الملتهبة أن تطيح بأعمدة جامعها الذي كان في المكان المعروف اليوم بالجزيرة، فأمر جنده بهدم تلك الأعمدة، فسقطت عليه الجدران فترك الجامع وشأنه حتى حوله من بعد إلى كنيسة والجزيرة معناها بالبرتغالية كنيسة.
وانتشرت أنباء ألفونسو دي ألبوكيرك في عُمان جميعها ولكنهم ويا للأسف لم يظهر فيهم من يجمع كلمتهم وينازلوا هذا العدو الدخيل، فتركوا كل مدينة وشأنها وعندما هجم على صحار هرب سكانها خوفًا وهلعًا فدخلها ألفونسو دي ألبوكيرك وأعمل فيها النهب والسلب واستمر ألفونسو دي ألبوكيرك في طريقه بالموانئ العُمانية ينهب ويحرق ويسلب حتى وصل إلى خور فكان وهناك لقيه أهلها ببسالة فقاوموه مقاومة عنيفة ولكنه تمكن من دخول المدينة فانتقم منها إنتقاما كبيرا فقام بقطع أنوف وآذان من وقع في يده من الأسرى وأحرق أحياء المدينة.
أما سيف الدين ملك هرمز فرغم أنه استطاع أن يجمع ثلاثين ألف جندي وأن يقذف إلى البحر أربعمائة سفينة، ستون منها ضخمة، فوقع إتفاقية مع ألفونسو دي ألبوكيرك على أن يدفع له أتاوة سنوية وأن تكون تجارة البرتغال حرة وأن لا تدفع سفنهم إلا ما تدفعه السفن البرتغالية، وقد احتفظ بنفوذه في رأس الخيمة، وبنى البرتغال بهرمز مصنعا لهم وقلعة تحمي حاميتهم وعلى إثر هذه الإتفاقية طلب الشاه إسماعيل ملك إيران الجزية من هرمز، فعاد هذا يسأل ألفونسو دي ألبوكيرك فوعده بالحماية وأن هرمز عليها البرتغال بإسطولهم ورجالهم.
وهكذا نجحت أول موجة استعمارية للدخول إلى بلاد العرب ولعل الوحشية التي تفجرت من اندفاعها كانت إيذانا بفظاعة الاستعمار في كل مراحلة بداية وتمكنا ونهاية وفي عام 1509م تولى البوكرك منصب نائب الملك في الهند ومات البوكرك في جوا بالهند عام 1515م فخلفه لوبو سورين. وفي عهد لوبو قامت ثورات في مسقط وصحار ولكنه تمكن من القضاء عليها وفي عام 1526م أعلن أهالي قلهات ومسقط الثورة ضد البرتغال فقضى عليها القائد لوبو فاز وبعد ذلك امتد نفوذ البرتغال في كافة الموانئ العربية المطلة على بحر العرب والخليج العربي.

### عُمان وآل بو سعيد
إن المؤسس الأول لدولة آل بو سعيد هو الإمام أحمد بن سعيد بن أحمد آل بو سعيدي الأزدي وهو رجل قوي شديد الإنضباط قام بتحرير البلاد من الغزو الأجنبي الفارسي ووحد العمانيين تحت راية واحدة نحو القوة والمجد.
لقد كان الإمام أحمد بن سعيد واليا على صحار من قبل اليعاربة ولكن تم اختياره إماما على عمان عام 1744م وذلك لمواقفه الوطنية وشجاعته وحنكته السياسية والتجارية والعسكرية.
لقد كان توليه الحكم هو البداية الفعلية لحكم أسرة آل بو سعيد وهي الأسرة الحاكمة حيث أنشأ مؤسس الدولة الجديد جيشًا قويًا واهتم بتدعيم الأسطول العُماني وتطويره لذا فقد حقق انتصارات حاسمة استعاد فيها لعُمان مركزها وقوتها. لقد مثل حكمه النهاية الفعلية لعصر اليعاربة وإنهاء الخلافات والانقسامات الداخلية والحروب التي أضرت بعُمان وبمكانتها التاريخية المرموقة.
لقد نمت وتعاظمت مساهمة وقوة الدولة البوسعيدية منذ بدايتها في النصف الثاني من القرن الثامن عشر الميلادي واستمرت متطورة رغم العثرات، حتى عصر النهضة المباركة والتي أرسى دعائمها السلطان قابوس بن سعيد وكأي دولة واجهت الدولة البوسعيدية العديد من التحديات الداخلية والهجوم الخارجي من القوى الإقليمية والأوربية، إلا أنها استطاعت دومًا الصمود والإنتصار، بفضل الوحدة الوطنية والتواصل مع القوى الأجنبية المحبة للسلام والوئام وهنا نوجز أهم الإنجازات والمكاسب التي حققتها الدولة البوسعيدية على أرض عُمان وعلى المستوى الإقليمي والدولي:
الوحدة الوطنية حيث استطاع البوسعيديون أن يوقفوا تصدع الوحدة الوطنية للعُمانيين التي حدثت في نهاية عهد اليعاربة وأن يوحدوا الشعب العُماني والقبائل العُمانية تحت راية واحدة وهدف واحد، عن طريق الوحدة الطوعية والحكمة واللين والتحالف والمصاهرة فقد تمت تقوية البناء القومي على أساس التسامح والمساواة والحرص على أموال الناس وأرواحهم وذلك على اختلاف قبائلهم ومناطقهم وأعراقهم وثقافاتهم والمحافظة على الأرض، حيث استطاع البوسعيديون تحرير الأرض العُمانية من الوجود الفارسي ومن بعده الوجود الأوروبي بأشكاله وجنسياته المختلفة محافظين على سيادتهم على أرضهم ومياههم الإقليمية معتمدين على الله أولًا ثم على قوتهم الذاتية وتماسكهم ووحدتهم، محققين بناء دولة مركزية آمنة مطمئنة يسندها نظام قانوني وقضائي وإداري واضح ومحكم والقوة الإقتصادية والتجارية، حيث تمكن البوسعيديون من إخراج البلاد من الآثار السلبية للحروب الأهلية على الاقتصاد وضعف التجارة الداخلية والخارجية ومن ثم بناء قوة إقتصادية وطنية قوامها الإهتمام بالزراعة والري وقطاعات الإنتاج الأخرى والموانئ وطرق التجارة داخليًا وخارجيًا.

### خط زمني بتاريخ عُمان
- من عام 3000 قبل الميلاد إلى 2000 قبل الميلاد: مجان (عُمان) تزود دلمون (البحرين) وبلاد ما وراء النهرين (آسيا الوسطى وبلاد القوقاز) بمواد أولية كالنحاس.
- من عام 2000 قبل الميلاد إلى 1000 قبل الميلاد: انحسار تجارة النحاس، الفارسيون يحتلون ساحل عُمان ويستوطنون فيه، وصول القبائل العربية.
- من عام 1000 قبل الميلاد إلى 300 قبل الميلاد: ترويض الجمال، ظهور نظام الأفلاج وإنتشار الزراعة بسرعة كبيرة، سايروس الأعظم يفتح عُمان.
- من عام 300 قبل الميلاد إلى 226 ميلادي: ازدهار تجارة اللبان من سمهرم في ظفار، وصول جماعات الأزد اليمنية بزعامة مالك بن فهم إلى عُمان ليستوطنوها ويهزمون الفرس.
- من عام 226 ميلادي إلى 640 ميلادي: الفرس يستعيدون السبطرة على ساحل الباطنة (فترة الساسانيين)، الأزديون يواصلون الحكم في منطقة الداخلية.
- في عام 630 ميلادي: عُمان تعتنق الإسلام.
- في عام 715 ميلادي: انتخاب الجلندي بن مسعود كأول إمام.
- من عام 715 ميلادي إلى 1250 ميلادي: العرب يوسعون نشاطهم التجاري والبحري بسرعة ويتخذون من صحار مركزًا لأنشطتهم البحرية.
- من عام 1250 ميلادي إلى 1507 ميلادي: هرمز يؤسس دولة في ساحل عُمان.
- من عام 1507 ميلادي إلى 1624 ميلادي: البرتغاليين بقيادة ألفونسو دي ألبوكيرك يستولون على قلهات وقريات ومسقط وصحار وهرمز ويسيطرون على التجارة في المحيط الهندي، إنشاء قلعتي الميراني والجلالي في مسقط.
- في عام 1624 ميلادي: انتخاب الإمام ناصر بن مرشد اليعربي أول إمام لليعاربة، البرتغاليين يتقهقرون إلى مسقط ومطرح.
- من عام 1624 ميلادي إلى 1718 ميلادي: أسرة آل يعرب (اليعاربة) تحكم عُمان، طرد البرتغاليين من عُمان 1650 م. الأسطول العُماني يستولى على المستعمرات البرتغالية في شرق أفريقيا والهند وبلاد فارس، بناء القلاع في نزوى وجبرين والرستاق والحزم.
- من عام 1718 ميلادي إلى 1747 ميلادي: اندلاع الصراعات القبلية بين قبيلتي الغافري والهنائي في أعقاب الخلاف حول الإمامة، طلب المساعدة من البرتغال، البرتغاليين يستولون على أجزاء من عُمان.
- في عام 1747 ميلادي: السلطان أحمد بن سعيد يطرد البرتغاليين ويُنتخب أول إمام لأسرة آل بو سعيد.
- من عام 1804 ميلادي إلى 1856 ميلادي: عهد السيد سعيد بن سلطان البوسعيدي، عصر ذهبي شهد كثير من الازدهار والتوسع، انتقل كرسي الحكم من مسقط إلى زنجبار، بعد وفاة السيد سعيد إنقسمت عُمان وزنجبار إلى سلطنتين منفصلتين.
- من عام 1868 ميلادي إلى 1920 ميلادي: انحسار مضطرد للهيمنة البحرية لعُمان بسبب افتتاح قناة السويس وقدوم السفن البخارية، فترة الخلافات بين السلطان الذي يحكم المناطق الساحلية والإمام الذي يسيطر على المناطق الداخلية.
- في عام 1920 ميلادي: إتفاقية السيب بين السلطان والإمام بتحديد مناطق النفوذ لكل منهما.
- من عام 1952 ميلادي إلى 1955 ميلادي: الصراع بين عُمان والسعودية وأبوظبي على واحة البريمي.
- من عام 1965 ميلادي إلى 1975 ميلادي: التمرد الشيوعي في ظفار.
- في سنة 1967 ميلادي: بداية إنتاج النفط بكميات تجارية.
- في سنة 1970 ميلادي: السلطان قابوس بن سعيد بن تيمور آل سعيد يتولى مقاليد الحكم في البلاد كحاكم ثامن من أسرة آل بو سعيد.
- في سنة 2020 ميلادي: السلطان هيثم بن طارق آل سعيد يتولى الحكم بعد وفاة السلطان قابوس.

### عُمان في الحقبة الحديثة
كانت الإمامة الإباضية بالانتخاب في أول الأمر، ثم تحولت إلى النظام الوراثي ثلاث مرات في عهد بني نبهان واليعاربة وآل بوسعيد. واستمر حكم أئمة الإباضية حتى الغزو البرتغالي لعُمان عام 1507م الذي استمر حتى عام 1624م وهي الفترة التي سُميت بالعصور المظلمة في عُمان. ثم انتقل الحكم عام 1624م إلى اليعاربة بعد أن تم لهم طرد المستعمر البرتغالي وعادت عُمان للمذهب الإباضي مرة أخرى تحت قيادة الإمام ناصر بن مرشد الذي وحد الصفوف واتجه لمقاومة البرتغاليين واستفاد من عدم تدخل الإنجليز والفرس لمساندة البرتغاليين. تميز حكم اليعاربة بامتلاك جيش قوي وأسطول ضخم كما شيدوا القلاع والحصون وأعادوا تعمير ما دمره المستعمر خلال فترات المقاومة.
تولى آل بوسعيد حكم عُمان عام 1154هـ - 1741م ويعود تاريخ آل بوسعيد إلى أحمد بن سعيد الذي عين مستشارًا لسيف بن سلطان، آخر من حكم عُمان من اليعاربة، فلما رأى اضطراب الأمور في البلاد وضعف الحاكم سيف بن سلطان وتفتت البلاد في عهده عمل على توحيد الصفوف وقضى على القوات الفارسية الموجودة بالبلاد وعلى إثر ذلك بويع إماماً للبلاد وتوالى الأئمة من آل بوسعيد حتى آل الأمر للسلطان قابوس بن سعيد بن تيمور آل سعيد الذي شهدت عُمان في عهده نهضة عمرانية واسعة، ثم خلفه ابن عمه السلطان هيثم بن طارق آل سعيد في 11 يناير 2020م.

## الجغرافيا
تقع عُمان بين خطي عرض 16° 40' و 20' 26° شمالًا وبين خطي طول 50' 51°و 40' °59 شرقًا.

صحراء الحصى سهل واسع تغطي معظم وسط سلطنة عُمان مع سلاسل الجبال على طول الشمال جبال الحجر والساحل الجنوبي الشرقي، حيث توجد أيضاً المدن الرئيسية في البلاد: العاصمة مسقط وصحار وصور في الشمال وصلالة في الجنوب مناخ عُمان حار وجاف في المناطق الداخلية ورطب على طول الساحل. خلال العهود الماضية وتمت تغطية عُمان من قبل المحيط والتي شهدها عدد كبير من قذائف المتحجرة الموجودة في مناطق من الصحراء بعيداً عن الساحل الحديثة.

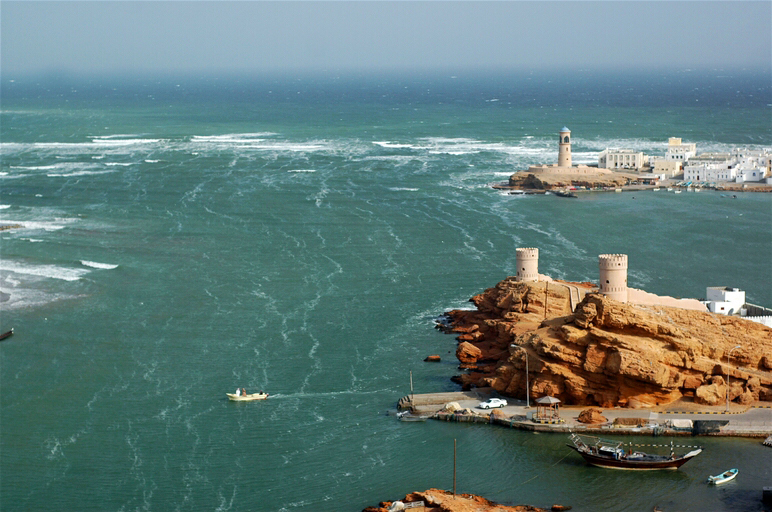
ساحل صور في عُمان

 وتتميز شبه جزيرة مسندم بموقع إستراتيجي على مضيق باب السلام وتنفصل جغرافيا عن بقية سلطنة عُمان من قبل دولة الإمارات العربية المتحدة. سلسلة من البلدات الصغيرة التي تعرف باسم دبا هي بوابة الدخول إلى شبه جزيرة مسندم في البر وقرى الصيد من محافظة مسندم عن طريق البحر مع القوارب المتاحة للإستئجار في ولاية خصب للرحلات في شبه جزيرة مسندم عن طريق البحر.
تعتبر ولاية مدحاء جزء من سلطنة عُمان رغم إنها محاطة من جميع الجهات بدولة الإمارات العربية المتحدة وهي جيب خارجي لعُمان وتقع في منتصف الطريق بين شبه جزيرة مسندم والجزء الرئيسي من سلطنة عُمان وباقي الأراضي العُمانية، وتتبع إداريّاً محافظة مسندم التي تغطي ما يقرب من (75 29 كم²) وقد استقر في حدود مدحاء في عام 1969م، مع الزاوية الشمالية الشرقية من متر بالكاد 10 مدحاء (32.8 قدم) من طريق إمارة الفجيرة ضمن معتزل مدحاء هي داخل دولة الإمارات العربية المتحدة وقرية النحوة الذين ينتمون إلى إمارة الشارقة وتقع على بعد 8 كم (5 ميل) على طول الطريق الترابية غرب ولاية مدحاء الجديدة التي تتألف من حوالي 40 منزلاً مع عيادة ومقسم الهاتف.

### التقسيمات الإدارية
تنقسم السلطنة إداريًا إلى إحدى عشر محافظة هي: مسقط وظفار ومسندم والبريمي والداخلية وشمال الباطنة وجنوب الباطنة وشمال الشرقية وجنوب الشرقية والظاهرة والوسطى وتتكون هذه المحافظات من عدد من الولايات يصل مجموعها إلى 63 ولاية، ولكل محافظة مركز إقليمي أو أكثر ويصل مجموع المراكز الإقليمية في السلطنة إلى 12 مركزًا إقليميّاً والتقسيم موزع على النحو التالي:-
| م | المحافظة        | العاصمة الإدارية | عدد الولايات(4) | المساحة (كم2) |  |
| 1 | محافظة مسندم    | خصب              | 4               | 1,800         |  |
| 2 | محافظة البريمي  | البريمي          | 3               | 4,255         |  |
| 3 | محافظة الباطنة  | صحار - الرستاق   | 12              | 12,500        |  |
| 4 | محافظة مسقط     | مسقط             | 6               | 3,900         |  |
| 5 | محافظة الظاهرة  | عبري             | 3               | 44,000        |  |
| 6 | محافظة الداخلية | نزوى             | 9               | 31,900        |  |
| 7 | محافظة الشرقية  | صور- إبراء       | 12              | 36,400        |  |
| 8 | محافظة الوسطى   | هيما             | 4               | 79,700        |  |
| 9 | محافظة ظفار     | صلالة            | 10              | 99,300        |  |

### النباتات والحيوانات
عُثِر على شجيرة صحراوية والصحراء العشب ومشتركة بين جنوب شبه الجزيرة العربية، لكن الغطاء النباتي متناثر في الهضبة الداخلية والذي هو صحراء الحصى إلى حد كبير.
سقوط الأمطار الموسمية في أكبر جبال محافظة ظفار يجعل النمو هناك مترف أكثر خلال الصيف وأشجار جوز الهند تنمو بوفره في السهول الساحلية من ظفار ويتم إنتاج اللبان في التلال، مع الدفلى وفيرة ومتنوعة من الأكاسيا.
في جبال الحجر هي منطقة إيكولوجية متميزة وهي ثاني أعلى قمة في سلطنة عُمان محافظة الشرقية مع الحيوانات البرية ومنها الطهر العربي.
الثدييات الأصلية تشمل النمر والضبع والثعلب والذئب والأرنب والمها والوعل. الطيور وتشمل النسر وجو ستورك والحبارى والحجل العربي والآكل نحلة والصقر وغيرها. في عام 2001م كان في عُمان تسعة أنواع مهددة بالإنقراض من الثدييات وخمسة أنواع من الطيور المهددة بالانقراض ومهددة 19 من الأنواع النباتية. صدرت مراسيم سلطانية لحماية الأنواع المهددة بالانقراض، بما في ذلك النمر العربي ومها والغزال الجبلي والغزال وغزال درقي والطهر العربي والسلاحف البحرية الخضراء وسلحفاة هوكسبيل والزيتون ريدلي السلاحف، لكن اليونسكو واجتثاث سرد العربي عُمان محمية المها من قائمة التراث العالمي نظرًا لقرار الحكومة للحد من موقع إلى 10% من حجمها السابق.

### البيئة

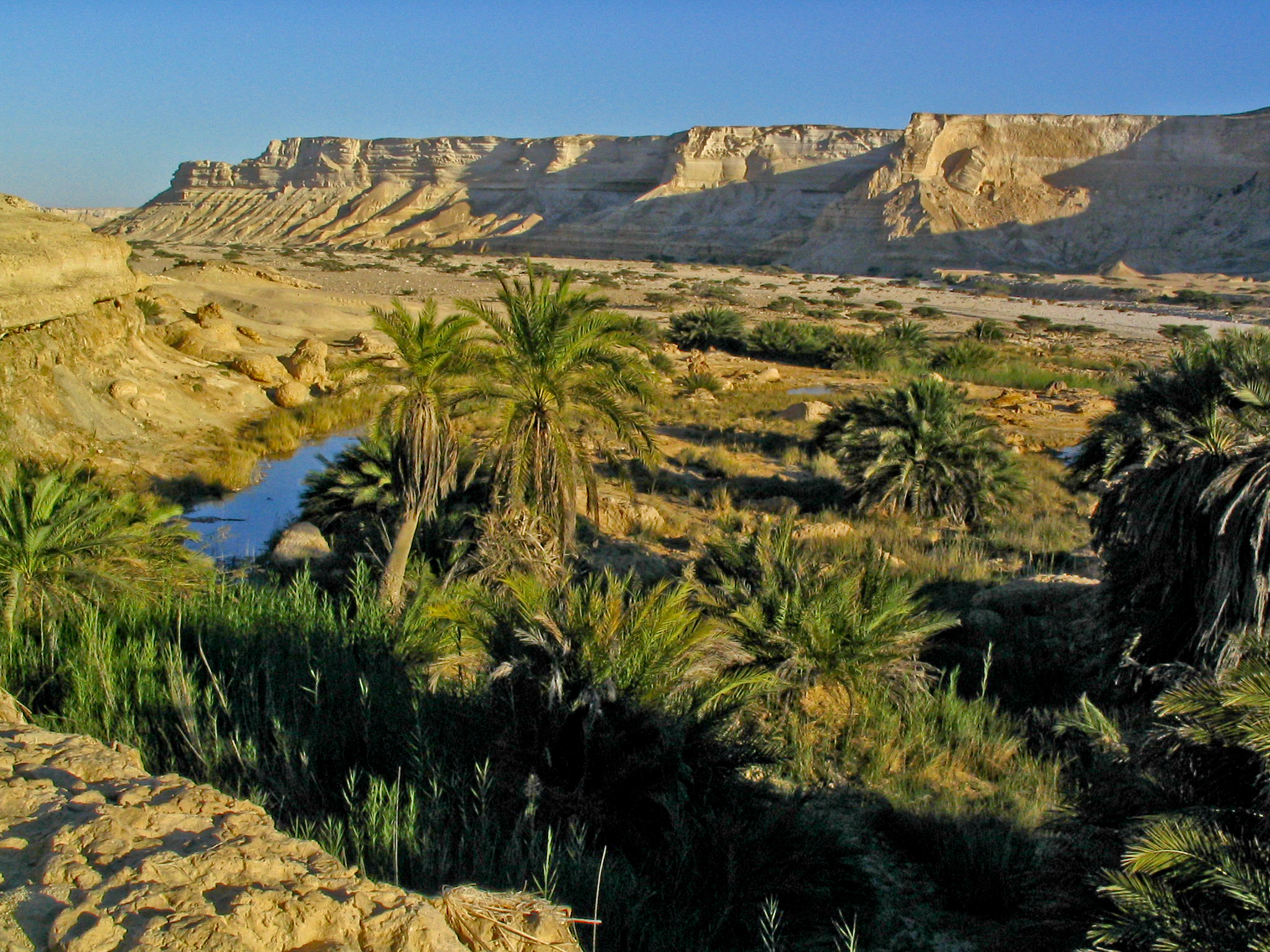
المناظر الطبيعية الصحراوية في عُمان.

الجفاف وقلة الأمطار تساهم في نقص في إمدادات المياه في البلاد والحفاظ على إمدادات كافية من المياة للاستخدامات الزراعية والمحلية هي واحدة من مشاكل عُمان البيئية الأكثر إلحاحًا، مع محدودية موارد المياة المتجددة ويستخدم 94% من المياة المتوفرة في الزراعة و 2% للنشاط الصناعي والغالبية من مصادر المياه الجوفية في المناطق الصحراوية ومياه الينابيع في التلال والجبال. مياه الشرب غير متوفرة في جميع أنحاء البلاد عن طريق الأنابيب أو تسليمها.
وقد أظهرت التربة في السهول الساحلية، مثل ولاية صلالة زيادة مستويات الملوحة وذلك بسبب الإستغلال المفرط للمياه الجوفية والتعدي من قِبل مياه البحر في المياه الجوفية تلوث الشواطئ والمناطق الساحلية الأخرى بواسطة حركة ناقلات النفط عبر مضيق هرمز وبحر عُمان هي أيضًا خطر مستمر.

### المناخ

خريطة تصنيف كوبن للمناخ في سلطنة عمان

تخضع عُمان للمناخ الجاف (الصحراوي) وشبه الجاف (الاستبس) مع ارتفاع ملحوظ في درجات الحرارة معظم العام ـ عدا المناطق المرتفعة والجزر ـ وهي تتجاوز في النهار 45° م صيفًا ولا يقل متوسط الحرارة في أبرد الشهور عن 20°م بحكم مرور مدار السرطان في ثلثها الشمالي. ونظراً لموقعها الهامشي بين أعاصير العروض الوسطى والموسميات في العروض الدنيا، أصبحت الأمطار قليلة ومتذبذبة في الكمية وفي توقيت التساقط. وهي شتوية في شمالي سلطنة عُمان نتيجة وجود المنخفضات الجوية التي تتعرض لها ويبلغ متوسطها 100 ملم سنويًا. وهي أغزر ما تكون على الجبال وكذلك في محافظة الظاهرة وأقل ما تكون في محافظتي شمال وجنوب الباطنة، ثم في الجهات محافظة الداخلية ومحافظة الوسطى. وتسيل بها الأودية والشعاب التي تحدد مواقع العمران والتنمية ولذلك اهتم العُمانيون كثيراً بحفر الأفلاج ـ القنوات الصغيرة ـ وصيانتها المستمرة وإقامة سدود التغذية على الأودية الرئيسية التي تسهم في تجديد المخزون السنوي من المياه الجوفية على شكل عيون طبيعية أو بحفر الآبار الإرتوازية.
أما في جنوبي البلاد وخصوصاً على جبال محافظة ظفار، فالأمطار صيفية نتيجة لهبوب الرياح الموسمية الجنوبية الغربية. وقد يزيد معدلها خلال هذا الفصل على 150 ملم. كما تتجمع السحب ويتساقط الرذاذ حول الجبال هناك، مما ساعد على نمو نباتي غني تقوم عليه تربية الماشية والإبل. وقد ساعدت الأمطار الشتوية والصيفية على نمو المراعي والنباتات الطبيعية المختلفة من أشجار شوكية أو نباتات صحراوية وعلى نجاح الزراعة في عُمان وتركَّز السكان في مواقع معينة حددها توافر المياه بها.
وتتعرض البلاد معظم العام للرياح التجارية الشمالية الشرقية التي قد تتحول إلى شمالية غربية مصحوبة بالأمطار شتاء. أما في جنوبي البلاد، فإنَّ الرياح الجنوبية الغربية الممطرة تهب عليها صيفًا.
وبينما يتميز داخل عُمان بالجفاف، مما يخفف من وقع الحرارة الشديدة على الناس، تتميز المناطق الساحلية بارتفاع كبير في درجة الرطوبة النسبية مما يرفع من درجة الإحساس بالحرارة.
ويختلف المناخ في السلطنة من منطقة لأخرى، ففي المناطق الساحلية نجد الطقس حاراً رطباً في الصيف في حين نجده حاراً جافّاً في الداخل، باستثناء بعض الأماكن المرتفعة حيث الجو معتدل على مدار أكثر اعتدالاً. أما الأمطار في سلطنة عُمان فهي قليلة وغير منتظمة عمومًا، ومع ذلك ففي بعض الأحيان تهطل أمطار غزيرة وتستثنى من ذلك محافظة ظفار حيث تهطل عليها أمطار غزيرة ومنتظمة في الفترة بين شهري يونيو وأكتوبر نتيجة للرياح الموسمية.
| البيانات المناخية لـسلطنة عُمان | البيانات المناخية لـسلطنة عُمان | البيانات المناخية لـسلطنة عُمان | البيانات المناخية لـسلطنة عُمان | البيانات المناخية لـسلطنة عُمان | البيانات المناخية لـسلطنة عُمان | البيانات المناخية لـسلطنة عُمان | البيانات المناخية لـسلطنة عُمان | البيانات المناخية لـسلطنة عُمان | البيانات المناخية لـسلطنة عُمان | البيانات المناخية لـسلطنة عُمان | البيانات المناخية لـسلطنة عُمان | البيانات المناخية لـسلطنة عُمان | البيانات المناخية لـسلطنة عُمان |
| الشهر                          | يناير                          | فبراير                         | مارس                           | أبريل                          | مايو                           | يونيو                          | يوليو                          | أغسطس                          | سبتمبر                         | أكتوبر                         | نوفمبر                         | ديسمبر                         | المعدل السنوي                  |
| ------------------------------ | ------------------------------ | ------------------------------ | ------------------------------ | ------------------------------ | ------------------------------ | ------------------------------ | ------------------------------ | ------------------------------ | ------------------------------ | ------------------------------ | ------------------------------ | ------------------------------ | ------------------------------ |
| متوسط درجة الحرارة الكبرى °ف   | 81                             | 79                             | 84                             | 93                             | 102                            | 104                            | 100                            | 97                             | 97                             | 95                             | 86                             | 81                             | 92                             |
| متوسط درجة الحرارة الصغرى °ف   | 63                             | 63                             | 70                             | 75                             | 84                             | 88                             | 86                             | 82                             | 81                             | 75                             | 70                             | 64                             | 75                             |
| الهطول إنش                     | 0.50                           | 1.00                           | 0.60                           | 0.70                           | 0.30                           | 0                              | 0                              | 0                              | 0                              | 0                              | 0.30                           | 0.50                           | 3.9                            |
| متوسط درجة الحرارة الكبرى °م   | 27                             | 26                             | 29                             | 34                             | 39                             | 40                             | 38                             | 36                             | 36                             | 35                             | 30                             | 27                             | 33                             |
| متوسط درجة الحرارة الصغرى °م   | 17                             | 17                             | 21                             | 24                             | 29                             | 31                             | 30                             | 28                             | 27                             | 24                             | 21                             | 18                             | 24                             |
| الهطول مم                      | 12.7                           | 25.4                           | 15.2                           | 17.8                           | 7.6                            | 0                              | 0                              | 0                              | 0                              | 0                              | 7.6                            | 12.7                           | 99                             |
| المصدر:                        |                                |                                |                                |                                |                                |                                |                                |                                |                                |                                |                                |                                |                                |

## التركيبة السكانية
وفقاً لتعداد عام 2010، كان إجمالي عدد السكان 2،773،000 منهم 1،960،000 عمانيًا، وقد نما عدد السكان من 2.340 مليون في تعداد عام 2003. 50% من السكان يعيشون في مسقط وشمال غرب سهل الباطنة الساحلي من رأس المال، حوالي 250,000 يعيشون في المنطقة (الجنوبية) محافظة ظفار، وحوالي 30،000 يعيشون في شبه جزيرة مسندم بعيد عن مضيق هرمز.
بعض 600،000 أجنبي يعيشون في عمان، ومعظمهم من العمالة الوافدة من الدول العربية، ودول آسيوية كباكستان وبنغلاديش والهند والفلبين.

#### الدين
الدين الرسمي للبلاد هو الإسلام ويشكل 88.9% من مجموع السكان، منهم 47.2% من أهل السنة و35.2% إباضية و6.5% شيعة. والبقية من أديان أخرى حيث تشكل الهندوسية 5.5%، 3.6% مسيحيين، و2.0% آخرون.

### توزيع السكان
يبلغ تعداد سلطنة عمان حسب تقديرات سنة 2023م نحو 5 ملايين و081 الف و770 نسمة، منهم 2,896,863 عُمانيين و2,184,907 أجنبي. ويتوزع أغلب سكان السلطنة في محافظة مسقط ومحافظة الباطنة ويتوزع باقي السكان في العديد من المدن والقرى في باقي المحافظات. بينما تظل نسبة كبيرة من مساحة السلطنة غير مأهولة بالسكان وخاصة في وسط البلاد.
| المنطقة   | ع/إدارية | المساحة(كم2) | السكان (1993) | السكان (2003) | السكان (2010) | الكثافة السكانية 2010 (لكل كم2) |
| --------- | -------- | ------------ | ------------- | ------------- | ------------- | ------------------------------- |
| مسقط      | مسقط     | 3,900        | 622,506       | 631,031       | 1,320,464     | 0.7                             |
| ظفار      | صلالة    | 99,300       | 174,888       | 214,331       | 392,517       | 2.7                             |
| البريمي   | البريمي  | 4,255        | 48,287        | 76,838        | 103,593       | 0.3                             |
| مسندم     | خصب      | 1,800        | 27,669        | 28,263        | 41,531        | 0.6                             |
| الباطنة   | صحار     | 12,500       | 538,763       | 652,667       | 760,454       | 0.4                             |
| الظاهرة * | عبري     | 44,000       | 169,710       | 204,250       | 258,567       | 5.9                             |
| الداخلية  | نزوى     | 31,900       | 220,403       | 265,083       | 308,730       | 9.7                             |
| الشرقية   | صور      | 36,400       | 247,551       | 312,708       | 367,966       | 10.1                            |
| الوسطى    | هيما     | 79,700       | 16,101        | 23,058        | 41,439        | 0.4                             |

### التوزع العرقي
- الغالبية العظمى من سكان عُمان هم من العرب، سواء المواطنين أو العرب من الأردن ومصر.
- توجد أقليات من المهاجرين من بلوشستان، أفريقيا والهند ودول أخرى.

## الحكومة والسياسة

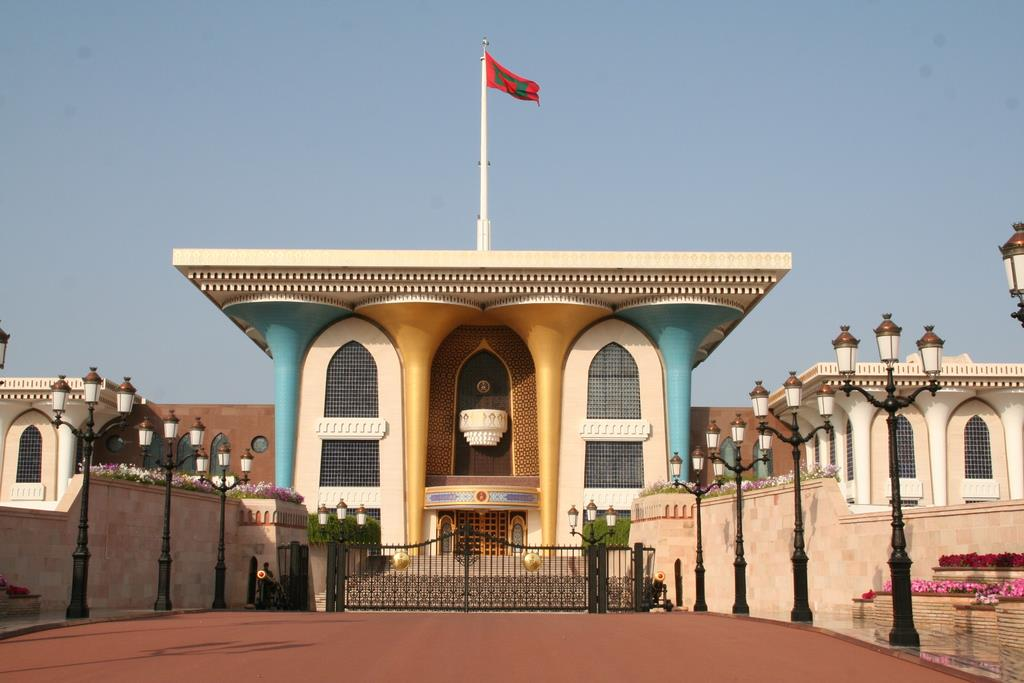
قصر العلم للسلطان في مسقط.

هيثم بن طارق آل سعيد سلطان عُمان ونظام الحكم في البلاد هو سلطاني وراثي وأسرة آل بو سعيد (البوسعيدي) هي الأسرة الحاكمة الحالية. والسلطان هو الذي يُعيّن مجلس الوزراء ويرأسه. في بداية التسعينات أمر السلطان قابوس بإنشاء المجلس الاستشاري الذي انبثق عنه مجلس الشورى المنتخب وكان لهم دور استشاري حتى عام 2011م، عندما قرر قابوس إعطاء صلاحيات تشريعية لمجلس الشورى والسماح لأعضائه المنتخبين باستجواب الوزراء وفق شروط واقتراح القوانين والتغييرات في الأنظمة الحكومية.
لا توجد الأحزاب القانونية والسياسية في عمان، مع عودة مزيد من العُمانيين والشباب أكثر من التعليم في الخارج، يبدو من المرجح أن التقليدية والقبلية القائمة على النظام السياسي لا بد من تعديلها. شورى الدولة والمجلس الذي أُنشئ في عام 1981م وتألفت من 55 ممثلين معينين من الحكومة، القطاع الخاص والمصالح الإقليمية.
في 11 يناير 2021، أصدر السلطان هيثم بن طارق، مرسومين ساميين، الأول رقم 6 لعام 2021 والذي قضى بالنظام الأساسي للدولة، والثاني رقم 7 لعام 2021، والذي قضى بإصدار قانون مجلس عُمان، وجاء إصدار المرسومين تماشيًا مع رؤية عُمان 2040، وتلبية لمتطلبات المرحلة القادمة للسلطنة.

### العلاقات الخارجية
انتهجت سلطنة عمان منذ عام 1970 سياسة خارجية معتدلة وتوسعت علاقاتها الدبلوماسية كثيرًا. كانت عُمان هي من بين الدول العربية القليلة جدا التي حافظت على علاقات ودية مع إيران. ويكيليكس كشفت البرقيات الدبلوماسية الأمريكية التي أظهرت أن العلاقات الودية بين سلطنة عمان وإيران قد أثمرت عن وساطة عمانية (في المساعدة على إطلاق سراح البحارة البريطانيين المحتجزين من قبل إيران). نفس الوثائق توضح أيضا أن الحكومة العمانية كانت ترغب في الحفاظ على علاقات ودية مع إيران، وعلى أن العلاقات تدنّت بسبب استمرار دبلوماسيين أمريكيين بمطالبة سلطنة عُمان لاتخاذ موقف أكثر صرامة ضد إيران.

### النظام القانوني
السلطة القضائية تتمتع بالاستقلالية التامة كونها أحد السلطات الثلاث، الشريعة (القانون الإسلامي) هي أساس التشريع، ودائرة الأحوال الشخصية في نظام المحاكم ذات الولاية العامة هي المسؤولة عن مسائل قانون الأحوال الشخصية، مثل الطلاق والميراث.
على النظام الأساسي للدولة هو حجر الزاوية في النظام القانوني العماني ويعمل بمثابة دستور للبلاد. صدر النظام الأساسي الأول في العام 1996، وقد تم تعديله مرة واحدة فقط، في عام 2011, كردّ فعل على الاحتجاجات، وتم إلغاؤه عام 2021 وإصدار نظام أساسي جديد.

### الجيش السلطاني العُماني

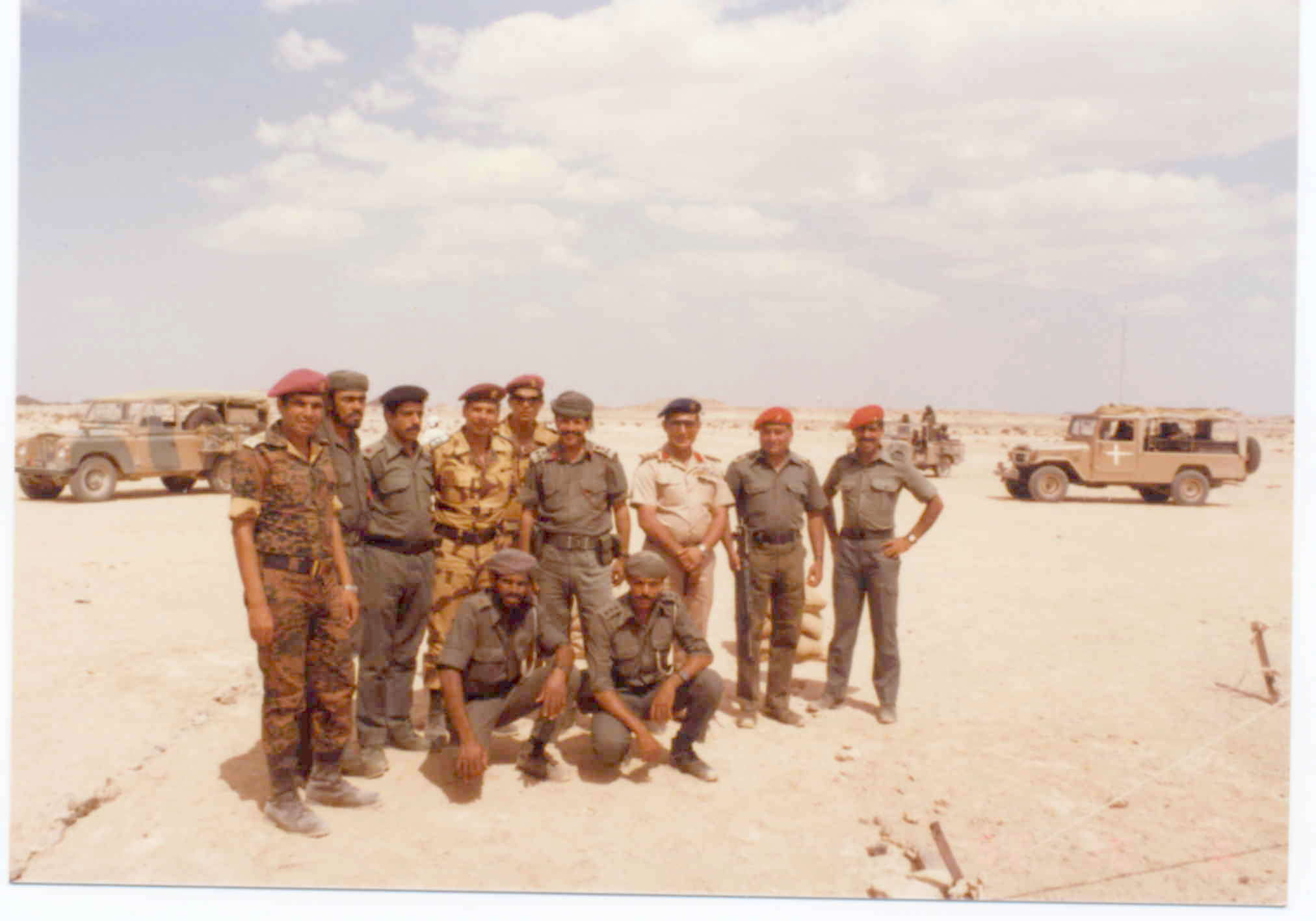
جنود عُمانيين ومصريين سنة 1981م.

يعد قوة برية حديثة متطورة ومتكاملة البناء والتسليح والتنظيم ويضم في صفوفه أسلحة المشاة والمدرعات والمدفعية ومنظومة الدفاع الجوي والإشارة والأسلحة الإدارية الأخرى، متسلحًا بالقدرة والكفاءة على خوض المعارك بفضل العناية المستمرة بالتدريب والتحديث وتطوير مستوى الأفراد والمعدات، حيث تأسس في عام 1907 م ممثلًا في قوة مشاة صغيرة يطلق عليها حامية مسقط آنذاك لم يكن لها مهام أكثر من كونها حامية منطقة مسقط ثم تطورت وتوسعت وسميت في عام 1921 م بمشاة مسقط، ظلّت القوة العسكرية الوحيدة في عُمان إلى أن أدت التطورات التي حدثت في أوائل الخمسينات إلى تشكيل بعض الوحدات الأخرى ثم استمر في التطور تدريجيًا من حيث التنظيم والتسليح، وفي مطلع عام 1976 م أّعيد تنظيم القوات المسلحة بصفة عامة فأصبح سلاحًا مستقلًا أطلق عليه قوات سلطان عُمان البرية حتى عام 1990 م، عندما صدرت الأوامر السامية بتسميته الجيش السلطاني العُماني.

#### التاريخ
عُمان لديها التاريخ العسكري الذي يعود تاريخه إلى القرن السابع، في ذلك الوقت كانت قوات من قبيلة الأزد قوية بما يكفي لمساعدة رفيق النبي محمد (صَلّى اللهُ عَلَيْهِ وسَلَّم) أبو بكر الصديق (رضي الله عنه) لحرب المرتدين. ويقال أنه حتى قبل ذلك، وقبيلة الأزد بقيادة مالك بن فهم الأزدي، كانوا قادرين على هزيمة القوة الفارسية التي كانت تسيطر على بعض أجزاء من الساحل العُماني في ذلك الوقت.
وفي بداية القرن السابع عشر رُفِع قوة من القوات العُمانية المعروفة الثانية خلال عهد الأسرة اليعاربة، التي اضطرت طرد البرتغاليون خارج البلاد في 1650م. وخلال حكم سلالة الأسرة اليعاربة، غطت المباني المحصنة البلاد من شمال محافظة مسندم إلى الجنوب من محافظة ظفار، مما يجعل عُمان قوة عظمى في الخليج العربي.
خلال وقت لاحق من سلالة البو سعيدي وخصوصًا في عهد السلطان سعيد بن سلطان بن أحمد آل سعيد، كانت عُمان إمبراطورية كبيرة مع قوة عسكرية قوية جدًا، مما يجعل عُمان واحدة من أعظم القوى في المحيط الهندي، في المرتبة الثانية بعد المملكة المتحدة. بعد وفاة السلطان سعيد بن سلطان بن أحمد آل سعيد، والصراعات السياسية في عُمان، أجبرت عُمان لتغلق على نفسها، وتحويلها من إمبراطورية قوية لبلد فقير نسبيًا.

#### مهمات القوات العُمانية
بعد عام 1970 م قد أصبحت واحدة من القوات المقاتلة أكثر حداثة وأفضل تدريبًا بين دول مجلس التعاون الخليجي. اعترافًا بأهميتها الإستراتيجية بمراقبة مضيق هرمز وبحر عُمان وكافحت السلطنة للحفاظ على درجة عالية من الاستعداد العسكري. قامت عُمان بإختبار قدرات قواتها المسلحة بالمشاركة في تدريبات مشتركة مع القوى الأجنبية، لا سيما في تدريبات منتظمة مع القوات المسلحة البريطانية. وقد اتخذت عُمان زمام المبادرة في الجهود الرامية إلى تعزيز الأمن الجماعي الإقليمي من خلال مجلس التعاون الخليجي. في ختام حرب الخليج واقترحت تطوير قوة أمنية إقليمية لمجلس التعاون الخليجي من 100,000 فردًا.

#### دور القوات العُمانية
التصورات في سلطنة عُمان من المشاكل الإستراتيجية في الخليج العربي تختلف إلى حدٍّ ما عن تلك الخاصة بـ دول مجلس التعاون الخليجي الأخرى. جغرافيًا، فإنها تواجه الخارج إلى بحر عُمان وبحر العرب، وبعد بضعة كيلو مترات فقط من أراضيها - الساحل الغربي لـ شبه جزيرة مسندم - حدود الخليج العربي. ومع ذلك تتقاسم الوصاية على مضيق هرمز مع إيران، موقف عُمان يجعلها ذات أهمية أساسية لأمن الخليج العربي بأكمله. في إستعدادها للدخول في تعاون الإستراتيجي مع الولايات المتحدة والمملكة المتحدة، سلطنة عُمان قد وقفت دائمًا إلى حدٍّ ما إلى جانب دول مجلس التعاون الخليجي الأخرى. في عام 1980م أبرمت مسقط وواشنطن «تسهيلات» على اتفاق لمدة عشر سنوات منح الولايات المتحدة الأمريكية محدودية الوصول إلى القواعد الجوية في جزيرة مصيرة في عام 1990م وعلى الرغم من أن بعض الحكومات العربية أعربت في البداية عن رفضهم لمنح الولايات المتحدة الأمريكية إمتيازات مستندة، يسمح الإتفاق استخدام هذه القواعد فقط على إشعار مسبق ولأغراض محددة. خلال الحرب بين إيران والعراق. وتوترت العلاقات بين عُمان وإيران من خلال الهجمات الإيرانية على تحركات الناقلات في الخليج العربي وقامت بتمركز قاذفات الصواريخ «دودة القز الصينية» قرب مضيق هرمز. عززت السلطنة قواتها العسكرية على شبه جزيرة مسندم، التي ليست سوى حوالي 60 كيلو مترًا من الأراضي الإيرانية. بعد الغزو العراقي لـ دولة الكويت، أعلنت سلطنة عُمان عن تأييدها للتحالف الدولي ضد العراق. كما ساهمت عُمان بقوات في «عملية عاصفة الصحراء» كجزء من الوحدة العربية المشتركة قيادة القوات - الشرق. مدعوم لواء عُماني، جنبًا إلى جنب مع السعودية والإمارات والكويت وقطر والبحرين والقوى الأخرى، وشارك في الهجوم البري في موازاة ساحل الخليج التي تلاقت في مدينة الكويت ولم يبلغ عن وقوع وفيات للمقاتلين العُمانيين.

#### عمليات لاحقة للقوات العُمانية

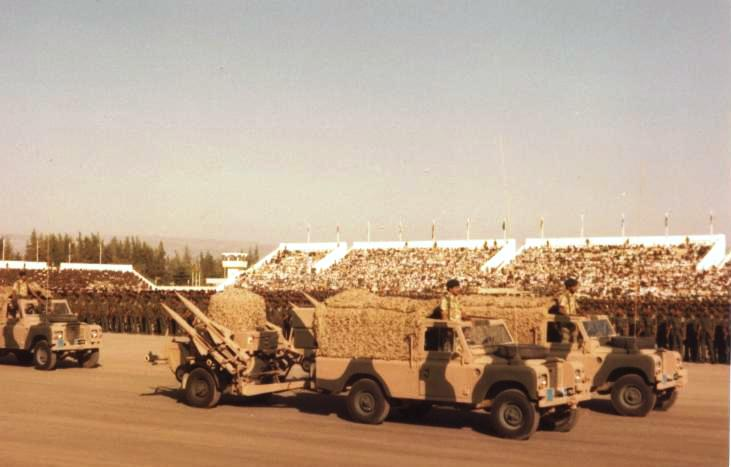
صواريخ مضادة للطائرات من المدفعية العُمانية 1975م.

استمر بعض المسلحين بالعبور إلى سلطنة عُمان من المملكة العربية السعودية أو عبر دولة الإمارات العربية المتحدة، وزرعوا الألغام التي لا تزال تسبب خسائر لوحدات القوات المسلحة السلطانية العُمانية والسيارات المدنية. تفتقر إلى الأرقام لمنع عمليات التسلل، تم تشكيل قوة شبه عسكرية في عام 1960م لمساعدة القوات السلطانية العُمانية في هذه المهمة وأيضًا لتولّي مهام شرطة عُمان السلطانية. حملة الألغام في نهاية المطاف تضاىلت بعيدًا. التهديد الواضح الوحيد لعُمان في هذه المرحلة يبدو أن مجموعة الماركسية غامضة الذين حاولوا اغتيال وزير الداخلية والسلطان وربما أيضًا زرع القنابل على الطائرات المدنية، بما في ذلك طائرة فيكرز فيكونت تابعة لـ الخطوط الجوية البريطانية التي قضت في الجو كم 27.5 (17.1 ميل) إلى الشمال من جزيرة إلبا في 29 سبتمبر 1960م، مما أسفر عن مقتل 23 شخصًا كانوا على متنها.

#### المعدات
القوات السلطانية العُمانية 121,477 مقاتل نوعيًا أعلى من العديد من البلدان المجاورة متلقًا دعم بمعدات بريطانية تشالنجر 2 دبابة قتال رئيسية وغيرها من فوج أكبر قليلًا من دبابة إم-60 باتون في الغالب التقريب من لواء المدرعات عُمان الوحيد. عُمان تلقت مؤخرا 174 برمائية العربات المدرعة الخفيفة وأكثر من 80 مدرعة VBL من فرنسا إلى تعزيز قدراتها العسكرية. من حيث المدفعية، وردت في 1990م عُمان مدافع الهاوتزر من عيار هاوتزر دانيل جي 6 جنوب أفريقيا، وسلطنة عُمان وقدرات مضادة للدبابات وسيتم تعزيزها كثيرًا من قبل قريبا ليكون بين 100 تسليمها صواريخ الرمح من الولايات المتحدة. على مستوى القوات، وغالبًا ما يتم تدريب القوات المسلحة في سلطنة عُمان من قبل القوات المسلحة البريطانية البرية والخاصة والخدمات الجوية (SAS). عُمان تمتلك واحدة من أكبر كميات في العالم من صواريخ سكود، والتي تتراوح في تقدير أكثر من 30,000 الصواريخ الباليستية. في عام 2008م أنفقت عُمان 7.7% من الناتج المحلي الإجمالي على النفقات العسكرية. وفقا للتايمز أون لاين، وعُمان هي موطن للفرقة الموسيقية العسكرية فقط المدعومة من الجمل العربي في العالم. بالإضافة إلى ذوي الكفاءات العالية نسبيًا من الأسلحة، علاقات تاريخية وثيقة بين العسكرية العُمانية والعسكرية البريطانية، وفي مايو 2013 م أعلنت الولايات المتحدة صفقة مع سلطنة عُمان بقيمة 2.1 مليار $ لتوريد نظام دفاع جوي.

### سلاح الجو السلطاني العُماني
تم تشكيل سلاح الجو السلطاني العُماني في 1 مارس 1959م، حيث كانت به ثلاث طائرات تدريب (بروفست) وطائرتا نقل (بايونير) فقط تعمل على مهبط صغير في بيت الفلج وفي عام 1961م دخلت السلاح أربع طائرات (بيفر)، تبعتها في عام 1967م اثنا عشر طائرة (سترايك ماستر)، ومنذ أن تولى السلطان قابوس بن سعيد بن تيمور آل سعيد مقاليد الحكم في عُمان عام 1970م وسلاح الجو السلطاني العُماني يؤدي دوره الوطني المناط به في حماية أجواء الوطن وإسناد أسلحة قوات السلطان المسلحة والمساهمة في بنائه وتنميته وإيمانًا من جلالته بهذا الدور فقد تم في العام نفسه شراء ثلاث طائرات (كاريبو) وست طائرات (سكايفان) وثـمان طائرات عمودية وذلك لتوفير حماية للحركة اللازمة لوحدات قوات السلطان المسلحة العاملة في المناطق الجبلية وفي عام 1971م دخلت الخدمة خمس طائرات (فيسكاونت) لتقديم الإسناد اللازم لجهود التنمية في السلطنة وفي فبراير 1975م دخلت طائرات (الهوكرهنتر) في خدمة السلاح وأدت دورًا مهما في تقديم الإسناد الجوي القريب، وتنفيذ مهام عملياتية هامة.

### البحرية السلطانية العُمانية
تعد البحرية السلطانية العُمانية هي من الجيش السلطاني العُماني. كانت البحرية العُمانية عبارة عن جناح بحري يُعرف بوحدة الدوريات الساحلية تابعة لما يُسمى بـ«جندرمة عُمان» آنذاك وكان عماد تلك الوحدة عدة مراكب خشبية تقليدية من نوع (البوم) يرجع في تاريخها إلى 1960 م تضطلع بمهام دوريات ساحلية على امتداد ساحل الباطنة لمكافحة عمليات تهريب الأسلحة والهجرة غير القانونية وكان أول تلك المراكب هو المركب «نصر البحر» الذي قام برحلته الأولى في مايو 1960م في مهام دورية ساحلية عبر ساحل الباطنة. ثم استؤجر مركب آخر «الطائف» 1966م لتنفيذ الدوريات الساحلية بين جزر الحلانيات ورأس دربات ثم استبدل بمركب «المنتصر» وانضم بعده مركب «فتح الخير» في 1967م ومركب الهادر في وقت لاحق وفي 1970م شرع في تصنيع أولى سفينة أطلق عليها اسم «آل سعيد» وكان التوجه في أول الأمر أن تكون يختًا سلطانيًا بيد أنها استخدمت لأغراض عسكرية خلال حرب ظفار ولم تظهر السفينة في مياه مسقط إلا في شهر مارس من عام 1971م لعدم توفر طاقم بحري حينذاك يتولى تسييرها. وفي 21 يونيو 1971م أعلن رسميًا عن تشكيل «بحرية سلطان عُمان» فانضمّت إلى قوات السلطان المسلحة كسلاح رئيسي. وبحلول 1972م شهدت بحرية سلطان عُمان انضمام السفينة السلطانية «ظفار» المخصصة لشحن وإمداد الأسلحة والذخيرة والإمدادات الأخرى وفي 1973م إنضمت ثلاثة زوارق الدوريات السريعة إلى أسطولها البحري و«البشرى» و«المنصور» و«النجاح» وانتقلت بحرية سلطان عُمان إلى قاعدة سلطان بن أحمد البحرية في خور المكلا بمسقط وعام 1975م حصلت بحرية سلطان على كاسحتي ألغام هولنديتين أُجريت عليهما تعديلات للعمل كزوارق دوريات مدارية وهما السفينة السلطانية «الناصري» والسفينة السلطانية «الصالحي» وتم رفد الأسطول بثلاث سفن أبرار آلي هي «سلحفاة البحر» و«الصنصور» و«الدغس» في 1978 م آلت تبعية معسكر جندرمة عُمان في صور إلى بحرية سلطان عُمان لاستخدامه كمركز للتدريب.

## التراث

### الآثار
تزخر سلطنة عُمان بالعديد من المعالم الأثرية التي تروي قصة حضارات ضربت بجذورها في عمق النشأة الأولى للإنسان. وتشير المكتشفات الأثرية التي تعود إلى الألفية الخامسة قبل الميلاد والمتواجدة في مناطق متعددة في السلطنة وغيرها من المواقع التي تم التنقيب فيها على فترات مختلفة.. تشير كلها إلى العصور والحقب الزمنية المختلفة التي مرت بها عُمان على مدى التاريخ. وإبداع الإنسان العُماني وإسهاماته وتواصله مع الحضارات الإنسانية آنذاك.

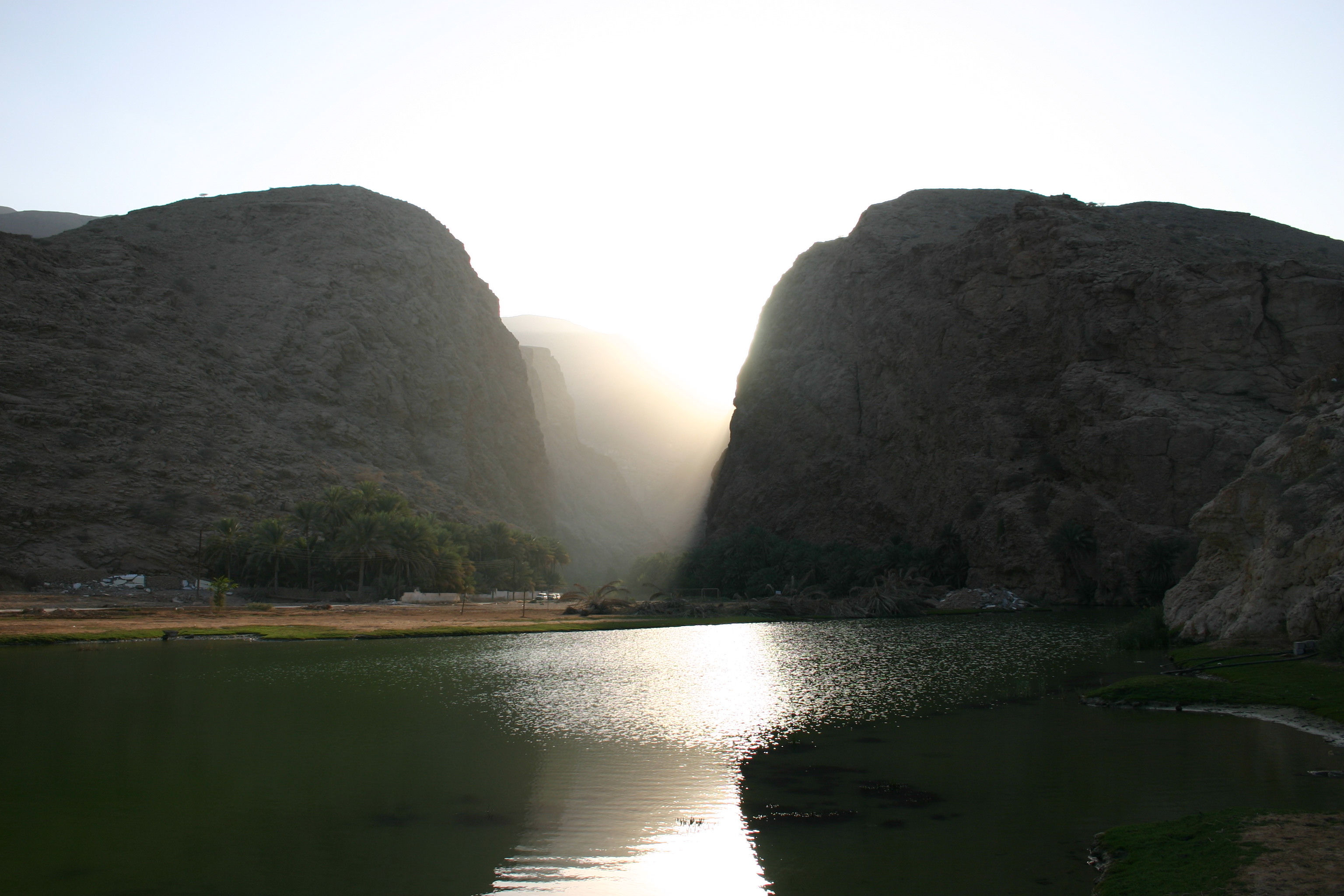
وادي شاب.

وقد بدأت المسوحات الأثرية الأولى في السلطنة مع بداية الخمسينات، حيث قامت البعثات العلمية بالتنقيب في مواقع متعددة بحثًا عن شواهد من الألفية الثالثة قبل الميلاد، لتدخل البلاد بذلك مرحلة التاريخ المبني على المكتشفات الأثرية والحقائق العلمية بعد أن أرخ لها في كتب الرحالة أمثال ابن بطوطة وبرترام توماس وماركو بولو وغيرهم. وبلغت الاكتشافات الأثرية ذروتها بعد إنشاء وزارة التراث القومي والثقافة في عام 1976م، حيث نظمت عمليات البحث والتنقيب والدراسة بتنسيق مع الجامعات والمؤسسات العلمية المتخصصة في العديد من دول العالم.

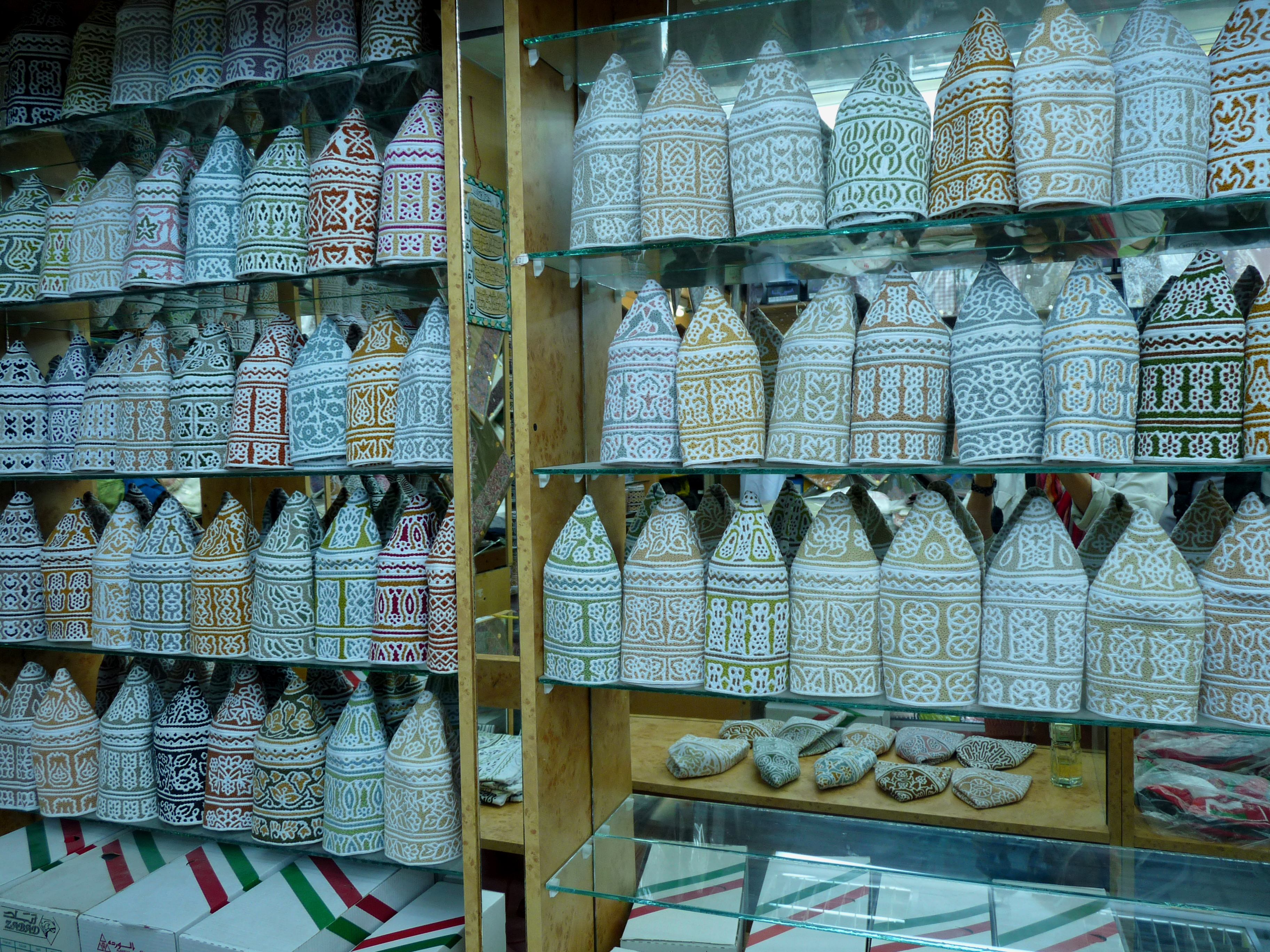
كمم عُمانية.

تمتلك سلطنة عُمان العديد من المواقع الأثرية الكبيرة ليس فقط بالنسبة للتاريخ والحضارة العُمانية، ولكن أيضًا بالنسبة للتراث والحضارة الإنسانية، وبالتالي تم تسجيل العديد من المواقع الأثرية العُمانية ضمن قائمة التراث العالمي، وتحرص سلطنة عُمان على الحفاظ على المواقع الأثرية وصيانتها وتسيير سبل زيارتها وتوفير التسهيلات اللازمة لذلك عن طريق وزارة تعني بالتراث والثقافة، ويجري قسم الآثار ب جامعة السلطان قابوس العديد من المسوحات بالتعاون مع العديد من البعثات الأوروبية والأمريكية المتخصصة في الآثار.
وتشغل سلطنة عُمان عضوية لجنة التراث العالمي في منظمة اليونسكو ولنجاح الجهود التي بذلتها الحكومة في صيانة حصن بهلاء فقد قررت لجنة التراث العالمي رفع اسم الحصن من قائمة المواقع المعرضة للخطر ضمن مجموعة التراث العالمي.
ولا تزال أعمال التنقيب مستمرة في موقع بات الأثري بولاية عبري من أجل التأهيل السياحي لمستوطنة بات الأثرية المدرجة في سجل التراث العالمي وكذلك في وادي العين.
ومن أهم المواقع الأثرية العُمانية:-
- موقع رأس الحمراء.
- موقع وادي دوكة.
- موقع شصر.
- موقع وبار الأثري.
- موقع خور روري.
- مدينة البليد التاريخية.
- موقع السويح.
- موقع رأس الجنز.
- موقع رأس الحد.
- موقع وادي شاب.
- موقع عين حمران.

كما تنتشر العديد من القلاع والحصون والأبراج والأسوار والبيوت والمساجد الأثرية في مختلف مناطق وولايات عُمان وهي تحكي قصة الحضارة والتاريخ العُماني العريق حيث يتجاوز عدد القلاع والحصون في سلطنة عُمان 500 قلعة وحصن وبيت أثري. وأيضًا من الأماكن الجميلة هي حديقة الحيوان الموجودة في المنطقة الداخلية في ولاية إزكي حيث تحوي العديد من الحيوانات المفترسة (الصقر والنسر والذئب وغيرها) والأليفة (البط والقطط والكلاب وغيرها).

### تعدين النحاس في عُمان

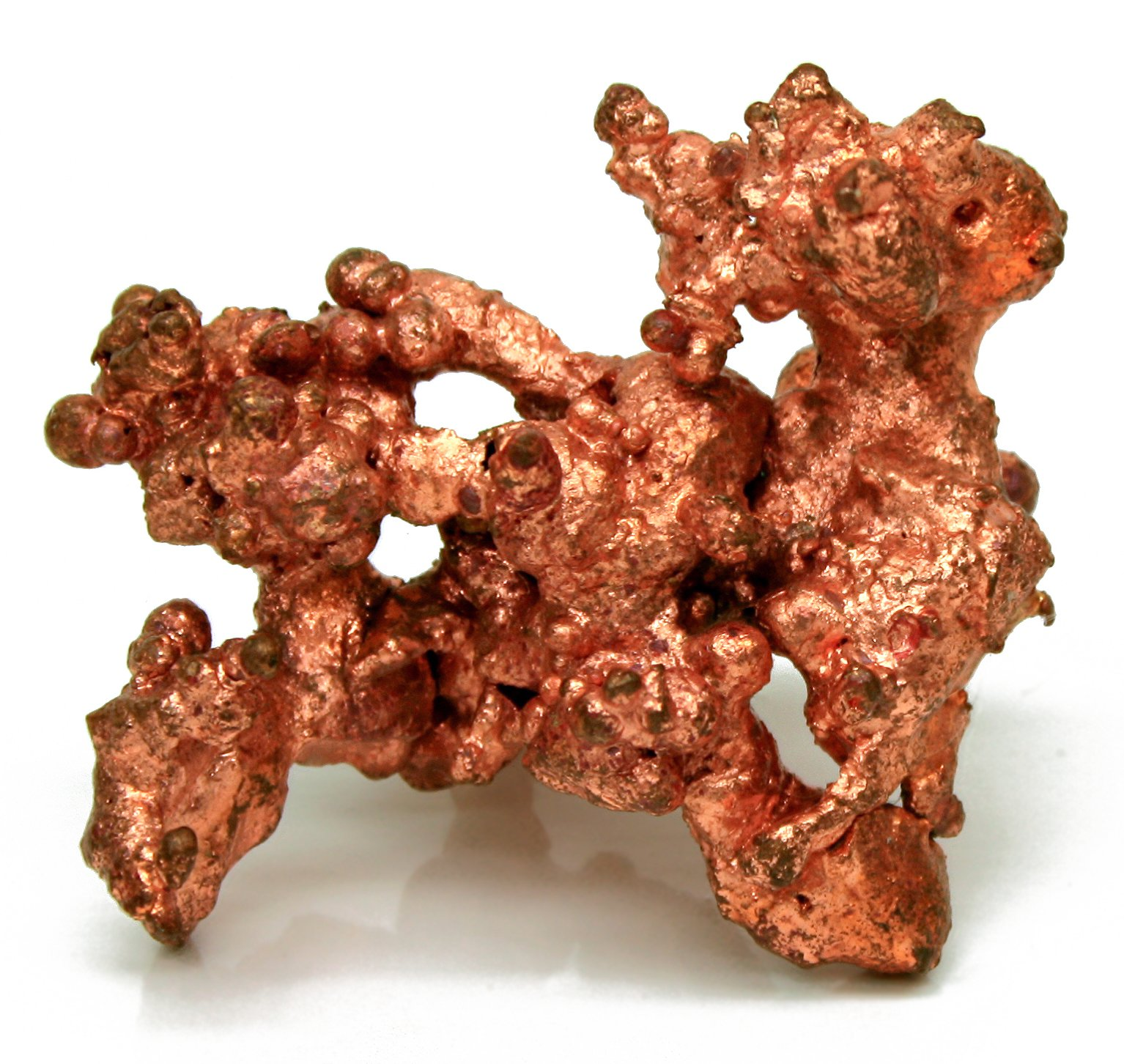
النحاس.

عرفت عُمان تعدين النحاس وصهره منذ الألفية الثالثة قبل الميلاد (العصر البرونزي) وذلك نظرًا لوفرة خام النحاس في جبالها، وقد ورد ذكرها باسم مجان (أرض النحاس) في الألواح السومرية.
ويعتقد أن عمال المناجم العُمانيون كانوا يستخدمون أزاميل معدنية لتكسير الصخور وكشف عروق النحاس، حيث عثر على أزاميل نحاسية مدببة في مستوطنة الميسر بوادي سمد الشأن يعود تاريخها للألفية الثالثة.
وكان النحاس يستخلص بالصهر في أفران مبنية من الطين، كالفرن الذي اكتشف في الميسر بولاية المضيبي، إذ يفتت الخام إلى قطع صغيرة ويخلط مع الفحم النباتي، ثم يحمى بمنفاخ ضخم إلى " 1150 " درجة مئوية، ويعمل الفحم في هذه المرحلة على تحويل الخام إلى نحاس، ويصب النحاس المصهور في حفر مسطحة بالرمل لتبريده، لتخرج السبائك النحاسية في شكل أقراص دائرية.
وقد أرشدت نفايات النحاس (الخبث) إلى الكشف عن أغنى مستوطنات النحاس في السلطنة، كمستوطنة الميسر، بالإضافة إلى مواقع مناجم النحاس الممتدة على طول وادي الجزي كالأصيل وعرجا والبيضاء والسياب وطوي عبيلة والواسط.
وتشير المصادر التاريخية القديمة عن شحن عشرين طنًا من النحاس حوالي عام 1800 قبل الميلاد من مجان (عُمان) إلى أور (العراق) تتمركز أهم مناطق التعدين القديمه في وادي الجزي في صحار ومناطق الداخلية والشرقية من سلطنة عُمان، ونذكر على سبيل المثال أهم المواقع مثل الأصيل، طوي عبيله، عرجا، وادي عندام، صحار، ركاح، وادي الميادين، ويعد بقايا موقع سمد الشأن أقوى دليل على قيام التعدين في عُمان قديمًا.
ومما يلفت النظر أن مواقع صهر النحاس في فترة الألفية الثالثة تقع بالقرب من مصادر الماء والأرض الصالحة للفلاحة، مما يدل على أن إنتاج النحاس في العصور القديمة كان جزء متكاملًا مع حياة الجماعة، إلا أنه تكونت فيما بعد صناعة خاصة بالتصدير.
وقد إشتهرت عُمان بتجارة النحاس منذ 5000 عام مضت، إذ تشير الاكتشافات الأثرية في أور (العراق) إلى أن سفن مجان (عُمان) ودلمون (البحرين) كانت ترسو في أور محملة بالمنتجات الرئيسية لعُمان وهي النحاس والأحجار الكريمة التي يتم مقايضتها في أور بالفضة والزيوت والحبوب والمنسوجات والمصنوعات الجلدية.
ونظرًا لازدهار إنتاج النحاس في عُمان، توسعت صلات سكان البلاد بشعوب البلدان الأخرى، وانعكس ذلك على تطور بنية المجتمع والاهتمام بالصناعات اليدوية والمهارات الأخرى كفن العمارة، حيث عرف أهل المنطقة تشييد الأبراج الحجرية المزودة بآبار المياة مثل أبراج بات بولاية عبري.

### فن العمارة في عُمان
يعد تطور فن العمارة مقياس لحضارة الشعوب، وتزخر عُمان بالعديد من الشواهد الحضارية على هذا الفن، ولعل الزائر للمدن العُمانية يستشعر الحفاظ على نمط مختلف من أنماط العمارة، فهي عمارة تقليدية تتسم بالبساطة فلا ترى الأبراج الشاهقة، وتتسم بالفخامة في نفس الوقت، ولعل القلاع والحصون والأسوار تقف شاهدًا على فن العمارة الدفاعي وأشهرها هنا حصن جبرين وقلعة بهلا وسورها الذين تم إدراجهما ضمن مواقع التراث العالمي.
ومع تنوع التضاريس في عُمان تختلف العمارة باختلاف المكان وتدل أنواع البيوت المنتشرة في محافظة مسندم أكبر مثال على ذلك فهنالك البيوت الجبلية، وبيت القفل، وبيت العريش المعلق والذي بني اعتمادًا على حركة التيارات الهوائية ليشكل نظام تبريد طبيعي للتغلب على حرارة الصيف وتمثل قرية مسفاة العبريين في محافظة الداخلية شاهد آخر ببيئة مختلفة.
ويقف جامع السلطان قابوس الأكبر بولاية بوشر بمحافظة مسقط شاهدًا حيًا جمع معظم الفنون الإسلامية في طياته، فبالإضافة إلى فن العمارة المميز المبتكر المتبع في بناء الجامع نفسه، تحوي أروقته مجموعة كبيرة من الفنون الإسلامية.

### أهم القلاع والحصون
ومن أهم القلاع والحصون في عُمان:-
- قلعة السليف
- قلعة بهلاء
- قلعة نزوى
- قلعة نخل
- قلعة الجلالي
- قلعة الميراني
- قلعة صحار
- قلعة دماء
- حصن مطرح
- حصن الأسود
- حصن البلاد
- قلعة العوامر.[66]

### المتاحف
- المتحف الوطني العماني.[67]
- متحف بيت الزبير.[68]
- متحف بيت البرندة.[69]
- المتحف العماني الفرنسي.
- متحف بوابة مسقط
- متحف بيت مزنة
- متحف قوات السلطان المسلحة
- متحف القبة الفلكية
- متحف قلعة صحار
- متحف عمان عبر الزمان.

### العملات العُمانية
من المعروف أن أغلب المبادلات التجارية في شبه الجزيرة العربية منذ عهد الرسول محمد (صلى الله عليه وسلم) وما قبل ذلك كانت تتم بالمقايضة سلعة بسلعة أو خدمة، أما النقود المستعملة في ذلك الوقت هي البيزنطية والساسانية. وصدرت أول عملة في العالم الإسلامي في دمشق خلال عهد الدولة الأموية، حيث صدر الدينار الأموي الذهبي. ويسجل التاريخ أن أول دار إسلامية لسك النقود في شبة الجزيرة العربية كانت في سلطنة عُمان وتعود لسنة 81 هـ الموافق 700م، حيث تم ضرب أول قطعة نقدية حملت اسم عُمان وكان الدرهم الأموي الفضي في عهد الخليفة عبد الملك بن مروان حيث يعد سبقًا هامًا لعُمان في مجال المسكوكات، كما أن أول قطعة نحاسية معروفة تحمل اسم صحار تعود لسنة 141هـ صدرت باسم والي صحار روح بن حاتم.
وبفضل موقعها الجغرافي وتواصلها الحضاري مع مختلف الشعوب منذ القدم قامت سلطنة عُمان بدور تجاري مهم، فكان البحارة العُمانيون على معرفة بطرق التجارة الممتدة على طول سواحل الجزيرة العربية وشرق أفريقيا والهند والشرق الأقصى ومن خلال ممارستهم للتجارة اكتسب العُمانيون معرفة بنقود العديد من البلدان.
وأوضح دليل على نوع النقود المتداولة قديمًا في سلطنة عُمان، ما تم اكتشافة في نيابة سناو التابعة لولاية المضيبي سنة 1979م حيث عُثِر على كنز يحتوي على العديد من القطع النقدية القديمة الساسانية والأموية والعباسية بالإضافة إلى قطعتين فضيتين ظهرتا بدون تاريخ يُرجح بعض الباحثين أنهما ضربتا بأمر الإمام غسان بن عبد الله الخروصي (807م - 824م).
ومن مراكز ضرب النقود في عُمان (ظفار)، حيث يوجد لدى الجمعية الأمريكية لقطع النقود في نيويورك درهم مؤرخ سنة 689هـ، حيث كان حكام بنو رسول في ظفار هم السلطة الوحيدة التي قامت بإصدار العملات المعدنية في سلطنة عُمان في ذلك الوقت وتشير المصادر التاريخية إلى أن الإمام سلطان بن سيف اليعربي قضى 12 سنة في بناء قلعة نزوى العظيمة وهو مشروع يقول المؤرخون بأنه كلف لكوكًا من الربيات الهندية مما يوحي بأن النقود الهندية كانت العملة الرئيسية في سلطنة عُمان في ذلك الوقت، ولا شك في ذلك فالتجارة الرابحة لتصدير الخيل والتمور واللبان واللؤلؤ إلى الهند جلبت إلى سلطنة عُمان النقود الذهبية والفضية والنحاسية التي كان يسكها سلاطين دلهي.
ومن أشهر العملات الأوروبية المستخدمة في سلطنة عُمان والجزيرة العربية دولار ماريا تريزا أو يعرف محليًا بالريال الفرنسي وكان الطلب عليه هائلًا لدرجة أن دار الضرب النمساوية كانت تواصل سك هذه العملة حتى بعد وفاة ماريا تيريزا عام 1780م مع الاحتفاظ بالتاريخ نفسه منقوشًا على العملة لمدة طويلة.

### الزي العُماني
تتميز سلطنة عُمان بتنوع الأزياء التراثية وثرائها وجمال ألوانها وأشكالها وهي تمثل عراقة المجتمع وأصالته وحضارته وأنماط حياته. ويحافظ الإنسان العُماني الرجل والمرأة والطفل على ارتداء تلك الملابس بل يفتخر بها. وهذا ما يلاحظه الزائر للسلطنة من مظاهر المحافظة والاعتزاز بالتراث العُماني التي تتمثل في الأزياء العُمانية، فلها مكانة خاصة مميزة، وتتسم بالأناقة والبساطة في آن واحد، وتتصف هذه الأزياء بالبساطة والتكيف مع البيئة المحيطة. إن للأزياء العُمانية مكانة خاصة ومميزة، فإلى جانب إتصافها بالبساطة والأناقة، فلها خصوصية تاريخية. فعُمان بحكم موقعها الجغرافي وتواصلها الحضاري أثرت وتأثرت بالشعوب الأخرى، فكانت الأزياء من نتاج هذا التواصل عبر الحقب والعصور.

## الاقتصاد

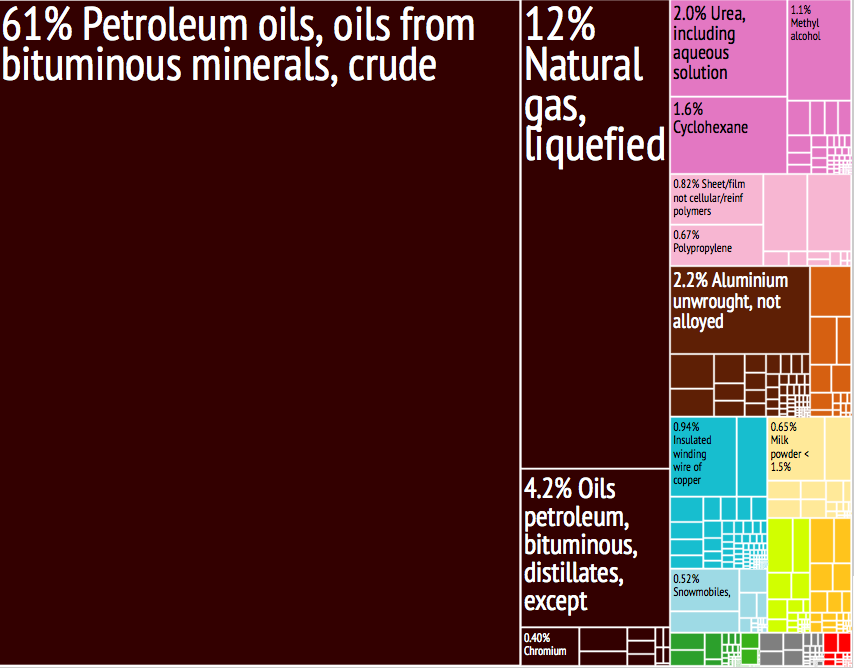
رسومية تصوير صادرات المنتجات العمانية في فئات اللون 28 مشفرة.

النظام الأساسي في سلطنة عمان الأساسي للدولة يعبر في المادة 11 على أن «يقوم الاقتصاد الوطني على العدالة ومبادئ الاقتصاد الحر».
المواطن العماني يتمتع مستويات المعيشة جيدة، ولكن المستقبل غير مؤكد مع احتياطيات عمان من النفط محدودة. المصادر الأخرى للزراعة، والدخل والصناعة، هي صغيرة في المقارنة والاعتماد لمدة تقل عن 1% من صادرات البلاد، ولكن ينظر إلى تنويع على سبيل الأولوية في حكومة سلطنة عمان. والزراعة، والإقامة في كثير من الأحيان في طابعها، وتنتج التمور والليمون الحامض والحبوب والخضروات، ولكن مع أقل من 1% من مساحة البلاد المزروعة عمان ومن المرجح أن تظل مستوردا صافيا للغذاء.
منذ تراجع أسعار النفط في عام 1998، حققت عُمان خططا فعالة لتنويع اقتصادها ووضع مزيد من التركيز على مجالات أخرى من الصناعة، مثل السياحة.

### النفط والغاز

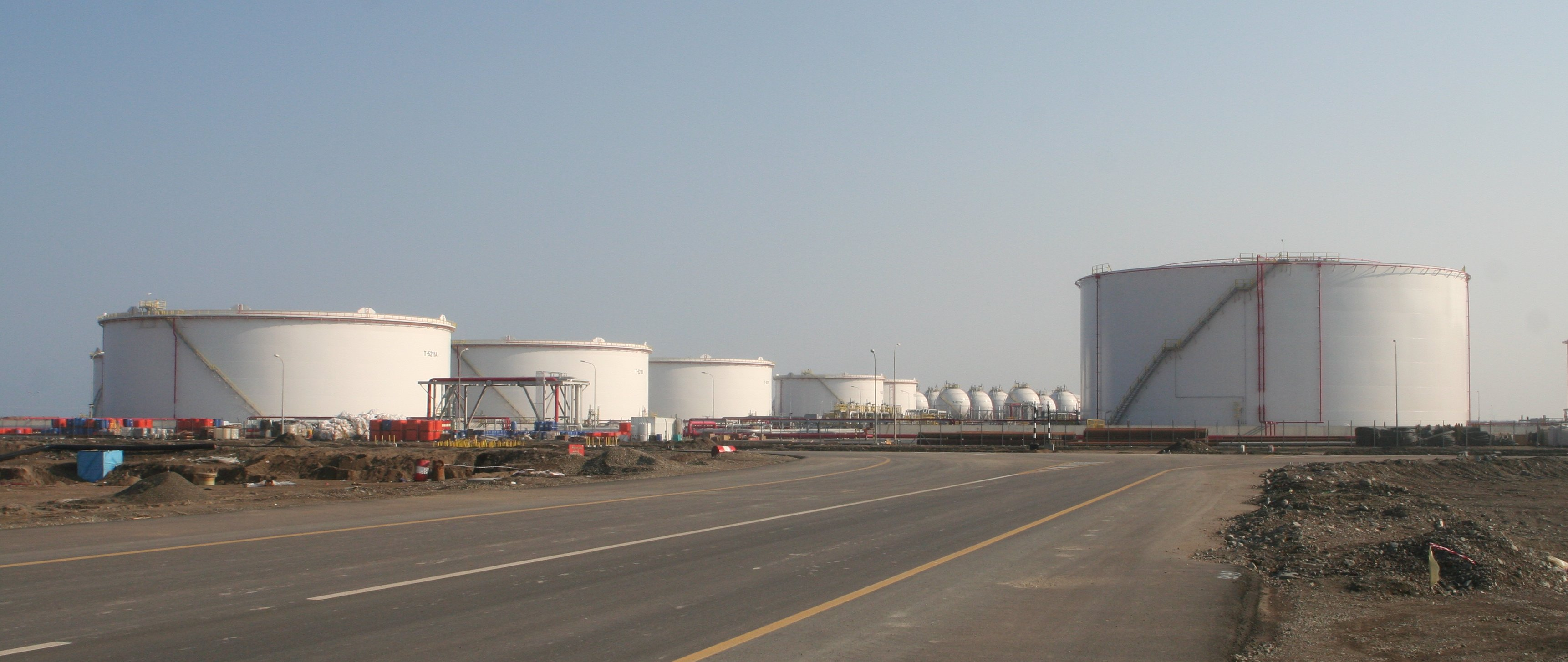
خزانات البتروكيماويات في صحار.

احتياطات في عُمان ثبت من مجموع النفط نحو 5.5 مليار برميل، وهي أكبر 24 في العالم. ويتم استخراج النفط ومعالجته من قبل شركة تنمية نفط عمان (PDO)، مع احتياطيات نفطية مؤكدة عقد ثابت تقريبا، على الرغم من أن إنتاج النفط قد تراجع. وفي عام 2009، ويقدر الإنتاج في 816000 برميل يوميا.
وبدأ التصدير التجاري للنفط في عام 1967، ومنذ انضمام السلطان قابوس بن سعيد العرش في 1970، عُثِر على العديد من حقول النفط وأكثر تقدمًا. في يونيو 1999، اكتشفت شركة تنمية نفط عمان في حقل نفط جديد في جنوب عمان بعد الحفر والاختبار ثلاثة آبار التي أثبتت الجدوى التجارية للخزان.
العمل مستمر على ريال عماني 503876000 (1.3 مليار دولار أمريكي) للنفط مشروع المصفاة في صحار، والتي كان من المقرر أن يبدأ تشغيله في عام 2006 مع برميل 116400 في اليوم الواحد (18510 M3 / د) وطاقة التكرير، مع القصير إلى المدى المتوسط مستقبل عمان يستريح على المشروع. في عام 2004 تم تزويد مصفاة نفط عُمان مع حوالي 78200 برميل يوميًا (12430 M3 / د) لتكرير النفط، في حين أن شركة تنمية نفط عمان بدأت في استخدام تكنولوجيا حقن البخار في العديد من الآبار لزيادة إنتاجيتهم.

### الموارد الطبيعية
الموارد المعدنية في سلطنة عمان تشمل الكروميت، والدولوميت، والزنك، والحجر الجيري والجبس والسليكون والنحاس والذهب والكوبالت والحديد. وقد نمت العديد من الصناعات كجزء من عملية التنمية الوطنية والتي بدورها عززت مساهمة قطاع التعدين في الناتج المحلي الإجمالي في البلاد، فضلا عن توفير فرص عمل للعمانيين. عمليات قطاع المعادن وتشمل التعدين والمحاجر، مع العديد من المشاريع التي أنجزت مؤخرًا، بما في ذلك: دراسة الجدوى الاقتصادية للخام السليكا في بووا وادي وأبوتان بالمنطقة الوسطى، والذي أكّد أن هناك الاحتياطيات القابلة للاستخراج من حوالي 28 مليون طن في الموقعين، ودراسة الجدوى الاقتصادية لإنتاج معدن المغنيسيوم من خام الدولوميت، ودراسة مشروع على المشتقات الحجر الجيري تجهيز، ومشروع لإنتاج الخرائط الجيولوجية للمنطقة الشرقية، وإعداد دراسات الجدوى الاقتصادية لاستغلال الذهب وخامات النحاس في منطقة الغيزين؛ 1 دراسة حول المواد الخام في ولايات الدقم وصور لاستخدامها في صناعة الإسمنت في السلطنة، ودراسة عن بناء مختبر المعادن جديد في غالا في محافظة مسقط.

### الزراعة والثروة الحيوانية والسمكية

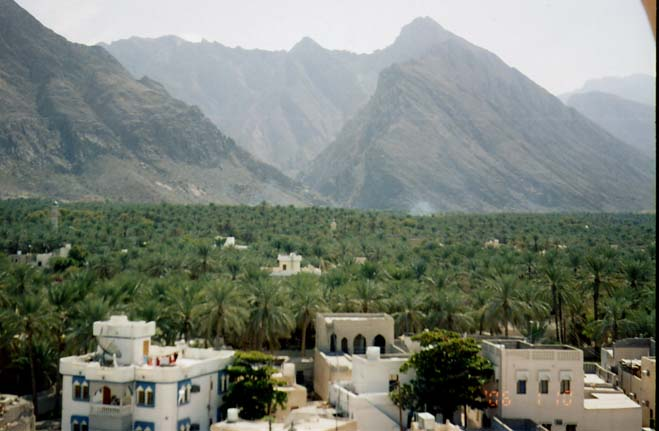
مزارع النخيل في سفح قلعة نخل بمنطقة الرستاق - سلطنة عمان.

#### الزراعة
تشكّل الأراضي الصالحة للزراعة في عُمان 15% من أراضي السلطنة ولا يزرع منها إلا النصف تقريبًا أي 61,500 هكتار. وتنقسم إلى 90,000 حيازة، مما يدل على صغر حجم الملكية. وتتركز الزراعة أساسًا في سهلي الباطنة ومحافظة ظفار ثم الواحات والأودية الكثيرة بالداخل.
أهم المنتجات الزراعية.
- الأشجار المثمرة والفواكه، تشغل وحدها 1,2 مليون فدان (47,000 هكتار)، منها 21,000 هكتار مزروعة بالنخيل تضم ثمانية ملايين نخلة تنتج سنويًا 200,000 طنًا من التمر الجيد، يُصدّر بعضه للخارج. والليمون العماني في شمالي السلطنة له شهرة وأهمية تجارية، أما في جنوبها فهناك فواكه متميزة مثل الموز وجوز الهند والمانجو والباباي.
- الخضراوات وتنتشر على مساحة 7,000 هكتار صيفا وشتاء، وتكاد تُغطِّي حاجة الاستهلاك المحلي.
- ج ـ الأعلاف وبخاصة البرسيم، وتغطي كذلك 7,000 هكتار، ولكنها لا تكفي الأعداد المتنامية للثروة الحيوانية.
- هناك محاصيل حقلية أخرى من أهمها الحبوب الغذائية.

#### الإنتاج الحيواني
تصَدِّر السلطنة بعض الحيوانات الحية لدول الخليج كاالإبل والخيل وتستورد حيوانات حية أخرى لاستهلاك لحومها. وبالسلطنة أكثر من 94,000 رأس من الأبقار، وثلاثة أرباع مليون من الماعز و 148,000 من الأغنام و 94,000 من الإبل. وحيث لا تكفي المراعي الطبيعية هذه الثروة، فإن الرعي الجائر هدد مراعي محافظة ظفار تهديدًا مباشرًا، ولذا أصبح تصنيع الأعلاف أمرًا ضروريًا. أما عن الطيور الداجنة فدورها التجاري محدود للغاية.

#### الإنتاج السمكي
تتميز سواحل السلطنة بغناها بالأسماك، ويمكن أن تنتج سنويًا نصف مليون طن، ولكن ما يُجمع لا يتعدى ثلث ذلك (118,571 طن). وقد بلغت قيمة ما صدّرته السلطنة عام 1995م من الأسماك 51,9 مليون ريال عماني من أسماك الشارخة والروبيان والكنعد والهامور والسهوة والجيزر والتونة وزعانف القرش. كما يكثر السردين الذي يُجفف الكثير منه، لاستخدامه علفًا للماشية.
وقد تطور أسطول الصيد كثيرًا، وأصبح معظمه آليًا؛ وإن لم يدخل بعد منطقة أعالي البحار، لصيد كميات كبيرة أو لصيد أسماك القاع. كما يمتلك معظم سكان السواحل زوارق صغيرة يقضون بها في البحر عدة ساعات ليعودوا بقوتهم من الأسماك، التي تدخل في غذائهم اليومي.

### الصناعة
القطاع الصناعي هو حجر الزاوية في السلطنة على المدى الطويل إستراتيجية للتنمية (1996-2020) لتنويع مصادر الدخل القومي وتقليل الاعتماد على النفط، بل هي أيضًا قادرة على مساعدة لمواجهة سلطنة عمان التنمية الاجتماعية احتياجات وتوليد أكبر القيمة المضافة للموارد الوطنية من خلال معالجتها في المنتجات المصنعة.
السابع خطة التنمية الخمسية يخلق الظروف المواتية لمناخ استثماري جاذب، وتوفير إستراتيجية للقطاع الصناعي بهدف تطوير تكنولوجيا المعلومات والصناعات الاتصالات السلكية واللاسلكية. في واحة المعرفة مسقط تم تعيين معقدة وتوسعت، والشركات العمانية على تطوير قدراتهم التكنولوجية من خلال التعاون مع مختلف المؤسسات اليابانية والألمانية.
هناك الصناعة ق في صحار، صور وصلالة ونزوى والبريمي توفير الصناعات ذات الموارد للتوسع. توفير الغاز الطبيعي للمدن الصناعية في صحار وصلالة، تساعد على تعزيز التوسع في تلك الصناعات التي تعتمد على كميات كبيرة من الطاقة، ويعطي إعفاءات ضريبيّة كحافز لتشجيع توسع والتطور، مع القطاع الصناعي من المتوقع أن تساهم بنسبة 15% إلى الناتج المحلي الإجمالي في البلاد بحلول عام 2020.

### الصناعات والحرف في عمان
حرص العُمانيون عبر التاريخ على أن يستفيدوا من كافة الإمكانات الطبيعية التي حباها الله بها، والتي ميز الله بها أرضهم وبلادهم، سواء من ناحية الموقع الجغرافي أو الثروة المائية أو المعدنية أو غير هذا وذاك، فلم يقتصر نشاطهم على الزراعة والتجارة، وإنما شمل الصناعة أيضا، فشهدت أرضهم قيام صناعات عديدة، تدل كلها على مهارة الإنسان العماني وقدرته على تسخير موارد الطبيعة لصالحه ومنفعته. اختلف العمانيون عن الخلفية البدوية التي سادت الأقاليم الصحراوية آنذاك، فبينما كره البدو العمل اليدوي إذا بالإنسان العُماني الذي يمثل المجتمع الحضري المستقر، يعبر عن مهاراته المتنوعة في استغلال خيرات البيئة التي حباه الله بها، بعضها قام على أساس ما في باطن الأرض من ثروات معدنية، والبعض الآخر على أساس ما تفيض به بيئته من إنتاج زراعي، هذا في حين يمثل القسم الثالث صناعات إرتبطت بالنشاط البحري.

### الصناعات المعدنية
نبغ العمانيون في الصناعات المعدنية منذ القدم، وبصفة خاصة في صناعة النحاس والحديد والفضة،

#### النحاس
وقد اشتهرت سلطنة عُمان بالنحاس منذ أقدم العصور، حتى عرفت أرضها بأرض النحاس. وترجح الدراسات الحديثة أن عمان هي المقصودة باسم ماجان الذي أطلقه السومريون القدامى على البلاد التي يجلبون منها النحاس. كما أثبتت البحوث الحديثة التي أجريت في عمان أن النحاس كان ينتج على نطاق واسع في عمان منذ أربعة آلاف سنة. واستمر إنتاج النحاس على نطاق واسع في العصور الإسلامية، بدليل أن مخلفات الخبث الناتجة عن صهر النحاس، والتي اكتشفت بكميات ضخمة في جبال عُمان، وتشتهر المصنوعات النحاسية العمانية بدقة صناعتها وجمال أشكالها وتناسق أجرائها، وقد استخدم النحاس في صناعة كثير من الأدوات، وخاصة المنزلية، كالمباخر والطشوت والأباريق والدلّات (أباريق القهوة) وغيرها.

#### الصناعات الحديدية
للحديد أهمية كبيرة للإنسان في السِلم والحرب سواء، ولم تكن الصناعات الحديدية أقل شأنا في عُمان، فقد اشتهرت عُمان بصناعة السفن، فإن الأدوات المستخدمة في تلك الصناعة- والتي استخدمها النجّارون في قطع الأخشاب وغيرها- كانت من الحديد، وكذلك الأدوات الزراعية التي استخدمها المزارعون في إعداد الأرض وريّها، صنعت من الحديد. ودخل الحديد في المنشآت والعمائر، فكانت منه النوافذ والأبواب، فضلاً عن كثير من أدوات الاستعمال المنزلية واليومية، وبخاصة المقادح التي استعملت في قدح الحجر وإشعال النار، يُضاف إلى ذلك استخدام الحديد في صناعة كثير من معدات الحرب مثل الدروع المصفحة والسيوف والرماح. وكان صهر الحديد لتشكيله يتم في الكور، وهو مجمرة الحداد التي توقد فيها النار، وينفخ فيها بالملهاب (المنفاخ).

#### صناعة الفضة
صناعة الفضة من أقدم الصناعات وأجملها التي اشتهرت بها عمان. فمن الفضة صنعت أجمل الأدوات والأسلحة فضلا عن الخناجر ومقابض السيوف، والمباخر والأباريق، وأدوات الزينة والقلائد والأساور والخلاخل والخواتم والمكاحل. واستخدمت الفضة في تغليف الصناديق والعلب التي استعملت في حفظ النقود والحُلي وأحيانا في تغليف المصاحف.
وقد اشتهرت ظفار المنطقة الجنوبية من عمان بصناعة الفضيات من الجواهر والحُلي، وتختلف صناعة الفضيات في ظفار عن غيرها من مناطق عمان من حيث التصميم والشكل، وهي في أشكالها أقرب إلى الحُلي يمنية الصنع، ففي المنطقة الجنوبية يدخل الخرز الملوّن في صناعة الحُلي كثيرًا، ومن أكثر الخرز الملوّن استخدامًا الخرز القرمزي والأخضر أو المرجاني، بالإضافة إلى الخرز المصنوع من البلاستيك. إن كثرة وجود الخرز المستخدم في تلك الحلي يؤكد على تأثر الصناعة الفضية في جنوب عمان بحُلي إفريقية الشرقية، ومن المحتمل أنها قد انتقلت إلى المنطقة العمانية الجنوبية عن طريق موجات الهجرات الزنجية من زنجبار، ومما يثير الاهتمام في هذا الجانب تشابه تلك الحلي في تصميمها مع الحلى الهندية في القرن التاسع عشر.
ومن أبرز الحُلي الفضية التي تشتهر بها منطقة ظفار السلاسل السميكة ذات الوصلات الدقيقة المعقدة والمميزة، وهي التي تلبسها سيدات المنطقة الجنوبية حول أكتافهن وتحت سواعدهن وتسمى (المسنجد)، وتعبر آية فنية في غاية الجمال.

### التجارة

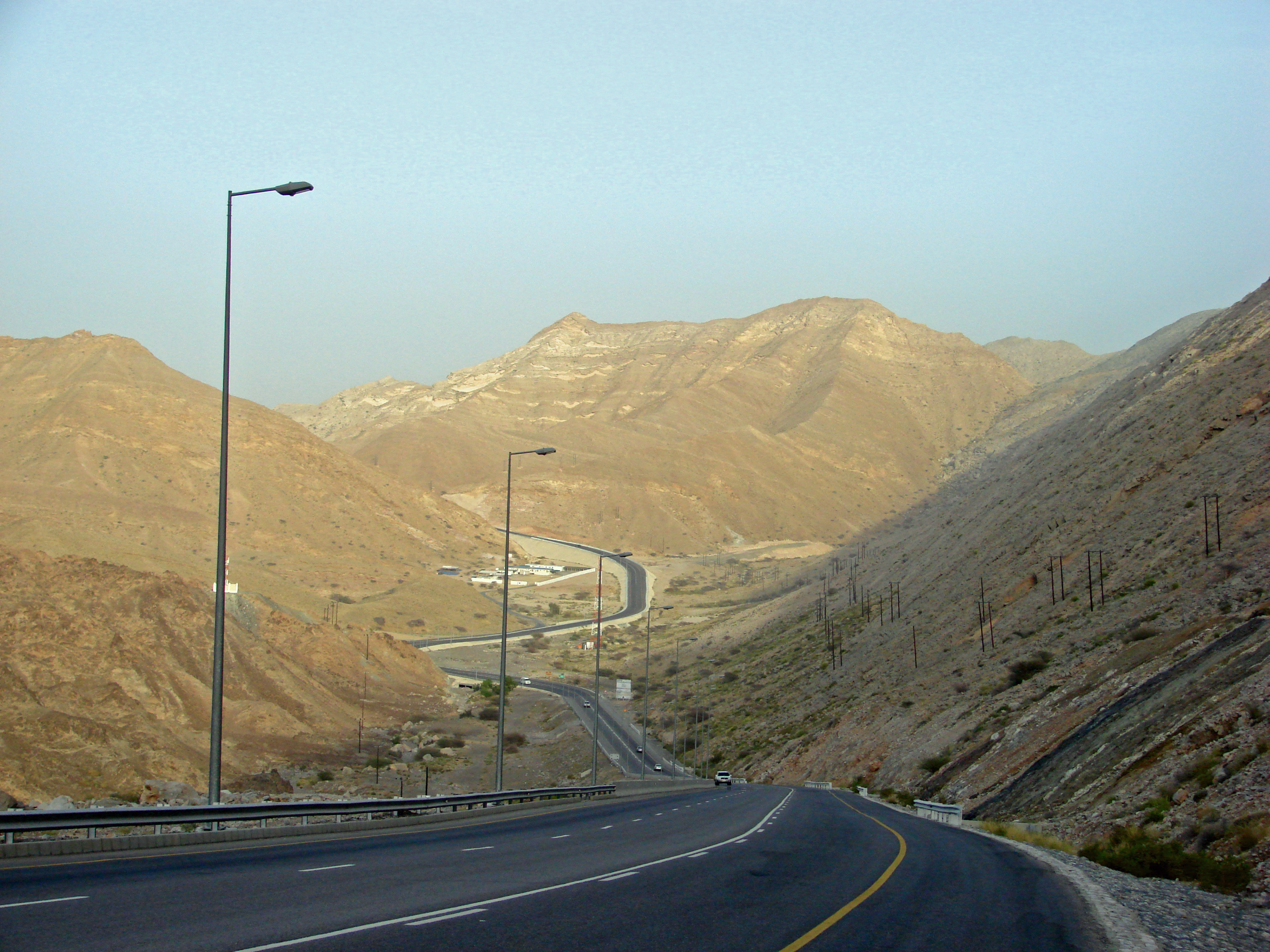
شبكة الطرق في عمان.

كان لاستقرار الأمن والنظام، ووجود شبكة جيدة من طرق المواصلات؛ الفضل في تقدم التجارة الداخلية، حتى أصبح عدد المشاريع التجارية 8,389 عام 1996 م، اشتملت على مشروعات فردية وشركات تضأمنية وشركات محدودة المسؤولية وشركات مساهمة عامة. من بين هذه المشروعات 4822 مشروعًا خارج العاصمة و 3,567 مشروعًا في مسقط كما وتملك السلطنة صندوق الاحتياطي العام بأصول تقدر بأكثر من 8 مليارات دولار.
بلغ الناتج الوطني الإجمالي للسلطنة عام 1995 م، 52,888 مليون ريال عماني. وهو يتكون من مجموعتين كبيرتين هما:-
- أولًا: قطاعات غير نفطية (3,250,6 مليون ريال عماني أي 61,5%).
- ثانيا: قطاعات التعدين (2,038,2 مليون ريال عماني، منها 16,087 نفط والباقي غاز طبيعي. أي 385%).

إجمالي الإيرادات. بلغ إجمالي الإيرادات في ميزانية عام 1996 م 1934 مليون ريال عماني. أي أكثر من خمسة مليارات دولار، على أساس 76,2% من النفط (3,876 مليار دولار) والباقي من المنتجات الأخرى.
التجارة الخارجية عام 1995 م. مجموع الصادرات 2,332 مليون ريال عماني. (6,133 مليون دولار) مقسمة على الوجه التالي:-
- 1,828,2 مليون ريال عماني نفط
- 41,9 مليون ريال عماني معادن ومنتجات معدنية
- 34,98 مليون ريال عماني حيوانات حية
- 32,64 مليون ريال عماني منسوجات
- مجموع الواردات 16,332 مليون ريال عماني. أي (42,953 مليون دولار)، وتتمثل في الآلات والمعدات الثقيلة والمركبات والكيميائيات والإلكترونيات والمشروبات والتبغ والنباتات الصناعية والمواد الغذائية والحيوانات الحية.
- ومن أهم الدول التي تستورد نفط عمان اليابان ودول غرب أوروبا. أما الدول التي تستورد منها عُمَان متطلباتها ففي مقدمتها دولة الإمارات العربية المتحدة (23,8%) لقربها واتصالها البري ولتعدد موانئ الاستيراد فيها، اليابان (15,7%)، المملكة المتحدة (10,5%)، الولايات المتحدة (6,5%)، ألمانيا (5,1%) ثم بقية دول العالم.

تُعد سلطنة عمان من الدول الأكثر نموا في العالم. بلغت معدلات نمو أكثر من 6.5 لمدة زادت على 25 عاما
يشكّل القطاع النفطي الركيزة الأساسية لإيرادات السلطنة حيث يسهم ب 87% من الموازنة العامة ( 67% للنفط و 11% للغاز)
- العجز المتوقع لموازنة عام 2009 م: 2,1 مليار دولار وهو رقم يعتبر في حدود السيطرة برأي الاقتصادييّن.
- التضخم: بلغ معدل التضخم 9,4% حسب آخر بيانات رسمية بيناير 2009.
- العملة: الريال العماني = 2.59 دولار أمريكي (386 بيسة من الريال دولار أمريكي واحد)
- إجمالي الدخل القومي: 15,641.3 مليون ريال عماني (إحصاء عام 2007 م)
- إجمالي الناتج المحلي: 16,010.3 مليون ريال عماني (إحصاء عام 2007 م)
- نصيب الفرد من إجمالي الدخل القومي: 5,702.3 ريال عماني (إحصاء عام 2007 م)
- متوسط إنتاج النفط اليومي من النفط: 810 ألف برميل (أوائل 2009 م)

### صناعة الغزل والنسيج
قامت صناعة الغزل والنسيج على أساس الإنتاج الحيواني والزراعي. وقد أشار ابن بطوطة الذي زار عُمان في القرن الثامن الهجري-الرابع عشر للميلاد- إلى أن مدينة ظفار كانت مركزاً هاما لصناعة الحرير والقطن والكتان. إشتهرت عمان بمراعيها التي استوعبت أعدادا كبيرة من الأغنام والماعز، وهذه كانت تصنع من صوفها وشعرها الخيام والبسط والمفارش والمنسوجات. وقد شاركت المرأة العمانية بدور رئيسي في صناعة النسيج، سواء غسل الصوف ونفشه وتلوينه أو صناعته، واستخدمت في ذلك الأنوال اليدوية التقليدية.

#### صناعة المنسوجات القطنية
قامت صناعة المنسوجات القطنية على أساس محصول القطن، الذي عُرفت عُمان بزراعته منذ العصور القديمة. وكانت عملية غزله ثم نسجه تتم بواسطة مغازل وأنوال يدوية مصنوعة من الخشب، والغالب على هذه الصناعة أنها كانت منزلية. وفي العصور الإسلامية اشتهرت المنسوجات العمانية من القطن برقتها وجمالها، وثبات ألوانها وجودة صبغها، حتى أنها كانت تصدر إلى كثير من البلاد المجاورة وغير المجاورة. ومن أشهر هذه المراكز كانت صحار ونزوى.

#### صناعة الجلود
على أساس المراعي وتربية الحيوان، إزدهرت صناعة الجلود في عمان. وقد أكثر العمانيون من تربية الماعز، وبخاصة في السهول الساحلية، واستفادوا من شعرها وجلودها، فضلاً  عن لحومها وألبانها، وكانت الجلود تجفف وتدبغ بطريقة خاصة، ثم تستخدم في كثير من الصناعات، مثل القرب المستخدمة في حفظ الماء، والأحزمة، والنعال، والتروس، والدروع والخوذات، والسروج، وأكياس النقود.

#### صناعة الخوص والحصر والسلال
من الصناعات اليدوية الشهيرة التي ازدهرت بها عُمان، صناعة الخوص والحصر والسلال. وكانت هذه الصناعات- مثل غيرها ـ وراثية، يتوارثها الخلف عن السلف، ويأخذها الابن عن أبيه، وكان الحصير يصنع من  نبات بري يقطع من الوديان، ويغسل ويجفف، ثم يربط في شكل حزم، وعند تصنيعه يندى بالماء. أما السلال فتصنع من سعف النخيل، بعد وضعه في الماء مدة قصيرة لتليينه، ومن السعف كانت تصنع أيضا السلال والمراوح.

### صناعة الفخار
صناعة الفخار كان لها شأن كبير في عمان منذ أقدم العصور، وهناك نماذج جميلة لأواني وقدور وجرار، ومجامر، ومباخر، كلها مصنوعة من الفخار، بعضها يرجع إلى ما قبل الإسلام، والبعض الآخر يرجع إلى العصور الإسلامية. وتثبت هذه الأواني أن عمان كانت دائما مركزا هاما للتجارة والعلاقات الحضارية بين دول المنطقة، إذ تظهر على تلك الأواني مؤثرات سومرية، وفارسية، وإفريقية واضحة.

### صناعات أخرى
عرفت عمان في العصور الإسلامية صناعات أخرى صغيرة مثل صناعة شباك الصيد، والصناعات المرتبطة بالأصداف والمحار، وغيرهما مما يستخرج من البحر، ويتفق مع ظروف البيئة.

## حقوق الإنسان
تولي حكومة سلطنة عُمان منذ بداية عهد النهضة المباركة في عام 1970م إهتمامًا بالغًا بالإنسان العُماني وتسعى جاهدة لرفده بكل ما يحتاج بهِ في شتى المجالات الاقتصادية والاجتماعية والثقافية، فهو هدف خطط التنمية المتواصلة، والركيزة الأساسية للبناء والتطوير، وقد أكّد السلطان قابوس بن سعيد على تنمية الموارد البشرية وصقلها وتدريبها، كما تحرص حكومة السلطنة على ضمان حصول المواطن العُماني على كافة حقوقه مستمدة ذلك من تعاليم الدين الإسلامي الحنيف، والنظام الأساسي للدولة، الذي جاء مؤكدًا ومرسخًا لحقوق الإنسان في السلطنة، وتقوم الحكومة بجعلها واقعًا ملموسا في حياة المواطنين في كل شبر من هذا الوطن.
وفي هذا الإطار تواصلت خطوات الاهتمام بالإنسان العُماني التي بدأت منذ اللحظة الأولى للنهضة المباركة، عبر توفير الخدمات الأساسية، وتطوير البنية الأساسية، والتأهيل والتدريب وصقل المواهب، وتوفير حياة هانئة كريمة، تبع ذلك إصدار النظام الأساسي للدولة، وإنشاء مجلس عُمان الذي يتكون من مجلس الشورى، ومجلس الدولة، ثم منح مجلس عُمان الصلاحيات الرقابية والتشريعية، وتوجت السلطنة إهتمامها بالإنسان العُماني بإنشاء اللجنة الوطنية لحقوق الإنسان التي أُنشئت بالمرسوم السلطاني السامي رقم (124 / 2008).

### اللجنة الوطنية لحقوق الإنسان
أُنشئت اللجنة الوطنية لحقوق الإنسان بموجب المرسوم السلطاني رقم (124 / 2008) الذي حدد اختصاصاتها، وقد باشرت فور تأسيسها ممارسة مهامها وإختصاصاتها، ودشنت اللوائح والأُطر العامة التي تنظم أعمالها.

### تشكيل اللجنة
تتشكل اللجنة الوطنية لحقوق الإنسان من أربعة عشر عضوًا، عضو من مجلس الدولة، وعضو من مجلس الشورى، وعضو من غرفة تجارة وصناعة عُمان، وعضو من الاتحاد العام لعمال السلطنة، وعضو من العاملين في مجال القانون، وثلاثة أعضاء من الجمعيات الأهلية، وعضو من وزارة الخارجية، وعضو من وزارة الداخلية، وعضو من وزارة التنمية الاجتماعية، وعضو من وزارة العدل، وعضو من وزارة القوى العاملة، وعضو من وزارة الخدمة المدنية. ويتم تعيين الأعضاء بموجب مرسوم سلطاني، يحدد فيه الرئيس ونائبه، وتكون مدة العضوية في اللجنة ثلاث سنوات قابلة للتجديد لمدة أو لمدد أخرى مماثلة.

### الأعضاء
يمارس أعضاء اللجنة الوطنية لحقوق الإنسان المهام التي حددها قانون إنشاء اللجنة ولائحتها الداخلية وتتمثل أهم هذه المهام في صياغة رؤيا ورسالة اللجنة، وتحديد الأهداف التي تسعى لتحقيقها، واختيار الأمين العام عند بدء فترة عمل اللجنة، كما يحضر الأعضاء جلسات اللجنة واجتماعات لجانها الفرعية ويمكنهم طرح مختلف الموضوعات للمناقشة، والاشتراك في مناقشات اللجنة في الجلسات الرئيسية، وفي اجتماعات لجانها الفرعية، ولهم حق الإطلاع على محاضر اللجنة واللجان الفرعية الأخرى.

### اللجان الفرعية
تتكون اللجنة الوطنية لحقوق الإنسان من أربع لجان فرعية رئيسية، حيث يجوز بقرار من اللجنة تشكيل لجان فرعية رئيسية بما يتفق وطبيعة اختصاصاتها ولعضو اللجنة حرية اختيار اللجنة الفرعية التي يرغب في الانضمام إليها على أن لا يخل ذلك بمتطلبات العمل في تلك اللجان من حيث العدد والفاعلية، ويجوز للعضو الانضمام لأكثر من لجنة فرعية ويكون لكل لجنة فرعية رئيس يختاره الأعضاء من بينهم، وتتوزع الاختصاصات بين اللجان الفرعية كالآتي:-
- (اللجنة القانونية): تساهم اللجنة القانونية في إعداد ودراسة مشروعات اللوائح الخاصة باللجنة، وتشارك في إعداد مشاريع التقارير المتعلقة بحماية حقوق الإنسان وحرياته الأساسية، والتحقق من مدى صحة البلاغات والشكاوى المحالة إليها، وإعادتها مشفوعة بالرأي القانوني للجهة المحال منها، وتقوم اللجنة القانونية بتقديم الرأي والمشورة القانونية في الموضوعات المحالة إليها من اللجنة أو اللجان الفرعية الرئيسية أو المؤقتة وتعد الدراسات القانونية في مسائل حماية حقوق الإنسان وحرياته الأساسية بما يسهم في تطوير التشريعات القائمة.
- (لجنة الرصد وتلقي البلاغات): تقوم لجنة الرصد وتلقي البلاغات بمتابعة الانتهاكات أو التجاوزات الخاصة بحقوق الإنسان وحرياته الأساسية سواء أكانت من داخل السلطنة أو من خارجها، واستيفاء كافة المعلومات والمستندات الأساسية حولها، كما الدراسة المبدئية للبلاغات والشكاوى للوقوف على جديتها ومدى تطابق مضمونها مع اختصاصات اللجنة ثم ترفع ما تتوصل إليه بشأن الموضوعات المعروضة عليها إلى مكتب اللجنة بعد أخذ رأي اللجنة القانونية فيما يتعلق بالبلاغات والشكاوى، بالإضافة إلى أنها تقوم بإرشاد مقدمي البلاغات إلى الإجراءات الواجب إتباعها لحل موضوعاتهم الخارجة عن اختصاصات اللجنة، والقيام بزيارات ميدانية متى تطلب البلاغ، بالإضافة إلى أية مهام أخرى تكلف بها.
- (لجنة العلاقات والمنظمات الدولية): تختص لجنة العلاقات والمنظمات الدولية بدراسة التقارير الصادرة من المنظمات والجهات الدولية في شأن حماية حقوق الإنسان وحرياته الأساسية في السلطنة، وتلخيصها وتصنيفها واقتراح معالجة ما يدخل منها في اختصاص اللجنة، ومتابعة ما ينشر دوليًا عن حالة حقوق الإنسان وحرياته الأساسية، ومتابعة التعاون مع المنظمات والهيئات الدولية المعنية بحماية حقوق الإنسان وحرياته الأساسية.
- (لجنة الإعلام والتوعية): تقوم لجنة الإعلام والتوعية بمتابعة ما ينشر محليًا عن حالة حقوق الإنسان وحرياته الأساسية في السلطنة، والإشراف على حملات التوعية والزيارات الميدانية للجامعات والمدارس وغيرها بهدف التعريف باللجنة وإختصاصاتها وتعزيز التواصل بين اللجنة وأفراد المجتمع، وتقوم بتعزيز التعاون مع وسائل الإعلام لنشر ثقافة حماية حقوق الإنسان وحرياته الأساسية، والإشراف على إصدار المطبوعات والكتيبات والمطويات والدراسات الخاصة بحماية حقوق الإنسان وحرياته الأساسية، وتنظيم أنشطة وفعاليات محلية بالإشتراك والتعاون مع الجهات المعنية المختصة بحماية حقوق الإنسان وحرياته الأساسية.[81]

### انتقادات
لا يختلف وضع الحريات وحقوق الإنسان في سلطنة عمان كثيرًا عن الحال في العالم العربي، فالدول العربية لا تشترك في أمر قدر اشتراكها في التضييق على هامش الحريات ومصادرة الحقوق وملاحقة الناشطين الحقوقيين والسياسيين. التقارير الدولية المعنية بتوثيق ومراقبة أوضاع الحريات وحقوق الإنسان حول العالم تُصنف الدول العربية في آخر قائمة الدول التي تحترم الحقوق والحريات. ففي تقرير مؤسسة بيت الحرية Freedom House لوضع الحريات حول العالم للعام 2015 حافظت الدول العربية على وضعها المعتاد في خانة الدول غير الحرة باستثناء تونس التي انتقلت إلى خانة الدول الحرة.
في التقرير ذاته نجد أن الوضع في عُمان لم يشهد أي تحسن على مدى السنوات العشر الماضية حيث استمرت السلطات في ملاحقة نشطاء حقوق الإنسان واعتقالهم وفي التضييق على حرية التعبير. أما منظمة مراسلون بلاحدود المعنية بالدفاع عن حرية الصحافة حول العام فقد صنفت عُمان في المرتبة 127 (ضمن 180 دولة) تضمنها تقرير المنظمة للعام 2015، وهو التصنيف الذي يضع هذا البلد العربي الخليجي ضمن البلدان التي لا تتمتع فيها الصحافة بأي هامش للحرية. منظمة العفو الدولية وجهت، في تقريرها السنوي لأوضاع الحريات حول العالم والذي غطى العام 2014/2015، انتقادات لسلطنة عُمان تتعلق بقانون الجنسية العماني الجديد الذي صدر في شهر أغسطس/آب 2014 2015 والذي نُظر إليه بوصفه سلاحا جديدا قد تستخدمه الحكومة لمعاقبة معارضيها السياسيين بسحب الجنسية عنهم، حيث نص القانون على أن “تسقط الجنسية العمانية عن المعتنقين لأفكار (مضرة) والمحكومين في قضايا تمس أمن الدولة، كما شمل إجراء السحب الرافضين لتلبية مطالب الحكومة بالتوقف عن العمل لحساب دول أجنبية أو العمل لصالح دول معادية”. وكانت الإمارات والكويت والبحرين قد سبقت عُمان في إصدار قوانين مشابهة.
بعيدًا عن تقارير المنظمات الدولية، التي طالما نُظر إليها محليًا باعتبارها أدوات غربية لا تراعي خصوصيات الثقافة العربية الإسلامية ولا معايير العمل المحلي، تنتقد منظمات حقوقية عربية ممارسات السلطات العُمانية ضد ما يوصف بانتهكات حقوق الإنسان المستمرة. المنظمة العربية لمعلومات حقوق الإنسان انتقدت اعتقال سلطات الأمن في عُمان عدد من ناشطي الإنترنت بتهم تتعلق بـ”إهانة السلطان” و”النيل من هيبة الدولة”. مركز الخليج لحقوق الإنسان اتهم في تقرير له سلطات الأمن في عُمان باستهداف حركة حقوق الإنسان في هذا البلد وبصورة منظمة، بهدف تفكيك وإنهاء هذه الحركة، عبر سياسة ممنهجة يتم من خلالها التضييق على نشطاء حقوق الإنسان وملاحقتهم واعتقالهم. في هذا السياق أشار تقرير المركز إلى استدعاء سلطات الأمن للعدد من مدافعي عن حقوق الإنسان وحجزهم بعيدا عن العالم الخارجي.
وتيرة التضييق والملاحقات ضد نشطاء حقوق الإنسان بقيت حذرة ولا يُلجأ إليها إلا في حالات قصوى، حتى انفجار الاحتجاجات الشعبية الواسعة في فبراير/شباط 2011، ضمن موجة ما عُرف بثورات الربيع العربي، مع هذه الأحداث وما صاحبها ولحقها من علاقة متوترة بين الشارع والسلطة، صّعدت السلطات الأمنية من وتيرة التضييق والاعتقال ولأسباب مختلفة، مثل الإخلال بالأمن العام، والإضرار بالممتلكات العامة واهانة شخص السلطان، وقد وثّق المرصد العماني لحقوق الإنسان الكثير من هذه الممارسات. وتيرة التضييق والاعتقالات المتصاعدة منذ العام 2011 قلّصت الفارق بين عُمان وغيرها من الدول العربية، ما جعل سجل عُمان الحقوقي لا يختلف كثيرا عن سجل الدول الأخرى المعروفة بقمعها المباشر للأصوات الناقدة والمختلفة.
في 2012 قامت السلطة بشن حملة اعتقالات واسعة على عدد كبير من المثقفين والناشطين وصل العدد قرابة 40 مواطن وكانت أبرز التهم المساس بذات السلطان والتجمهر من أجل التحريض وتراوحت الأحكام بين 6 أشهر وسنة ونصف. في 10/10/2013 صدر حكم على البرلماني السابق د. طالب المعمري بالسجن 4 سنوات بتهمة التحريض للنيل من مكانة الدولة وتهمة التجمهر من أجل الإخلال بالنظام العام. في 8 مارس 2014 حكمت المحكمة الابتدائية على الناشط سعيد جداد (أبوعماد) وقضت بمعاقبته بالسجن لمدة ثلاث سنوات بتهمة النيل من هيبة الدولة، والتحريض على التجمهر، واستخدام الشبكة المعلوماتية في نشر ما من شأنه المساس بالنظام العام. في 17 يوليو 2015 خرج الكاتب محمد الفزاري رئيس تحرير مجلة موطن من عمان كلاجئ سياسي إلى بريطانيا بعد ما حجزت السلطة وثائقة الشخصية، الجواز والبطاقة، لأكثر من 8 أشهر وتعرضه للضغوطات والسجن لأكثر من مرة سبقه في هذه الخطوة الناشط خلفان البدواوي والكاتب نبهان الحنشي مدير المرصد العماني لحقوق الإنسان.
لكن ثمت أصوات في عُمان، داخل السلطة وخارجها، ترى أن سجل حقوق الإنسان والحريات في هذا البلد الخليجي ما يزال “نظيفا” مقارنة بسجل دول عربية أخرى، حيث لا يوجد في عُمان، سجناء سياسيون ولا سجناء رأي يقبعون عشرات السنين خلف قضبان السجون. وتدلل هذه الأصوات على موقفها الإيجابي هذا بوجود من أعتُبروا وجوه الحراك الشعبي في 2011 خارج السجن الآن بل وأُعيد معظمهم إلى وظائفهم التي كانوا يشغلونها قبل الأحداث. في السياق ذاته، تعمل اللجنة الوطنية العُمانية لحقوق الإنسان على نشر ثقافة حقوق الإنسان عبر تنظيم سلسلة من الدورات والبرامج التدريبية المتخصصة في المسألة الحقوقية وعبر استيفاد خبراء ومتخصصين من خارج البلاد، بهدف ” توعية المجتمع بحقوقه التي تضمن له الحياة الكريمة، وكذلك توعيته بالحقوق الخاصة المقررة لبعض فئات المجتمع” وفق ما صرح به أمين عام اللجنة الوطنية لحقوق الإنسان “عبيد الشقصي” لصحيفة عُمان.
الحكومة العُمانية التي ترفض تقارير المنظمات الدولية والإقلمية المُنتقدة لما يوصف بممارسات مُخلة بالشرعة الدولية لحقوق الإنسان، تعمل، من جانبها، على تحسين سجلها في مجال حقوق الإنسان، على المستويين المحلي والخارجي. ففي العام 2008 أصدر السلطان قابوس المرسوم رقم (124/ 2008) بإنشاء اللجنة الوطنية لحقوق الإنسان وهي أول هيئة حكومية تُعنى بقضايا حقوق الإنسان في البلاد. تتشكل هذه اللجنة من أربعة عشر عضوا جميعهم يمثلون
هات حكومية باسثناء ثلاثة يمثلون الجمعيات الأهلية، ويتم تعيينهم بموجب مرسوم سلطاني. وبحسب النظام الداخلي وتشكيلة أعضاء اللجنة فإن عملها يتركز أكثر على التعريف بجهود الحكومة في مجال المساواة والعدالة الاجتماعية وحقوق العمال والطفل، وعلى تحسين صورة الحكومة في المحافل الدولية مثل مجلس حقوق الإنسان التابع للأمم المتحدة، لكن هذه اللجنة، وبحكم تكوينها، لن تكون قادرة على الدفاع عن معتقلي الرأي والناشطين الحقوقيين، كما أنها غير مؤهلة للوساطة بين نشطاء حقوق الإنسان العمانيين وبين السلطة لأنها تفتقد للحياد والمصداقية، على الأقل من وجهة نظر نشطاء حقوق الإنسان.

## التعليم
بدأ التعليم النظامي في سلطنة عُمان بمعناه الحديث في العام 1930م حيث أنشئت مدارس محدودة تخضع للتخطيط والإشراف الحكومي وأخذت تدرس مناهج محددة المحتوى ومتعددة المواد ويدرسها معلمون تم تعيينهم من قبل السلطنة ولهذه المدارس إدارة معينة أيضًا، وشكلت هذه المدارس على ندرتها أساس التعليم النظامي في عُمان قبل عام 1970م. وحاليًا يتنوع التعليم في عُمان بين حكومي وخاص كما يوجد مدارس دولية ومدارس التعليم التخصصية وبرنامج لمحو الأمية.

### العلوم والتكنولوجيا

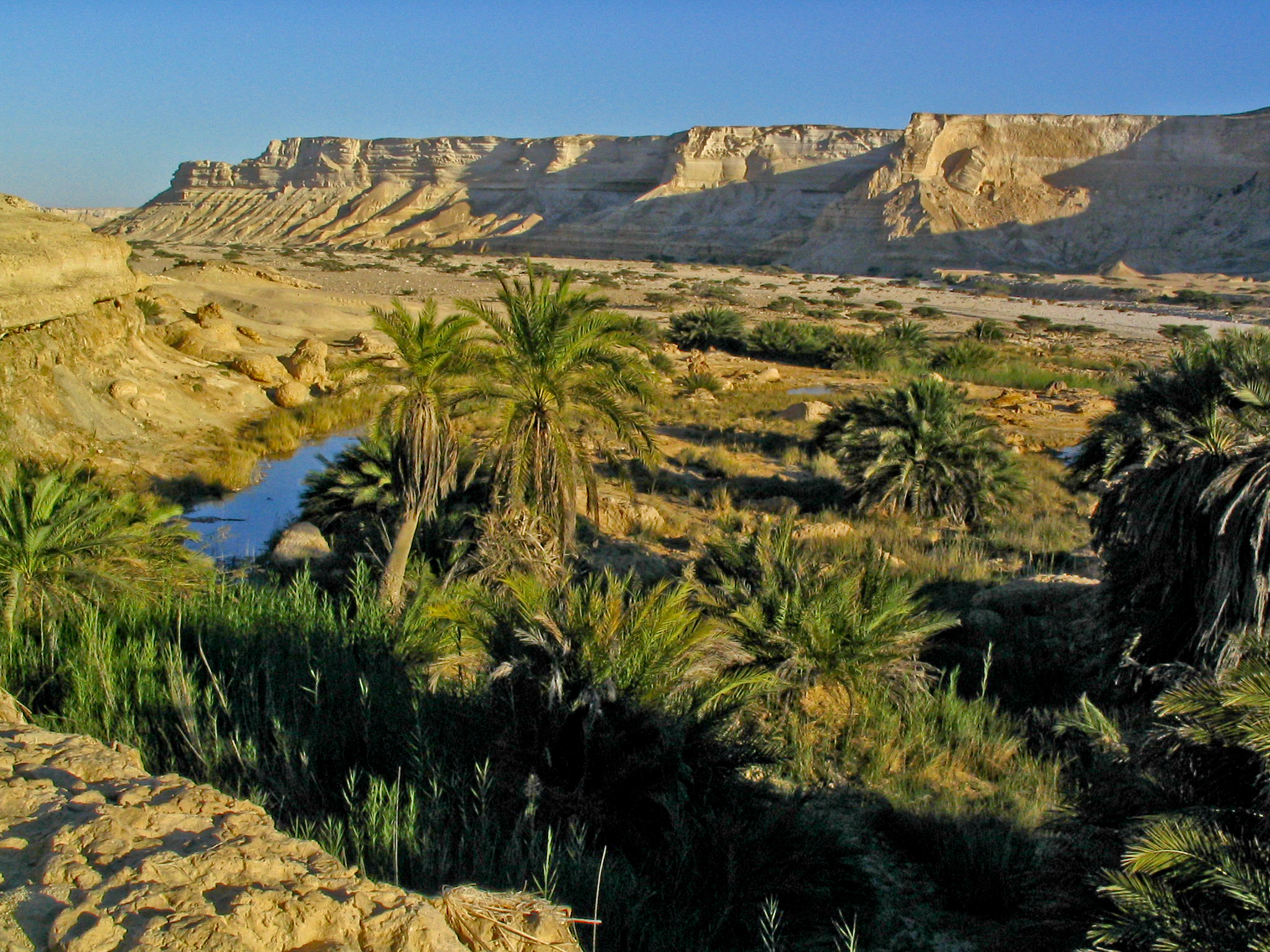
ماء واحة في سلطنة عُمان يوفر مصدرًا مياه الشرب للحيوانات والبشر.

وقد تم ذلك معظم الأبحاث التي أجريت في عُمان بناء على طلب من الحكومة، والزراعة، والمعادن، الموارد المائية، والعلوم البحرية وأثارت أكبر قدر من الإهتمام. جامعة السلطان قابوس، التي تأسست في عام 1986م، وكليات العلوم والطب، والهندسة، والزراعة. في (1987 م - 1997 م)، بلغت نسبة طلاب العلوم والهندسة على 13% من المسجلين الكليات والجامعات.
معهد العلوم الصحية، تحت إشراف وزارة الصحة، وقد تأسست في عام 1982م. مسقط كلية التقنية الصناعية (سميت لاحقًا كلية التقنية العليا)، التي تأسست في عام 1984م، لديها إدارات الحوسبة والرياضيات والعلوم المخبرية، والكهربائية والبناء، والهندسة الميكانيكية. ومتحف التاريخ الطبيعي في سلطنة عُمان، تأسست في عام 1983م، وتشمل معشبة وطنية وجمع قذيفة الوطنية. وتقع جميع هذه المنظمات في مسقط.

### النيازك
الصحراء المركزي العُماني تعد مصدرًا مهمًا من النيازك للتحليل العلمي. ومنذ عام 1999م، وقد وفرت حملات التفتيش في عُمان حوالي 20% من النيازك في العالم. وتشمل هذه النيازك نادرًا من المريخ والقمر. تراكمات نيزك في صحراء وسط أجش تلعب دورًا مهما في زيادة المعرفة للظروف السائدة في النظام الشمسي المبكر.

## الديانة
دين الدولة الرسمي هو الإسلام ويتكون المجتمع العماني من ثلاثة مذاهب المذهب الإباضي ومذهب أهل السنة في جميع أجزاء عُمان بفروعة الفقهية الحنفي والشافعي والحنبلي، وفيها قلة من الشيعة تتركز في بعض المناطق مثل مطرح في محافظة مسقط وولايات الباطنة خاصة التي تقع على الساحل. ويضرب المثل بسلطنة عمان في التسامح المذهبي، والتعايش بين كافة الطوائف، ويرجع ذلك للمبادئ التي تقوم عليها الحكومة من إنصافه بين جميع المواطنين، وكلهم تحت مظلة الإسلام.

### الصناعة والابتكار والبنية التحتية
في الصناعة والابتكار والبنية التحتية، لا تزال سلطنة عُمان تواجه "تحديات كبيرة"، وفقًا لمؤشر الأمم المتحدة لأهداف التنمية المستدامة، الصادر عن عام 2019. سجّلت عمان درجات عالية في معدلات استخدام الإنترنت، واشتراكات النطاق العريض المحمول، والأداء اللوجستي على مستوى العالم. وفي الوقت نفسه، سجّلت عُمان درجات منخفضة في معدل المنشورات العلمية والتقنية وفي الإنفاق على البحث والتطوير. بلغت القيمة الصناعية المضافة إلى الناتج المحلي الإجمالي ما نسبته 8.4% عام 2016، وهو أقل من المتوسط في العالم العربي (9.8%) والمتوسط العالمي (15.6%). ومن حيث نفقات البحث والتطوير إلى الناتج المحلي الإجمالي، بلغت حصة السلطنة في المتوسط 0.20% بين عامي 2011 و 2015، في حين بلغ المتوسط العالمي خلال نفس الفترة 2.11%. تعمل غالبية الشركات في سلطنة عمان في قطاعات النفط والغاز والبناء والتجارة.
| نمو الناتج المحلي الإجمالي غير النفطي | 2015 | 2016 | 2017 | 2018 |
| ------------------------------------- | ---- | ---- | ---- | ---- |
| القيمة (%)                            | 4.8  | 6.2  | 0.5  | 1.5  |

تعمل سلطنة عمان على تجديد وتوسيع البنية التحتية للموانئ في مسقط (عمان) والدقم وصحار وصلالة لتوسيع السياحة والإنتاج المحلي وحصص التصدير. وسّعت السلطنة عملياتها التحويلية من خلال بناء مصفاة ومصنع للبتروكيماويات في الدقم بسعة 230 ألف برميل يوميًا انتهى العمل منها عام 2021. تتم غالبية النشاط الصناعي في سلطنة عمان في 8 ولايات صناعية و 4 مناطق حرة. ويركز النشاط الصناعي بشكل رئيسي على التعدين والخدمات والبتروكيماويات ومواد البناء. أكبر الأعمال في القطاع الخاص هي قطاعات البناء وتجارة الجملة والتجزئة والتصنيع، على التوالي. ويمثل البناء ما يقرب من 48% من إجمالي القوى العاملة، تليها تجارة الجملة والتجزئة، التي تمثل حوالي 15% من إجمالي العمالة والتصنيع، الذي يمثل حوالي 12% من العمالة في القطاع الخاص. ومع ذلك، فإن نسبة العمانيين العاملين في قطاعي البناء والتصنيع منخفضة، حسب إحصاءات عام 2011.
وفقاً لتقرير مؤشر الابتكار العالمي (2019)، سجّلت عُمان "أقل من التوقعات" في مجال الابتكار مقارنة بالدول المصنفة ضمن الدخل المرتفع. احتلت السلطنة عام 2019 المركز 80 من أصل 129 دولة في مؤشر الابتكار العالمي الذي يأخذ في الاعتبار عوامل مثل البيئة السياسية والتعليم والبنية التحتية وتطور الأعمال. الابتكار والنمو القائم على التكنولوجيا والتنويع الاقتصادي يعوقهما النمو الاقتصادي الذي يعتمد على التوسع في البنية التحتية، والذي يعتمد بشكل كبير على نسبة عالية من العمالة الأجنبية "منخفضة المهارات" و"منخفضة الأجر". التحدي الآخر الذي يواجه الابتكار هو ظاهرة المرض الهولندي، التي تؤدي إلى تقييد الاستثمار في النفط والغاز، مع الاعتماد بشكل كبير على المنتجات والخدمات المستوردة في قطاعات أخرى. ومثل هذا النظام المنغلق يعيق نمو الأعمال التجارية المحلية والقدرة التنافسية العالمية في القطاعات الأخرى، وبالتالي يعوق التنويع الاقتصادي. تشير أوجه القصور والاختناقات في العمليات التجارية الناتجة عن الاعتماد الكبير على الموارد الطبيعية و"الإدمان" على الواردات في عمان إلى "اقتصاد يحركه العامل". العائق الثالث أمام الابتكار في عمان هو الهيكل الاقتصادي الذي يعتمد بشكل كبير على عدد قليل من الشركات الكبيرة، مع منح فرص قليلة للشركات الصغيرة والمتوسطة لدخول السوق، مما يعوق المنافسة الصحية على حصة السوق بين الشركات. بلغت نسبة طلبات براءات الاختراع لكل مليون شخص 0.35 في عام 2016، في حين كان المتوسط في المنطقة 1.50، في حين بلغ متوسط البلدان "عالية الدخل" حوالي 48.0 خلال نفس العام.
حلّت السلطنة في المرتبة 69 في مؤشر الابتكار العالمي عام 2023، وتراجعت للمركز 74 في مؤشر عام 2024.

## السياحة

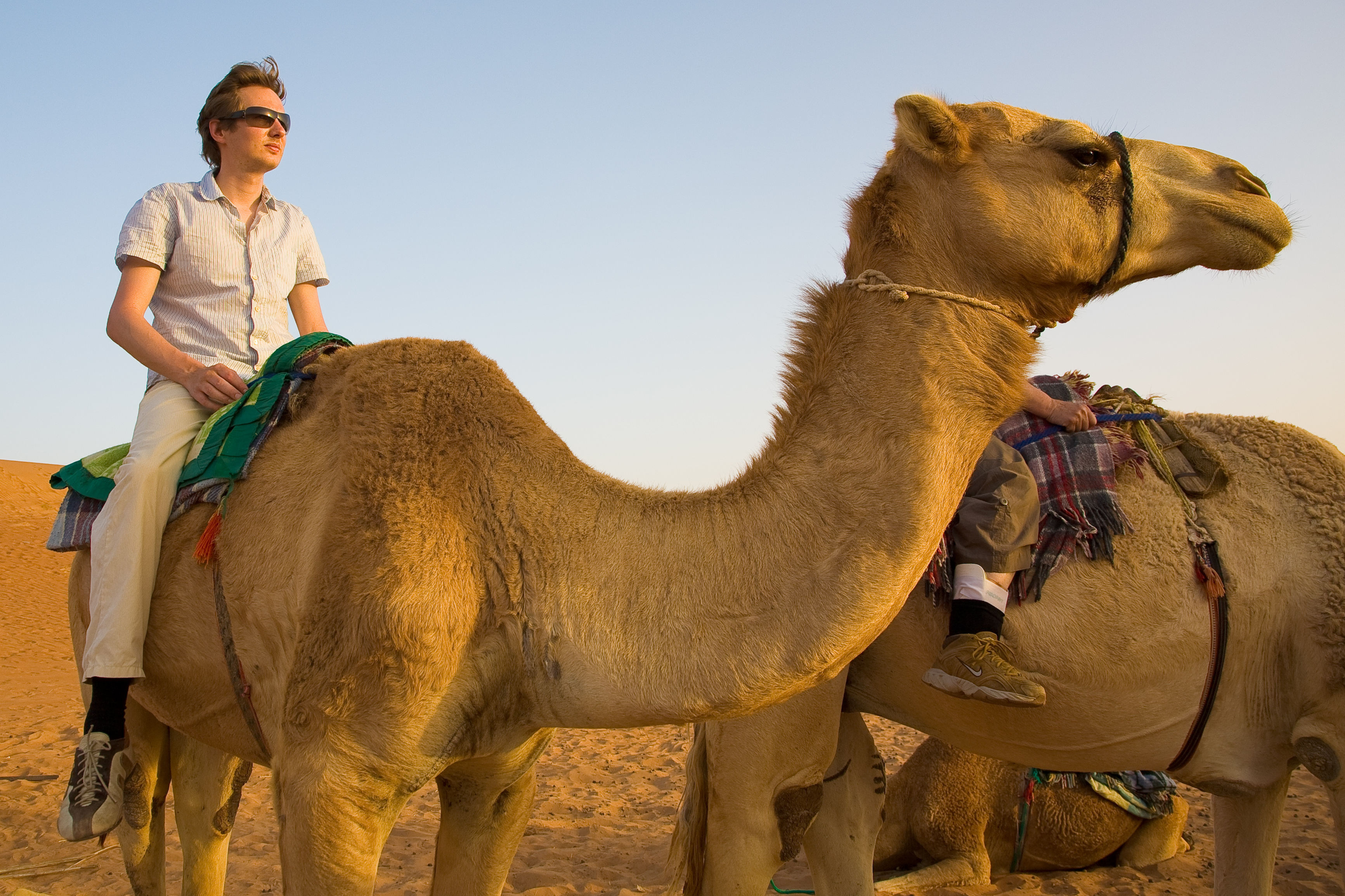
رمال وهيبة

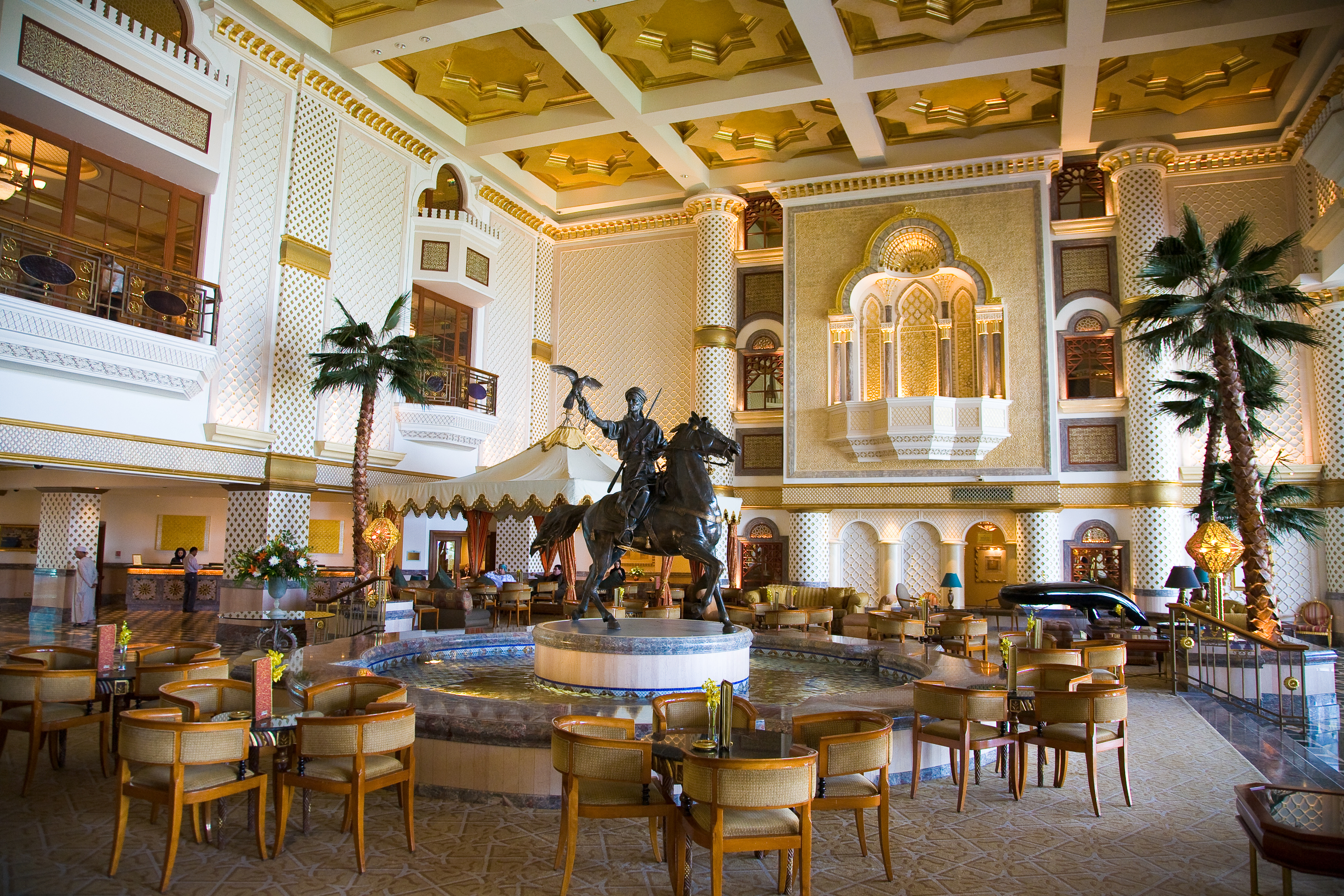
من داخل فندق جراند حياة في مسقط

ومن المعروف عن عمان اشتهارها بالسياحة. حيث الوديان والصحارى والشواطئ والجبال والمناطق التي تجعل من عُمان فريدة من نوعها بين مجلس التعاون المجاورة لها بالنسبة للدول الخليج العربية (GCC) دول (الأودية على وجه الخصوص). بشريط ساحلي يبلغ طوله 3165 كيلومترا (شاملا الأخوار والجزر)، عُمان توفر شواطئ نظيفة شعبية لدى الزوار. قليلة هي شواطئ خاصة، ما عدا البعض المتعلقة على فنادق ومنتجعات الشاطئ، أو تلك الممتلكات المجاورة عسكرية أو رسمية. الأودية الخضراء، واحات خضراء من أشجار النخيل، والأعشاب والزهور. بعض الأودية لها على مدار السنة مياه جارية، مع حمامات، عميقة باردة التي هي آمنة تماما للسباحة إذا التيارات ما زالت بطيئة. (الفلج) هو نظام لتوزيع المياه، ويستخدم عادة لوصف نظم قناة للري في المناطق السفلى من مصادر المياه. وقد بُنيت بعض الإفلاج في عمان منذ أكثر من 1500 سنة مضت، في حين يعمد آخرون بنيت في بداية القرن 20. في كثير من المجالات، ويتحقق من المياه الوحيدة المتاحة من خلال حفر الآبار إلى عمق عشرات الأمتار. [بحاجة لمصدر]
وشملت العديد من الحصون والقلاع في سلطنة عمان بين المعالم الثقافية، وجنبا إلى جنب مع الأبراج والجدران في المدينة، وكانت تستخدم تاريخيا كمعاقل دفاعية أو بحث خارج نقاط، فضلا عن مقاعد السلطة الإدارية والقضائية. هناك أكثر من 500 من الحصون والقلاع، والأبراج في الطرز المعمارية المختلفة، وبنيت للدفاع عن أكثر من 3200 كلم من السواحل من الغزاة المحتملين.
ويمكن الإطلاع على أسواق أخرى في العديد من البلدات في جميع أنحاء البلاد. واحدة من أقدم أسواق أخرى محفوظة في عُمان هي مطرح، على الكورنيش، والتي تتألف من متاهة من الممرات، عُثِر على الذهب والفضة والمجوهرات في وفرة وكذلك المنحوتات الخشبية عديدة، والحلي والتوابل والأدوات التقليدية. السلع المنزلية تشكل الجزء الأكبر من التركيبات. اليوم في منطقة العاصمة لديها أيضا عدد من مراكز التسوق الغربية على النمط الأوروبي، وتقع أساسا في القرم، ولكن أيضا تمتد إلى منطقة الخوير في مسقط، حيث يمكن العثور على مجموعة متنوعة من المحلات التجارية، بدءاً من المحلات إلى سلسلة متاجر. أكبر مركز تسوق في هذا البلد هو مركز مدينة مسقط والذي يتضمن الفرنسية كارفور هايبر ماركت. آخر مول وهي مسقط ومن المتوقع أن يتم افتتاح جراند مول في وقت قريب، وسيكون أكبر مركز تسوق في محلات السوبر ماركت الكبيرة عمان. نحو 10 أخرى هناك في لولو هايبر ماركت اسمه عمان.
وتوجد غيرها من الأنشطة السياحية الأكثر شعبية تشمل التزلج على الرمال في الصحراء، والغوص، وتسلق الصخور، والرحلات، وركوب الأمواج والإبحار، كهف الاستكشاف، ومراقبة الطيور، مصارعة الثيران، وسباقات الهجن. مهرجان الموسيقى صحار يحدث في صحار كل أكتوبر / نوفمبر يجذب السياح أكثر وأكثر كل سنة. مهرجان مسقط، تعقد عادة في شهري يناير وفبراير، مشابه لمهرجان دبي للتسوق، ولكن أصغر في الحجم، حيث تقام الرقصات التقليدية، وحدائق مفتوحة مؤقت، والحفلات الموسيقية تأخذ مكان. حدث آخر شعبي هو مهرجان الخريف الذي عقد في مدينة صلالة، محافظة ظفار، والتي تبعد 1000 كم عن العاصمة مسقط، خلال موسم الرياح الموسمية (أغسطس)، ويشبه مهرجان مسقط. خلال هذا الحدث الأخير الجبال المحيطة صلالة شعبية لدى السياح نتيجة لهذا الطقس البارد والخضرة، نادراً ما وجدت في أي مكان آخر في عُمان.

## الصحة
تتكون منظومة الرعاية الصحية في سلطنة عُمان من ثلاثة مستويات متكاملة الرعاية الصحية الأولية الفعالة، وتقدمها المراكز والمجمعات الصحية والمستشفيات المحلية، وتغطي كافة مناطق ومحافظات السلطنة. الرعاية الصحية الثانوية، وتقمها المستشفيات المرجعية المتوزعة على خارطة السلطنة وهذه تقدم الرعاية الطبية للمشاكل الصحية التخصصية وتوفر رعاية أكثر مهارة وتخصصا. الرعاية الصحية التخصصية عالية التقنية، وتوفرها المستشفيات الكبيرة في محافظة مسقط مثل المستشفى السلطاني ومستشفى خولة ومستشفى النهضة، فيما يعد مستشفى ابن سينا بمحافظة مسقط تخصصيا للأمراض النفسية والعصبية.
وعملت الحكومة على توفير العدد المناسب من القوى العاملة المؤهلة بفئاتها وتخصصاتها المختلفة، ودعم وتنمية القوى العاملة للنهوض بمستوى الخدمات الصحية بالسلطنة، وبنهاية عام 2008 بلغ عدد العاملين بوزارة الصحة نحو 23870 موظفًا يشكل العمانيون منهم نسبة 68% فيما بلغ عدد الأطباء 3620 طبيبًا منهم 1079 طبيبًا عمانيا بنسبة تعيين قدرها 30%، ووصلت النسبة في مجال التمريض 65% إذ يبلغ عدد هيئة التمريض نحو 9250 ممرضا وممرضة. [بحاجة لمصدر]
وتبلغ عدد المستشفيات بالسلطنة 58 مستشفى منها 49 مستشفى تابعة لوزارة الصحة، وبلغ عدد الأسرة نحو 5497 سريرا بمعدل 19.7 سريرا لكل عشرة آلاف من السكان، منها 4605 سريرا تخص مستشفيات وزارة الصحة، أي ما نسبته 83.8% من جملة أسرة المستشفيات بالسلطنة.
كما بلغت جملة مؤسسات الرعاية الصحية الأولية الحكومية في السلطنة 242 مركزًا صحيًا وعيادة ومستوصفا طبيًا منها 197 تديرها وزارة الصحة وتشمل 74 مركزًا صحيًا بأسرّة، و 72 مركزًا صحيًا بدون أسرّة و 21 مجمعا صحيًا و 30 مستشفى محلي.

## العمانيون والبحر
والواقع أن توسع العمانيين في النشاط البحري، تطلب منهم مهارات خاصة في صناعة السفن، على أسس وقواعد سليمة، ولا شك في أن الرحلات البحرية البعيدة التي قام بها العمانيون في البحار والمحيطات تطلب أنواعا من السفن الضخمة الكبيرة التي اشتهرت بصناعتها أحواض بناء السفن في (صور ومدينة مطرح وصحار) وغيرها من موانئ عمان. ومثل هذه السفن تطلبت أنواعا من الخشب الصلب المتين، مثل خشب الساج والفينى والعينى والفنس وغيرها، ولم يكن من الصعب على العمانيين الحصول على هذه الأنواع من الأخشاب، لا سيما وأن علاقتهم التجارية مع الهند كانت قوية متينة، ومنها كانت تجلب الأخشاب اللازمة لصناعة السفن، وفي بعض الحالات وجد العمانيون أن ذهابهم إلى حيث يوجد الخشب اللازم لصناعة السفن - على مقربة من أماكن إنتاجه- أوفر وأسهل من نقل الأخشاب إلى بلادهم. لذلك اختار صنّاع السفن من أهل عمان، الذهاب - في بعض الأحايين - إلى حيث تتوفر الأخشاب الجيدة لصناعة سفنهم هناك.

## الكوارث الطبيعية
يعد أعنف إعصار حدث في السلطنة إعصار جونو عام 2007م الذي ضرب محافظة مسقط وجزيرة مصيرة وأحدث خسائر كبيرة وترك أكثر من 20 قتلى وأضرار مادية عديدة وكثيرة.
- إعصار جونو[114]
- إعصار فيت[115]
- إعصار مكونو[116]
- إعصار شاهين

## الثقافة
على الرغم من أن اللغة العربية هي لغة عمان الرسمية، وهناك من الناطقين بلهجات مختلفة، وكذلك البلوشية (لغة البلوش من بلوشستان الغربية من باكستان وشرق إيران)، وجنوب أفغانستان أو الفروع من جنوب الجزيرة العربية، وبعض المتحدرين من البحارة السندية. تحدث أيضا في عمان هي لغات سامية بعيدة فقط تتعلق العربية، ولكن يرتبط ارتباطا وثيقا لغات سامية في إريتريا وإثيوبيا. كما أن اللغة السواحيلية والإنجليزية تحدث على نطاق واسع في البلاد بسبب العلاقات التاريخية بين عُمان وزنجبار وقد تم الربط بين اللغتين تاريخيا. اللغة السائدة الأصلية هي لهجة من اللغة العربية والبلد كما اعتمدت اللغة الإنجليزية كلغة ثانية. تقريبا كل العلامات وتظهر في كتابات باللغتين العربية والإنجليزية. [بحاجة لمصدر] وهناك عدد كبير أيضا يتحدث الأوردية، وذلك بسبب تدفق المهاجرين الباكستانيين خلال أواخر عام 1980 وعام 1990.

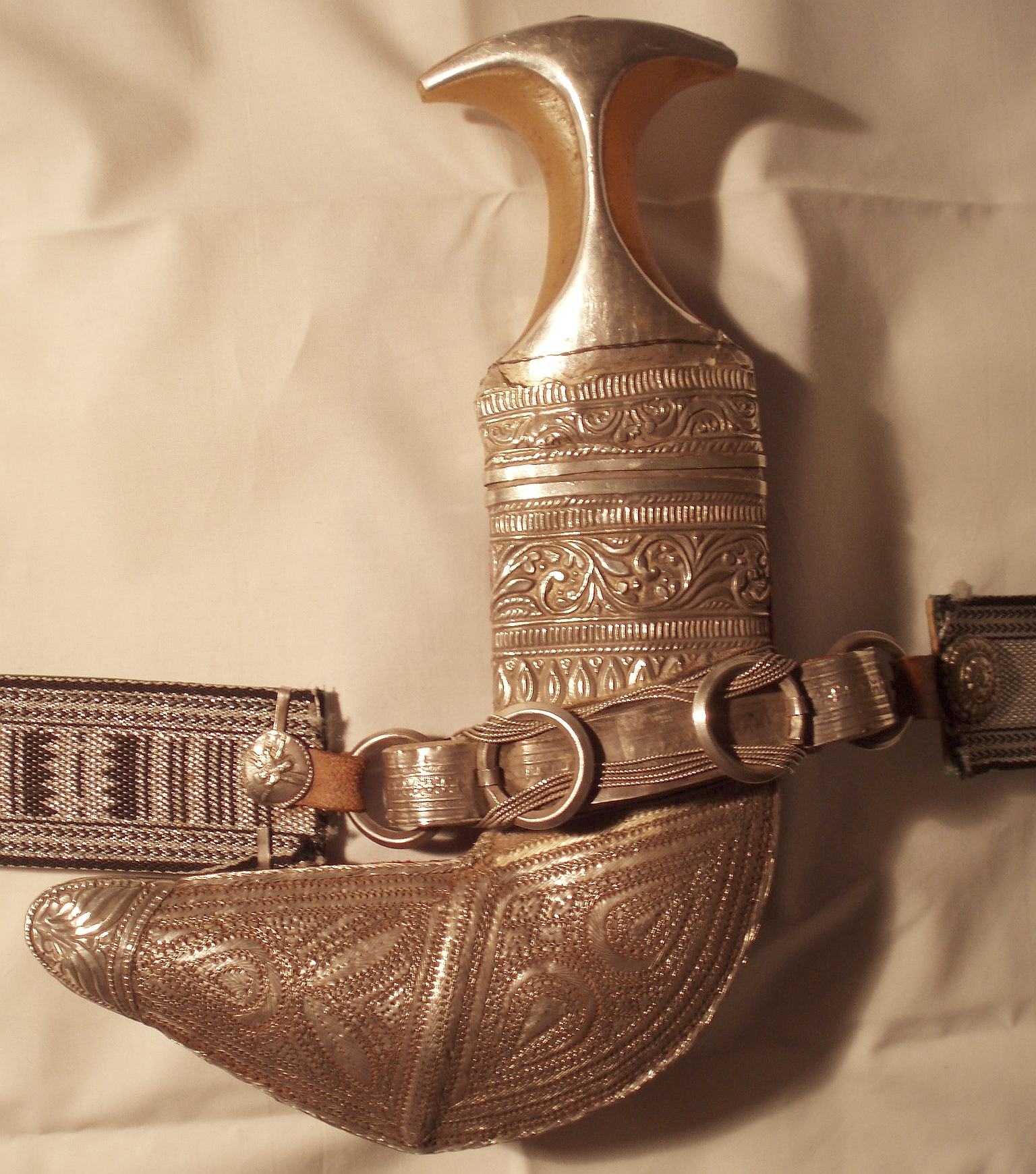
خنجر، سلاح تقليدي من سنة 1924، عمان

تشتهر عُمان السكاكين في الخنجر، والتي هي الخناجر منحني ترتديه خلال الأعياد كجزء من ثوب الاحتفالية. خلال حقبة القرون الوسطى، أصبح الخناجر بشعبية كبيرة كما أنها ترمز البحارة مسلم، وقدمت أنواع مختلفة في وقت لاحق من الخناجر، يمثلون مختلف الأمم الإبحار في عالم مسلم. اليوم، يتم ارتداء الملابس التقليدية من قبل معظم الرجال العماني. ومع رداء ياقة هذه تتكون عادة من طول الكاحل، والدشداشة أن الأزرار في الرقبة مع شرابة المتدلية. تقليديا، سوف تراجع هذه شرابة في العطور.[مبهم] اليوم شرابة هو مجرد جزء تقليدي من الدشداشة، تُعدّ الدشداشة العمانية مظهراً ثقافياً متميزاً للعمانيين، وشددت وزارة التجارة والصناعة وترويج الاستثمار العماني حرصها على إبقاء الدشداشة العمانية بمواصفاتها العمانية، وفي يناير 2022 حظرت وزارة التجارة استيراد الدشداشة العمانية، وذُكر في القرار «حظر استيراد أو تصميم الملابس العمانية التقليدية أو المساس بها أو إجراء أي تعديلات عليها تسيء إلى الهوية العمانية»، وفي فبراير سنة 2022، نقلت وكالة فرانس بريس عن مصدر في الوزارة ذكر مواصفات الدشداشة «أن تكون الدشداشة دون ياقة، وأن تكون حياكة القطع الرئيسة المكونة للدشداشة خارجية وظاهرة للعين، واستخدام قماش من لون واحد».
تقوم النساء بارتداء الحجاب والعباءة. والبعض يغطين وجوههن، والأيدي. والعباءة هي اللباس التقليدي السائد في جميع أنحاء السلطنة، ويأتي حاليا في أنماط مختلفة. وقد حرّم السلطان غطاء الوجه في الجامعات. أما في أيام العطلات، مثل العيد، يرتدين النساء اللباس التقليدي، ويختلف اللباس التقليدي من منطقة إلى أخرى فمثلًا في معظم مناطق السلطنة يكون اللباس التقليدي ذو ألوان زاهية، ويتألف من سترة طول منتصف الساق تحتها البنطلون. أما في محافظة ظفار فيكون اللبس التقليدي عبارة عن ثوب واسع يكون طويلا من الخلف وأقصر من الأمام ويغطي الركب ولذلك أطلق عليه (أبو ذيل) ويأتي على أقمشه وأشكال متعددة حسب نوع المناسبة.[بحاجة لمصدر]

### الفن

احتفالات السلطنة باليوم الوطني 47 في حفل استقبال سفارة السلطنة بالعاصمة البلجيكية بروكسل 2017

ينبع الفن التقليدي في عُمان من تراثها الطويل. تكشف الحركات الفنية في القرن العشرين أن المشهد الفني في عمان بدأ بممارسات مبكرة تضمنت مجموعة من الحرف اليدوية القبلية والتصوير الذاتي في الرسم منذ الستينيات. لكن، افتتح المتحف الوطني العماني، المؤسسة الثقافية الرائدة في السلطنة، في 30 يوليو 2016 مع 14 معرضًا دائمًا. يعرض التراث الوطني من أقدم مستوطنة بشرية في عُمان منذ مليوني عام وحتى يومنا هذا. يتخذ المتحف خطوة أخرى من خلال تقديم معلومات عن المواد المكتوبة بخط برايل العربي للمكفوفين، وهو أول متحف يقوم بذلك في منطقة الخليج.
تقدم الجمعية العمانية للفنون الجميلة، التي تأسست عام 1993، برامج تعليمية وورش عمل ومنح فنية للممارسين في مختلف التخصصات. في عام 2016، افتتحت المنظمة معرضها الأول عن التصميم الجرافيكي. كما استضافت مسابقة «الرسم من أجل السلام» بمشاركة 46 فناناً تكريما للعيد الوطني 46 للبلاد، حيث فاز مازن المعمري بالجائزة الأولى. وللمنظمة فروع أخرى في صحار والبريمي وصلالة.
سناء ال حيب فنانة عمانية محترفة ومصممة. اشتهرت بتأثرها الشديد بثقافتها، وشغفها بالفن، وقد اختيرت لتمثيل المرأة العربية عالمياً في بلجيكا في 2018، البرلمان الأوروبي. عضو في الجمعية العمانية للفنون الجميلة (OSFA) منذ عام 1999. استضافت سناء معرضها الأول كجزء من احتفالات السلطنة بالعيد الوطني السابع والأربعين للسلطنة في حفل استقبال سفارة السلطنة بالعاصمة البلجيكية بروكسل في 2017 ومعرض يوم التراث الثقافي العماني في البرلمان الأوروبي في نفس العام. قدمت في معرض (Arne Glimcher Art Pace Gallery) في عام 2018، إلى جانب مجموعة من الفنانين الأوروبيين، لتمثيل المرأة في يوم المرأة العالمي، حيث عرضت أعمالها التي تصور الحرف اليدوية العمانية والنساء العمانيات التقليديين.

### المهرجانات
- مهرجان مسقط
- مهرجان صلالة السياحي

### الطعام
يأكل العمانيون عادة الوجبة الرئيسية يوميا في منتصف النهار، في حين وجبة العشاء تكون أخف وزنا. خلال شهر رمضان، ويتم تقديم العشاء بعد صلاة التراويح، وأحيانا في وقت متأخر من 11 مساء. مكبوس هو طبق الأرز، مع الأرز الأصفر والزعفران خدم وطهيها أكثر من حار اللحوم الحمراء أو البيضاء. الهريس وجبة المهرجان، وخدم خلال الاحتفالات، التي تتكون من حبوب القمح المطحونة مهروسة بنكهة التوابل. آخر وجبة شعبية هو مهرجان الشوا الذي يطبخ فيه اللحم ببطء شديد (وأحيانا لمدة تصل إلى 2 أيام) في فرن الطين تحت الأرض. اللحم ويصبح العطاء للغاية وأنها هي التي غرست مع التوابل والأعشاب قبل الطهي لمنحها مذاقا متميزا جدا. وغالباً ما تستخدم الأسماك في الأطباق الرئيسية للغاية، والكنعد هو العنصر الشعبي. المشوي وجبة تتكون من سمك الكنعد يصبحون تفحم كامل، يقدم مع أرز ليمون. خبز الرخل هي رقيقة، والخبز خبز جولة في الأصل على نار مصنوعة من سعف النخيل. يؤكل في أي وجبة، وعادة ما تقدم مع العسل العماني لتناول الإفطار أو انهارت خلال الكاري لتناول العشاء. وتستخدم بانتظام الدجاج والسمك ولحم الضأن في أطباق.
على الرغم من أن تستخدم بحرية والتوابل والأعشاب والبصل والثوم والليمون في المطبخ العماني التقليدي، على عكس المواد الغذائية الآسيوية مماثلة، فإنه ليس ساخن أو حار. المطبخ العماني، هي أيضا متميزة من الأطعمة المحلية للدول العربية الأخرى من شبه الجزيرة العربية، ويختلف حتى داخل مناطق السلطنة المختلفة. [بحاجة لمصدر] وهناك أيضا اختلافات كبيرة في المطبخ بين مناطق مختلفة من عمان.

### الرياضة

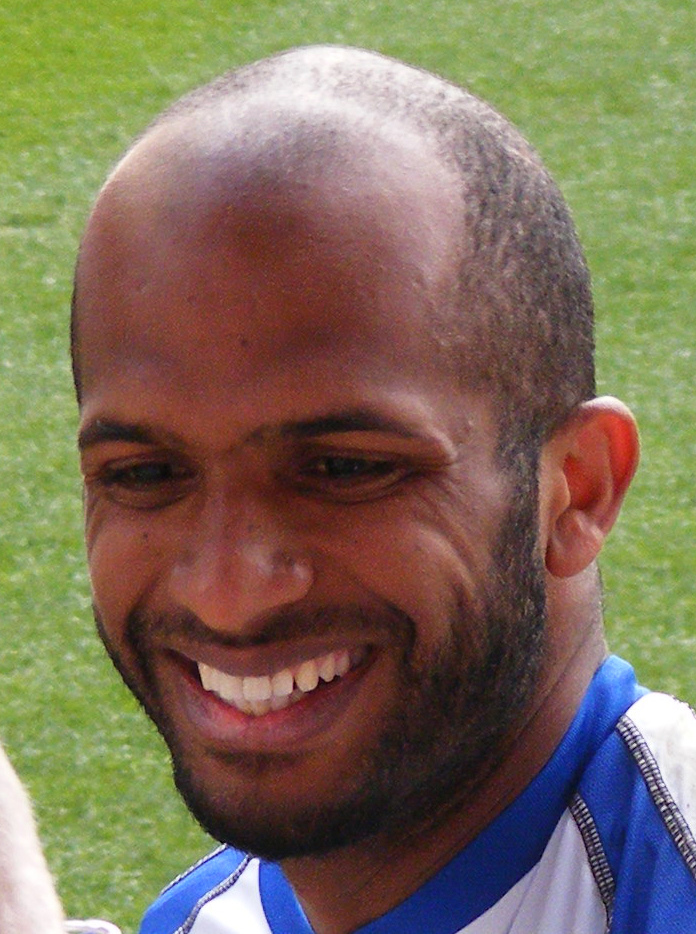
علي الحبسي هو لاعب كرة قدم عماني محترف، كان يلعب في الدوري الأنجليزي الممتاز حارس مرمى ويغان أتلتيك وفي نادي الهلال السعودي.

وتهدف الحكومة إلى منح الشباب التعليم مقربة تمامًا من خلال تقديم الأنشطة والخبرات في المجالات الرياضية والثقافية والفكرية والاجتماعية والعلمية، والتفوق على الصعيد الدولي في هذه المجالات، ولهذا السبب، في أكتوبر 2004، قامت الحكومة بإنشاء وزارة الشؤون الرياضية لتحل محل الهيئة العامة لشؤون الشباب والرياضة والشؤون الثقافية.
منحت اللجنة الأولمبية الدولية في السابق GOYSCA جائزتها المرموقة للتميز الرياضي تقديرا لمساهماتها في الشباب والرياضة وجهودها لتعزيز الروح الأولمبية والأهداف.
لعبت اللجنة الأولمبية العمانية دوراً رئيسيا في تنظيم ناجح للغاية للأيام الأولمبية 2003، والتي كانت ذات فائدة كبيرة على الإتحادات الرياضية والنوادي والمشاركين الشباب بمشاركة اتحاد كرة القدم جنبا إلى جنب مع اتحاد كرة اليد، كرة السلة، والهوكي والكرة الطائرة وألعاب القوى والسباحة والتنس والإتحادات. وفي عام 2010، استضافت مسقط دورة الألعاب الآسيوية الشاطئية.
كما تنظم سنويا بطولات التنس لمختلف المراحل العمرية على مجمع السلطان قابوس الرياضي الذي يحتوي على مرافق متنوعة منها بركة للسباحة 50 مترا ويستخدم للبطولات الدولية لكافة المنتخبات لبلدان مختلفة. وفي فبراير من كل عام ينظم طوّاف عمان الذي يشارك فيه نخبة من الدراجيين العالميين لمدة ستة أيام يجوب من خلاله السلطنة بكافة تضاريسها المختلفة.
واستضافت السلطنة كذلك في عام 2011 تصفيات آسيا المؤهلة لكأس العالم للكرة الشاطئية، حيث شارك 11 فريقا تنافسوا على 3 مقاعد في بطولة كأس العالم لكرة القدم وكانت عمان من ضمنهم.
كما تستضيف كذلك البطولات الخليجية المختلفة في مختلف الرياضات ولعل أبرزها بطولة خليجي 19 التي فازت بها عمان لأول مرة، كما تستضيف عمان عددا من المنافسات القارية والعربية المختلفة في كرة القدم مثل كأس آسيا تحت 23 عام التي أُقيمت أولى بطولاتها في مسقط عام 2013 والرياضات الآخرى خاصة في موسم الخريف المعتدل في الصيف الذي تتميز به مدينة صلالة دون غيرها في المنطقة وأقيمت في 2018 لأول مرة بطولة صلالة الدولية لكرة القدم.
يحدث في سلطنة عمُان وربما هي الدولة الوحيدة في منطقة الخليج التي تمارس بها مصارعة الثيران. وتنتشر هذه الرياضة في محافظة الباطنة ويعد هذا الحدث مجال للفرجة والاحتفال والتحدي من قبل الجمهور الواسع الذي يحضر لساحة النيروز والنيروز هي الساحة التي تقام بها هذه الرياضة التي يتنافس بها ثورين مملوكان لشخصين مختلفين في سبيل حصد الفوز محاوليين الإبتعاد عن العنف. وجذور مصارعة الثيران في سلطنة عمان غير معروفة على الرغم من العديد من السكان المحليين هنا يعتقدون أنها جُلبت إلى عُمان من قبل المغاربة من أصل أسباني، لكن آخرين يقولون أن لديها اتصال مباشر مع البرتغال التي استعمرت الساحل العماني منذ ما يقرب من قرنان من الزمن.

### الإجازات الرسمية
الإجازات الرسمية لسلطنة عمان.
| التاريخ                   | المناسبة          | الدوام الرسمي  |
| ------------------------- | ----------------- | -------------- |
| 12 ربيع أول               | المولد النبوي     | إجازة          |
| 27 رجب                    | الإسراء والمعراج  | إجازة          |
| 1 شوال - 4 شوال           | عيد الفطر         | إجازة (4 أيام) |
| 10 ذو الحجة - 13 ذو الحجة | عيد الأضحى        | إجازة (4 أيام) |
| 18 نوفمبر                 | اليوم الوطني      | إجازة (يومان)  |
| 1 محرم                    | رأس السنة الهجرية | إجازة          |

## مقالات ذات صلة
- تاريخ الحكم في عُمان بعد الإسلام
- تاريخ عُمان
- عمانتل

## وصلات خارجية
- وزارة الإعلام
- وزارة الاقتصاد الوطني
- تاريخ خطي لعمان -بالإنجليزية
- صور لعمان
- وزارة البلديات الإقليمية وموارد المياه